# Serbien
Serbien (serbisch-kyrillisch Србијаⓘ [sř̩bija]; amtlich Republik Serbien, serbisch-kyrillisch Република Србија [repǔblika sř̩bija]) ist ein Binnenstaat in Südost- und Mitteleuropa. Serbien liegt im Zentrum der Balkanhalbinsel und grenzt im Norden an Ungarn, im Osten an Rumänien und Bulgarien, im Süden an Nordmazedonien und Albanien bzw. Kosovo, im Südwesten an Montenegro und im Westen an Bosnien und Herzegowina und Kroatien.
Nach Einwohnern liegt Serbien mit gut 6,7 Millionen auf Rang 22 der Länder Europas. Hauptstadt und Metropole des Landes ist Belgrad, weitere Großstädte sind Novi Sad, Niš, Kragujevac und Subotica. Über 80 Prozent der Bevölkerung sind Serben, daneben gibt es größere Gruppen von Magyaren, Roma und Bosniaken.
Die jüngere Geschichte Serbiens ist geprägt durch seine Rolle als größter Teilstaat Jugoslawiens. Es ist seit dem endgültigen Zerfall Jugoslawiens 2006 auch „alleiniger Rechtsnachfolger“ der im Jahr 1992 gegründeten Bundesrepublik Jugoslawien (2003–2006 Staatenunion Serbien und Montenegro).
Serbien ist Mitglied der Schwarzmeer-Wirtschaftskooperation (SMWK) und des Mitteleuropäischen Freihandelsabkommens (CEFTA) und unterhält weitere Freihandelsabkommen. Die Wirtschaftsleistung des Landes ging infolge der Jugoslawienkriege stark zurück; in den Jahren von 2003 bis 2008 erholte sie sich wieder etwas. Nachdem kurzfristig wichtige Erfolge im Rahmen des EU-Beitrittsprozess erreicht worden waren (so u. a. das Inkrafttreten eines Interimsabkommen für Handelserleichterungen mit der EU und die Abschaffung der Visumpflicht für serbische Staatsbürger), reichte Serbien am 22. Dezember 2009 seine Kandidatur für eine Mitgliedschaft in der Europäischen Union ein und erhielt am 1. März 2012 den Status eines Beitrittskandidaten.

## Geographie
Anmerkung: Die Beschreibung der Geographie Serbiens umfasst auch das Gebiet des völkerrechtlich umstrittenen Kosovo.

### Lage, Relief und geographische Gliederung

Das Zwischenstromland Syrmiens einer der Landschaften der Vojvodina. Landsat-8-ETM+-Aufnahme, 12. März 2014 (Infrarot-Falschfarben-Luftbild)

Serbien erstreckt sich über vier Breitengrade am Rande der Subtropen zwischen 46° 11′ N (bei Subotica in der nordserbischen Provinz Vojvodina) und 41° 16′ N bei Preševo. Von Ost nach West bilden die Balkangebirge bei Dimitrovgrad (23° 01′ E) sowie die Donau bei Bezdan (18° 51′ E) die Grenzpunkte. Niedrigster Punkt ist der Austritt der Donau bei Prahovo in Ostserbien mit 17 Meter über dem Meeresspiegel. Der höchste Punkt ist der 2169 Meter hohe Midžor an der bulgarischen Grenze.
Das Gebiet Serbiens setzt sich aus zwei Landschaftstypen zusammen, die durch die Save-Donau-Linie geteilt werden. Nördlich der Save- und Donau-Ebene liegt die Vojvodina, ein Tiefland in der Pannonischen Tiefebene, wo nur das sanfte Rumpfgebirge der Fruška Gora und die Karpatenausläufer der Vršačke Planine im Relief etwas hervortreten. Die ehemaligen Waldsteppen der Donauniederung sind durch die hydrologische Verknotung der wichtigsten Ströme Ostmitteleuropas gekennzeichnet und durch ehemals weite Auenlandschaften sowie die äolischen Flugsande (bekannt ist die Banater Sandwüste als „europäische Sahara“) und fruchtbare Schwarzerdeböden sowie Löss.
Südlich von Save und Donau ist das Land in Zentralserbien und dem Kosovo überwiegend gebirgig, stellt sich aber durch das Nebeneinander von Gebirgen, Hochebenen, Beckenlandschaften und Flussebenen als topographisch vielfältiges und abwechslungsreiches Gebiet dar. Mit dem von Süd nach Nord praktisch zentral verlaufenden Flusssystem der Morava, die in der tektonischen Leitlinie der Morava-Furche die Gebirgszüge der Dinariden, Karpaten und Balkangebirge in eine westliche und östliche Gruppe trennt, und den als Schluchten ausgebildeten Nebenflüssen der Westlichen und Südlichen Morava, Ibar sowie der Drina, dem Grenzfluss zu Bosnien, wird das zentrale Serbien vielfältig gegliedert. In den Becken der Metohija und des Amselfeldes und den flankierenden Hochgebirgszügen wie der höchsten Erhebung Serbiens, der Đeravica, findet sich sowohl durch die Entwässerung zum Mittelmeer (das Amselfeld entwässert durch die Bifurkation der Nerodimka sowohl zum Schwarzen Meer als auch zum Mittelmeer) und dem Wechselspiel von Beckenlandschaften und Hochgebirgshorsten der Übergang zum pelagonischen („mazedonischen“) Landschaftstyp, ein.

### Gewässer

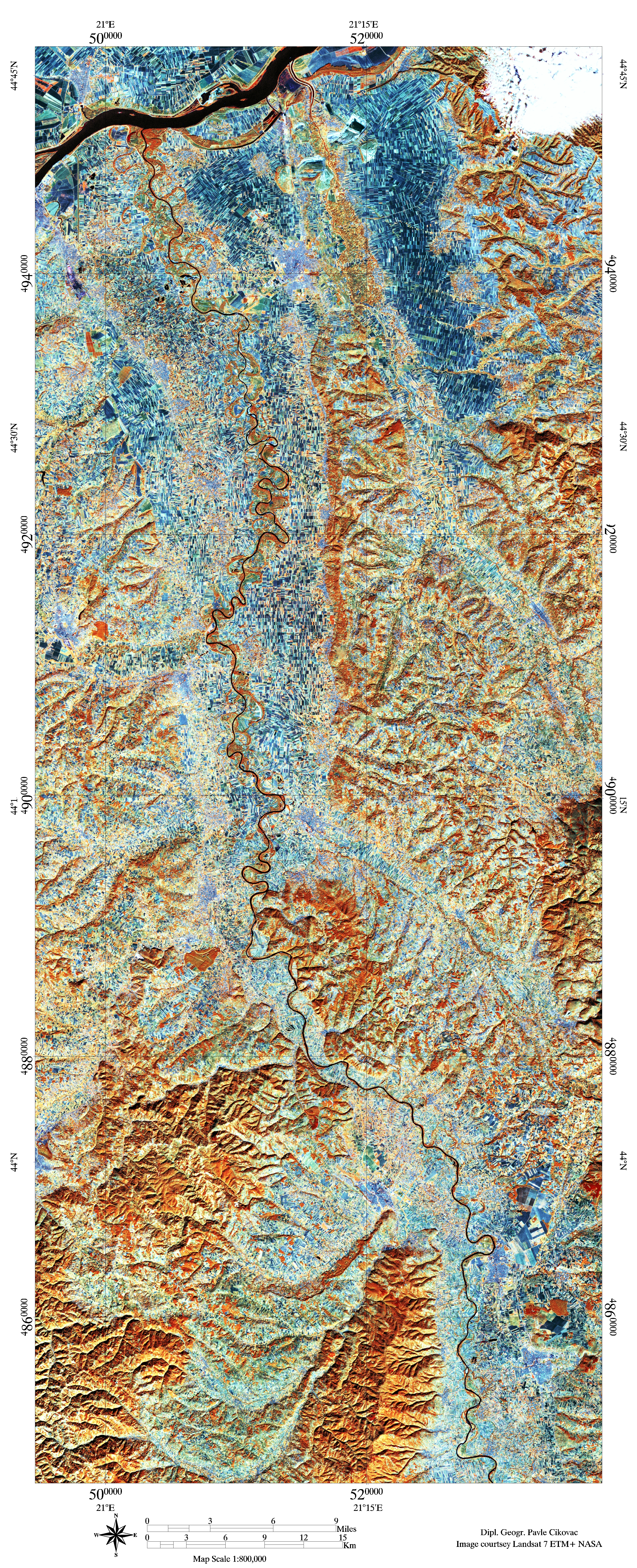
Unterlauf der stark mäandrierenden Velika Morava bis zur Einmündung in die Donau. NASA Landsat 7 ETM+

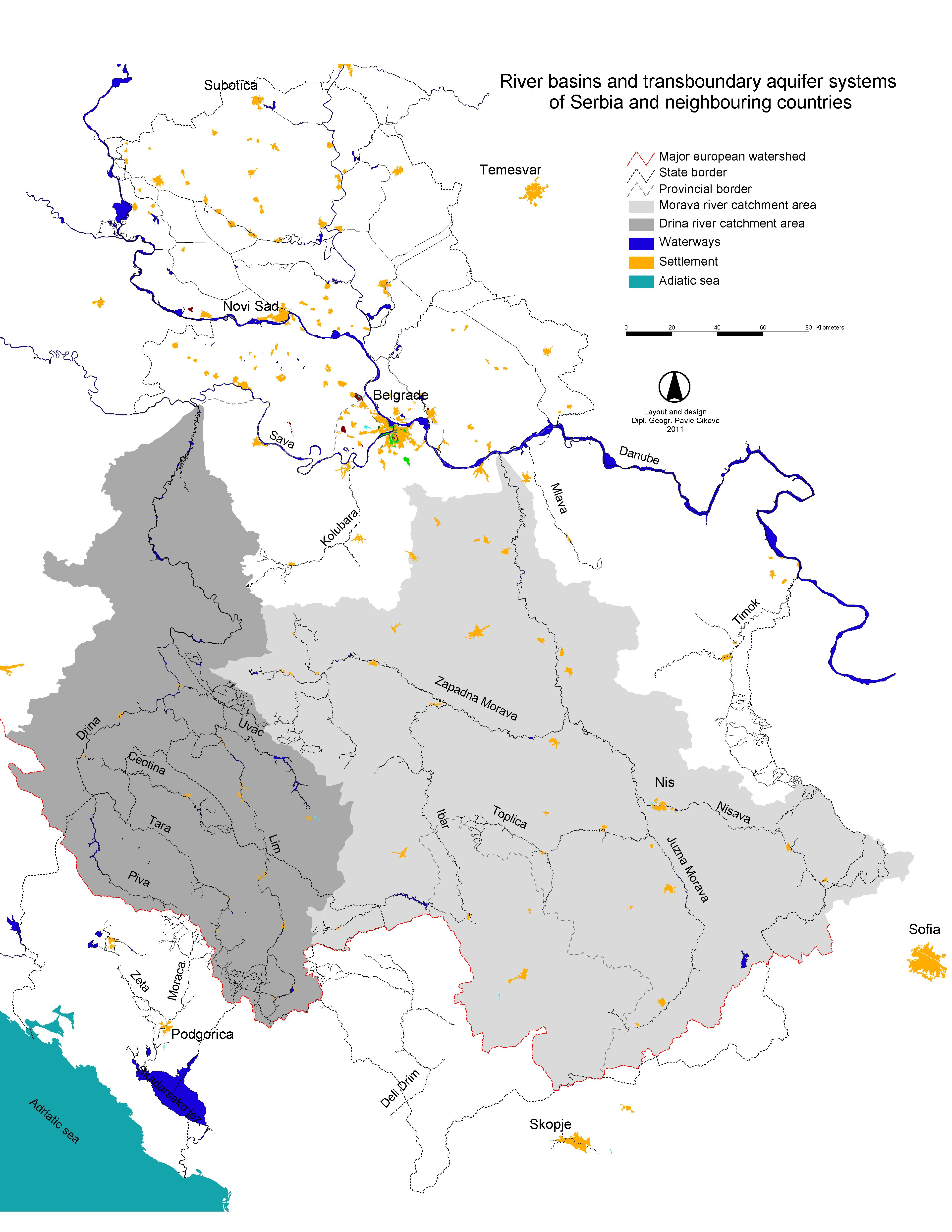
Hydrologie mit den Einzugsgebieten von Morava und Drina

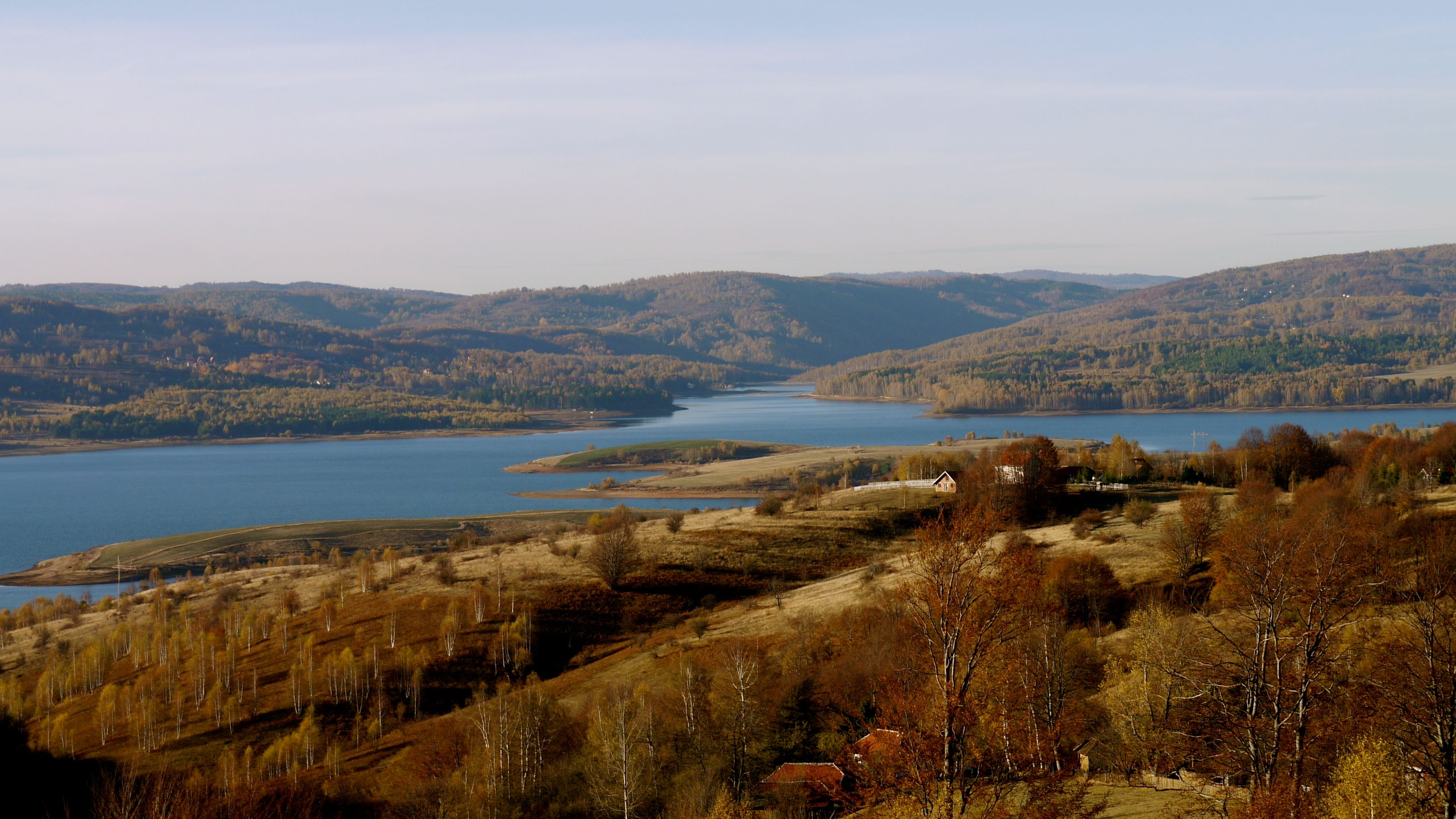
Vlasinasee bei Surdulica

Hydrographisch befindet sich Serbien zum größten Teil im Einzugsbereich der Donau, die in ihrem Mittellauf das Land auf einer Strecke von 588 Kilometern durchquert. Dabei sind die Donau und ihre Zuflüsse in der pannonischen Tiefebene typische Niederungsflüsse mit schwachem Gefälle, zahlreichen Altarmen und weiten Schwemmterrassen. Aufgrund der häufigen Hochwassergefährdung der in einem bedeutenden hydrologischen Knoten liegenden Vojvodina, wurden vielfach regulierende und wasserbautechnische Maßnahmen in Form von Hochwasserdämmen, Rückhaltebecken und auch Ablauf- und Überlaufkanälen geschaffen. Die wichtigsten Donaunebenflüsse sind hier als der wasserreichste Donauzufluss die Save (in die wiederum die Drina mündet), der längste Donauzufluss Theiß sowie die Temesch. Donau, Theiß und Save bilden auch die einzigen schiffbaren Wasserwege des Landes.
Unter den Donauzuflüssen Serbiens nehmen die Einzugsgebiete von Morava und Drina die größten Flächen ein. Dabei stellt der longitudinal verlaufende Moravagraben die Hauptkommunikationsader des Landes zwischen Donauebene und dem Mittelmeerraum. Hier verlief schon seit der Antike die historisch bedeutende Fernverkehrsstraße (Via militaris), die mit den dazu transversalen (quer verlaufenden) Tälern der Toplica, Nišava und Westlichen Morava die zentrale natürliche Verbindungsroute stellt. Da das ebenfalls longitudinale Drinatal durch seine vielfachen Windungen und steilen Schluchtabschnitten selbst keine durchgehende Kommunikationsachse darstellt, konnten die transversalen Täler der Drinazuflüsse dagegen zumeist erst mit der Vollendung der Bahnstrecke Belgrad–Bar in die moderne Verkehrsinfrastruktur integriert werden. Weil das Moravatal geologisch auch einen breiten tektonischen Graben bildet, dessen Sockel aus kristallinen jungpräkambrisch-paläozoischen Gesteinen besteht, das Drinatal aber in mesozoischen Sedimentgesteinen verläuft, die zumeist in Form von Karbonaten nur steile und enge Canyon-Täler zulassen, sind diese geologischen Prädispositionen auch ursächlich für die augenfälligen Hindernisse, die das Drinatal für die kommunikative Durchdringung der Südostdinariden stellt. In Ostserbien ist das Timok-Einzugsgebiet das bedeutendste und hier dessen wichtigste Verkehrsachse.
Die größeren Gebirgsflüsse Zentralserbiens bilden zumeist Durchbruchstäler mit vereinzelten Talweitungen. Das mittlere Drina- sowie das Limtal sind teilweise durch Flussterrassen gestuft, auf denen sich daher einige größere Siedlungen etablieren konnten. Drina und Morava zeigen insbesondere in ihren Unterläufen stark mäandrierende Läufe; diese Talabschnitte gehören heute zu den periodisch hochwassergefährdeten Landschaften Serbiens, nachdem die Donau und Theißsysteme im 19. und 20. Jahrhundert reguliert worden waren. Viele der kleineren Flussläufe der Berggebiete, wie die Zuläufe der Rasina, sind als Torrente-Bäche durch episodische Sturzflut-Ereignisse auch für urbane Siedlungen eine ständige Bedrohung. Erosionsschutzmaßnahmen und Aufforstungsbemühungen in Teilen der gefährdetsten Einzugsgebiete sollen insbesondere die Sedimenttransportmengen, die bei diesen Ereignissen die größte Gefahr bilden, minimieren.
Ein bedeutender Teil der hydrologischen Systeme in Serbien wird von Karstaquiferen bestimmt. Diese sind im westserbisch-dinarischen Kalksteingebirge sowie im karpato-balkanischen Gebirgsbogen Ostserbiens (Serbische Karpaten) flächenmäßig von Bedeutung.
Lediglich der äußerste Südwesten des Landes wird durch den Weißen Drin zur Adria, der äußerste Südosten über die Pčinja, welcher in den Vardar mündet, zur Ägäis hin entwässert.
Größere stehende Gewässer finden sich heute zumeist als Altarme an Donau und Save, größter natürlicher See ist der Palić-See mit rund sechs Quadratkilometern Fläche. Unter den künstlichen Stauseen nimmt der Đerdapsee (Đerdapsko jezero) oberhalb des Eisernen Tores mit 163 Quadratkilometer auf serbischer Seite (gesamt: 253 km²) die größte Fläche ein. Bekannte Stauseen sind der Vlasinasee auf einer ehemaligen Hochmoorfläche im südostserbischen Bergland, der Perućacsee an der Drina sowie der Stausee im Uvac-Canyon.
Mit 71 Meter ist der Jelovarnik im Kopaonik der höchste Wasserfall des Landes. Die größte und längste, aber nicht tiefste Schlucht Serbiens und in Europa ist das Eiserne Tor.

### Klima

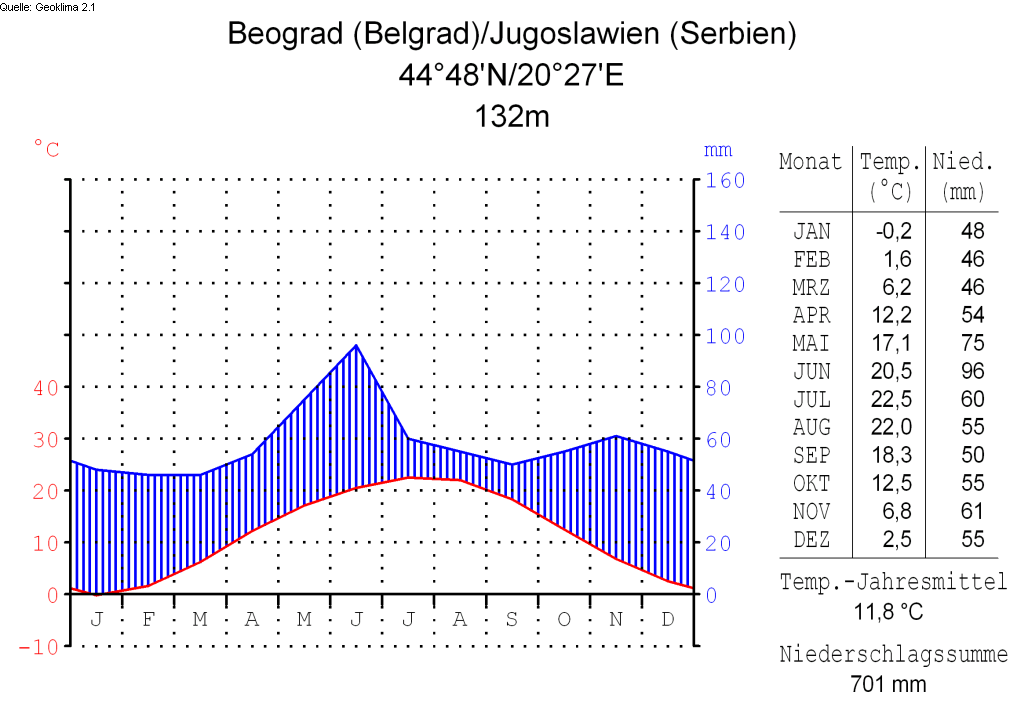
Klimadiagramm von Belgrad

Serbien wird durch gemäßigtes Kontinentalklima geprägt. Die Niederschläge nehmen von Südwest nach Nordost ab, während insbesondere die Niederschlagsmaxima sich im Südwesten von Frühsommer auf Herbst/Winter verlagern. Damit stellt sich ein Grundzug des Klimas Serbiens ein, der durch die Lage zu den relativ warmen Meeren (Adria, Ägäis und Schwarzes Meer) und der Gebirgsnatur bestimmt wird. Das Niederschlagsregime mit mediterranen Winterregen verliert sich mit der Küstenentfernung, ist aber noch im westserbischen Bergland und im Kosovo zu verzeichnen. Erst in der kontinentaler liegenden Vojvodina stellt sich der typische Niederschlagsverlauf Ostmitteleuropas mit einem frühsommerlichen Niederschlagsmaximum, der mit dem Sonnenhöchststand zusammen fällt, ein.
Aufgrund der Kammerung des Reliefs treten vielfältige mikro- und makroklimatische Modifikationen auf, die durch ventilatorische Bedingungen und das Relief modifiziert werden. Gebirgsklimate finden sich in den höheren Gebirgen im Süden, Westen und Osten des Landes.
Die Winter in Serbien sind allgemein kalt und schneereich, die Sommer sind warm. Der kälteste Monat ist der Januar, der wärmste ist der Juli. Die tiefste bisher gemessene Temperatur in Serbien lag bei −38,0 °C (26. Januar 1954 in Sjenica), die höchste bei 45,8 °C (16. August 2006 in Paraćin). Die Jahresdurchschnittstemperatur in Serbien liegt bei 10 °C. Die durchschnittliche Niederschlagsmenge bei 896 Millimeter.
Die Windsysteme werden durch die jahreszeitlichen Druckgradienten bestimmt. Herrschen im Winter trocken-kalte Nordwinde vor, die durch das Sibirische Hoch erzeugt werden, (Košava, Severac, Moravac); so bringen Adria-Tiefs, (in den Übergangsjahreszeiten durch feuchtadiabatische Föhneffekte beim Aufsteigen der Luftmassen von der Adria über die Dinariden) warm-feuchte Winde aus Südwest (Jugozapadni vetar); auf die dann in Westserbien und der Saveniederung eine kurzzeitige Temperaturerhöhung folgt. Auf den Sommer-Meltemi beruht der warme Južni vetar (Südwind) der auf der Vorderseite eines Balkanhochs von Süden über die Morava-Vardar-Furche nach Serbien einströmt. Während der Südwind auf der Rückseite des Hochs den kühleren Meltimi in der Ägäis bedingt.

### Naturschutzgebiete und landschaftliche Sehenswürdigkeiten

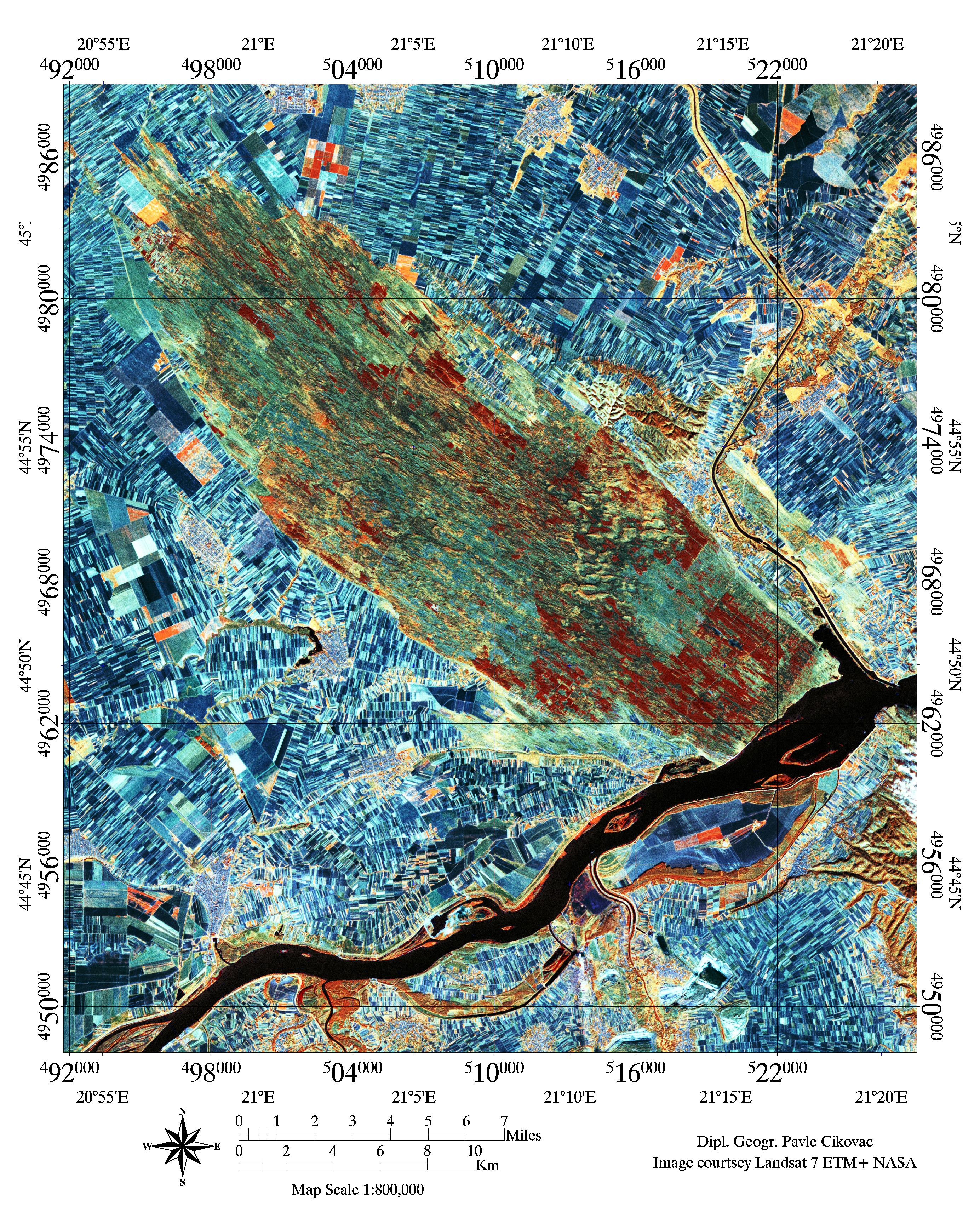
Die Banater Sandwüste. NASA Landsat 7 ETM+

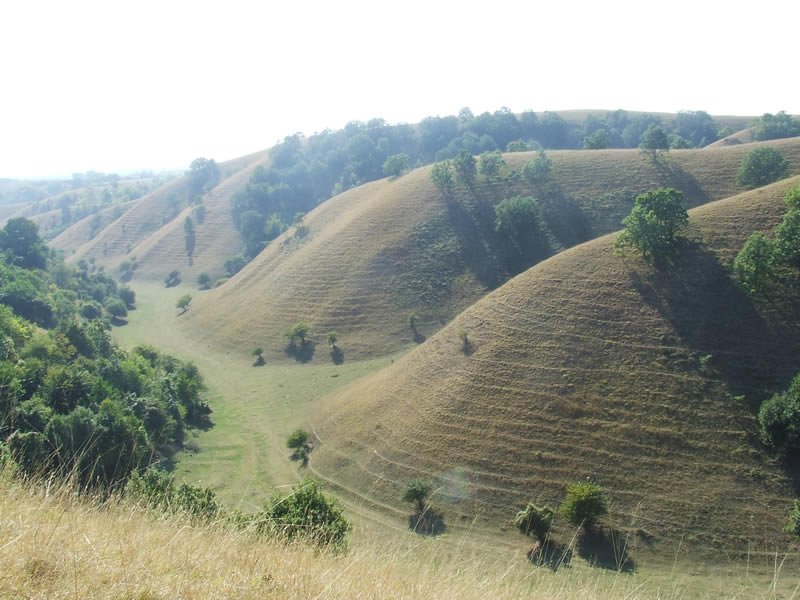
Sanddünen der Banater Sandwüste

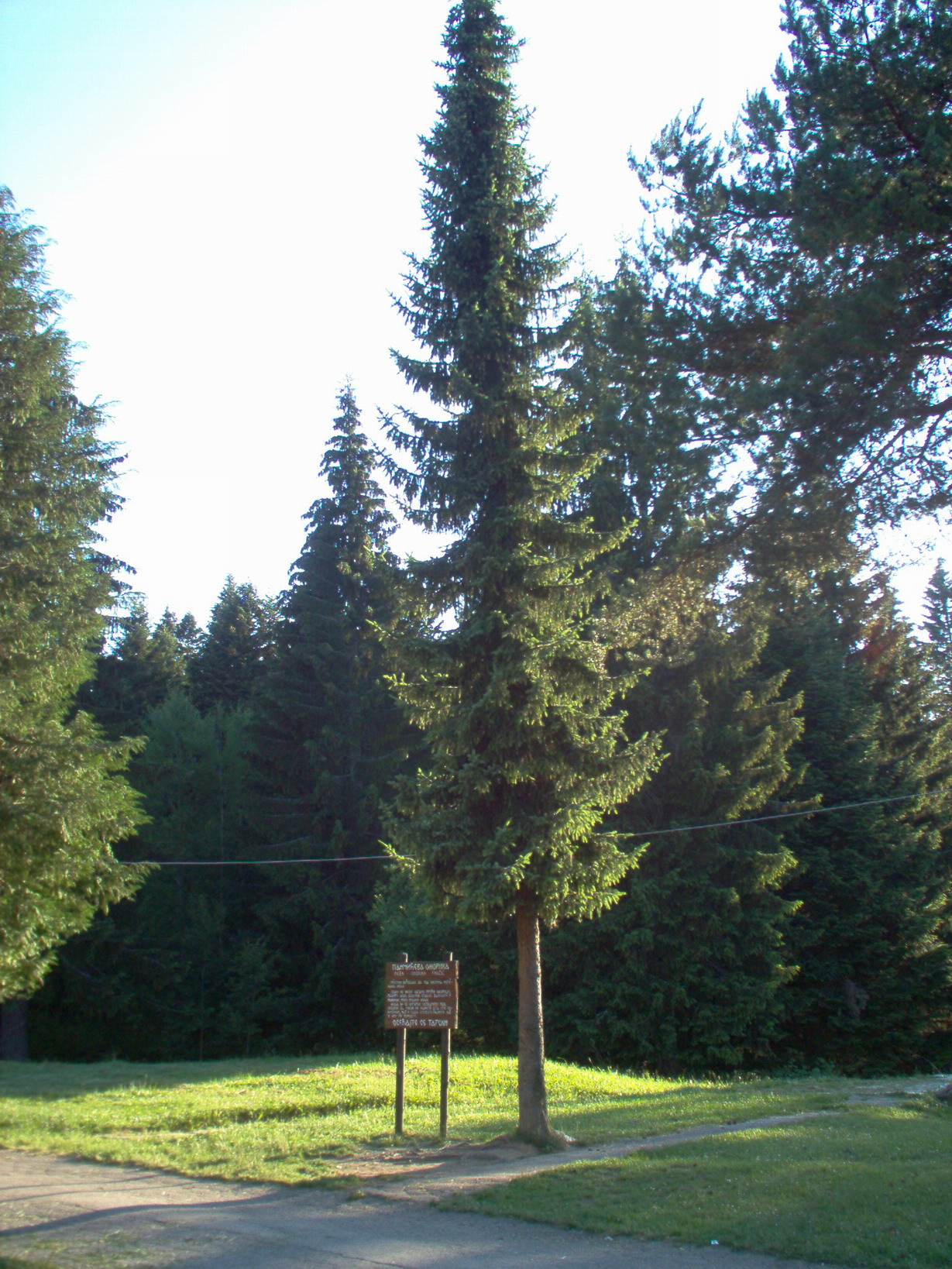
Serbische Fichte, Nationalpark Tara

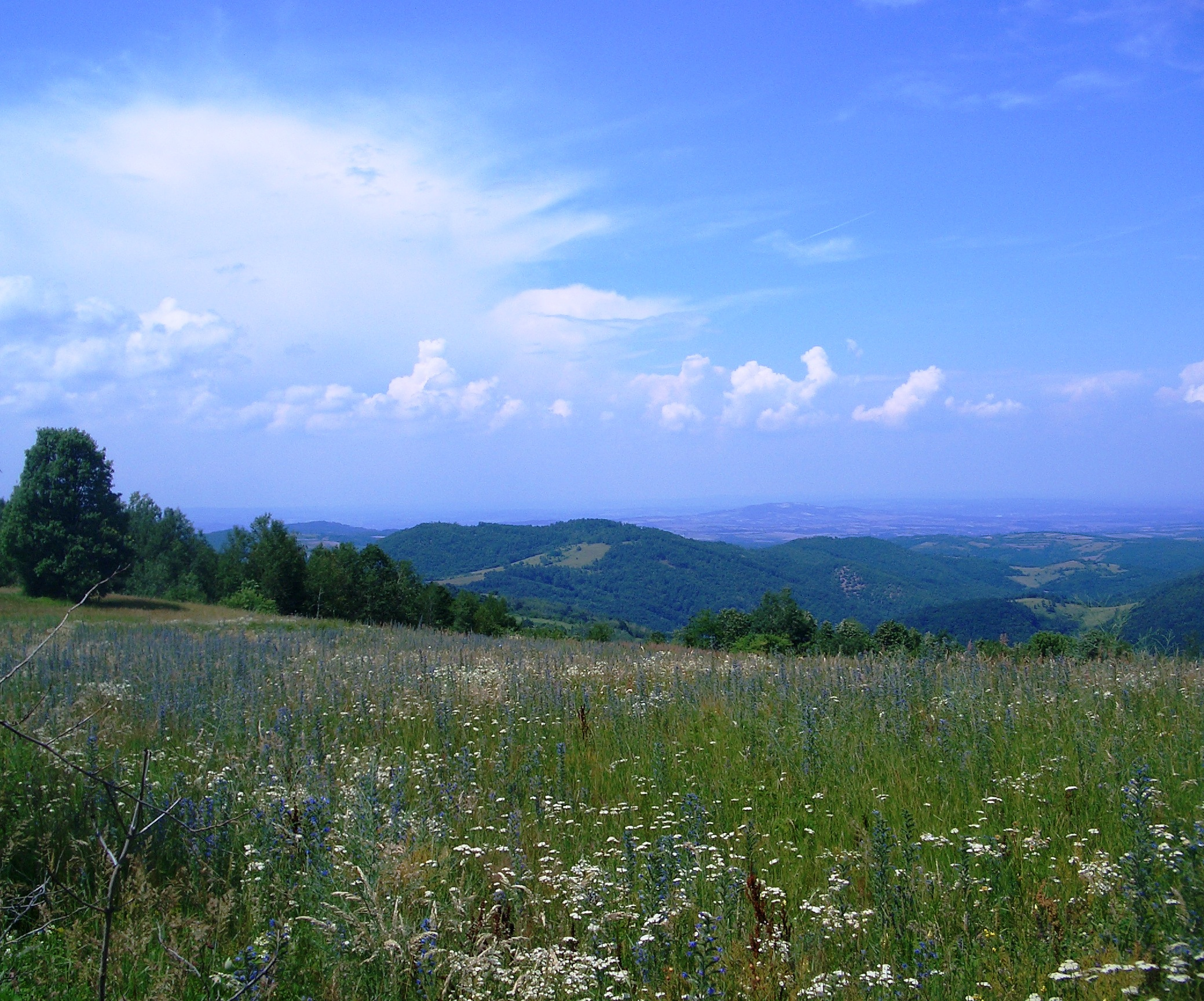
Die Šumadija im Zentrum von Serbien

Serbien (ohne Kosovo und Metochien) verfügt über sechs Nationalparks, 22 Naturparks und rund 590 Naturschutzgebiete mit einer Gesamtfläche von 7315,08 Quadratkilometern, womit mehr als acht Prozent der Fläche Serbiens unter Naturschutz stehen. Serbien hat Anteile am Grünen Band Europas und liegt im Blauen Herz Europas.
Diese für den Artenschutz und die Erhaltung der Biodiversität des Landes ausgewiesenen Schutzzonen stellen für seltene oder einmalige Tier- und Pflanzenarten, die einzigartigen Biotope sowie Landschaftselemente und Landschaftsformen auch überregional wichtige Reservate dar. Als exemplarische Standorte gelten dabei die Steppendünenlandschaft im Reservat Banater Sandwüste sowie der Bergurwald im Nationalpark Tara-Gebirge.
Im Tara-Gebirge bestehen im Nationalpark elf verstreute Standorte des voreiszeitlichen Relikts der schmalkronigen und „tannenähnlichen“ (aufgrund der lederartigen, weichen Nadeln) Serbischen Fichte (Picea omirka (Panč.) Purk.). Diese Standorte umfassen 2760 Hektar spezieller Reservatsflächen, die unter anderem auch die erstmals 2013 als neue Art anerkannte Akelei Aquilegia nikolicii beherbergen. Ein ungewöhnlicher reliktisch-endemischer Laubbaum, der 1856 von Josif Pančić erstmals im Jastrebica Gebirge aufgesammelt wurde, ist die nördliche Unterart des Griechischen Ahorns (Acer heldreichii ssp. visianii, serb. Planinski javor), der in Serbien in den subalpinen Bergwäldern ein Verbreitungszentrum besitzt. Er ist der klimahärteste Edellaubbaum der subtropischen Gebirge des Balkans und wird aufgrund der nachgesuchten Holzqualität auch international als bedeutendes Handelsprodukt im Tonholzsegment gehandelt (Geigenböden werden selbst in Italien häufig in Balkan maple Qualität angeboten, dem englischen Trivial- und Handelsnamen des Griechischen Ahornholzes). Auch für die Herstellung von Guslen stellt er in Serbien das am höchsten kotierte Ausgangsmaterial, wodurch die Vorkommen starker Nachstellung unterliegen.
Unter den Steppenpflanzen findet sich im Deliblato-Dünen Naturschutzgebiet in einer 34.829 Hektar umfassenden Schutzzone wenige Standorte der aus rund 40 Einzelpflanzen bestehenden Population der Banater Pfingstrose (Paeonia officinalis ssp. banatica (Rochel) Soó), die gleichzeitig die weltweite Population der Waldsteppen-Pflanze ausmacht. Eine weitere Pfingstrose, zugleich die Nationalblume Serbiens – die Byzantinische Pfingstrose – wächst in den wärmeliebenden Eichenwäldern Ost-Serbiens und im Kosovo. In der Volksüberlieferung wird sie mit dem Blut der Amselfeld-Helden in Verbindung gebracht und heißt daher hier Amselfelder Pfingstrose (Kosovski božur). Unlängst wurde von der auch als Heilpflanze verwendeten, tiefrot blühenden Art ein Bestand von rund 2000 Pflanzen auf 100 ha am Maljan in der Kučaj planina entdeckt.
Die Landschaftsschutzgebiete wie das Spezielle Naturreservat Suva Planina beherbergen beispielsweise tertiäre tropische Relikte wie den Serbischen Felsenteller oder die endemische Pančić Akelei. Diese an Felsstandorte im Kalkstein angepasste Arten gelten als typische Vertreter der paläoendemischen balkanischen Flora. Auch für viele weitere Arten im Red Data Book Serbiens sind diese Naturschutzgebiete und Reservate Rückzugsgebiete.
Die fünf Nationalparks entsprechen der Kategorie II der IUCN.
| Nationalpark            | angenommen in der Liste der IUCN | Opština (Gemeinden)                                                                     | Fläche (km²) |
| ----------------------- | -------------------------------- | --------------------------------------------------------------------------------------- | ------------ |
| Nationalpark Đerdap     | 1974                             | Golubac, Majdanpek, Kladovo                                                             | 636,8        |
| Nationalpark Kopaonik   | 1981                             | Raška, Brus                                                                             | 118          |
| Nationalpark Tara       | 1981                             | Bajina Bašta                                                                            | 190          |
| Nationalpark Šara/Sharr | 1986                             | Štrpce/Shtërpca, Kačanik/Kaçanik, Prizren, Suva Reka/Suhareka                           | 390          |
| Fruška Gora             | 1960                             | Novi Sad, Sremski Karlovci, Beočin, Bačka Palanka, Šid, Sremska Mitrovica, Irig, Inđija | 253,93       |

Acht Orte Serbiens wurden in der Ramsar-Konvention für die Erhaltung von Feuchtgebieten aufgelistet.
| Gebiet            | hinzugefügt in der Ramsar-Konvention | Opština (Gemeinden) | Fläche (km²) |
| ----------------- | ------------------------------------ | ------------------- | ------------ |
| Gornje Podunavlje | 2007                                 | Apatin              | 224,8        |
| Labudovo okno     | 2006                                 | Bela Crkva          | 37,33        |
| Ludašersee        | 1977                                 | Subotica            | 5,93         |
| Obedska bara      | 1977                                 | Pećinci             | 175,01       |
| Peštersko polje   | 2006                                 | Sjenica             | 34,55        |
| Slano Kopovo      | 2004                                 | Novi Bečej          | 9,76         |
| Carska bara       | 1996                                 | Zrenjanin           | 17,67        |
| Vlasinasee        | 2007                                 | Surdulica           | 32,09        |

Unter den landschaftlichen Sehenswürdigkeiten befinden sich zahlreiche geomorphologische Phänomene. Darunter:
- Đavolja varoš (dt.: „Teufelsstadt“) Erdpyramiden in Südserbien (nahe Leskovac).
- Mäander und Schlucht des Flusses Uvac (Meandri i klisura reke Uvac) in Südwestserbien (Sandžak).
- Mäander und Schlucht des Flusses Temska in Südostserbien (bei Niš).
- Felsen des Babin zub Gipfels in der Stara Planina in Südostserbien.
- Felsen Stol in Ostserbien (bei Bor).
- Ušaćka pećina (Höhle von Ušać) in Südwestserbien.

### Städte und Urbanisierung

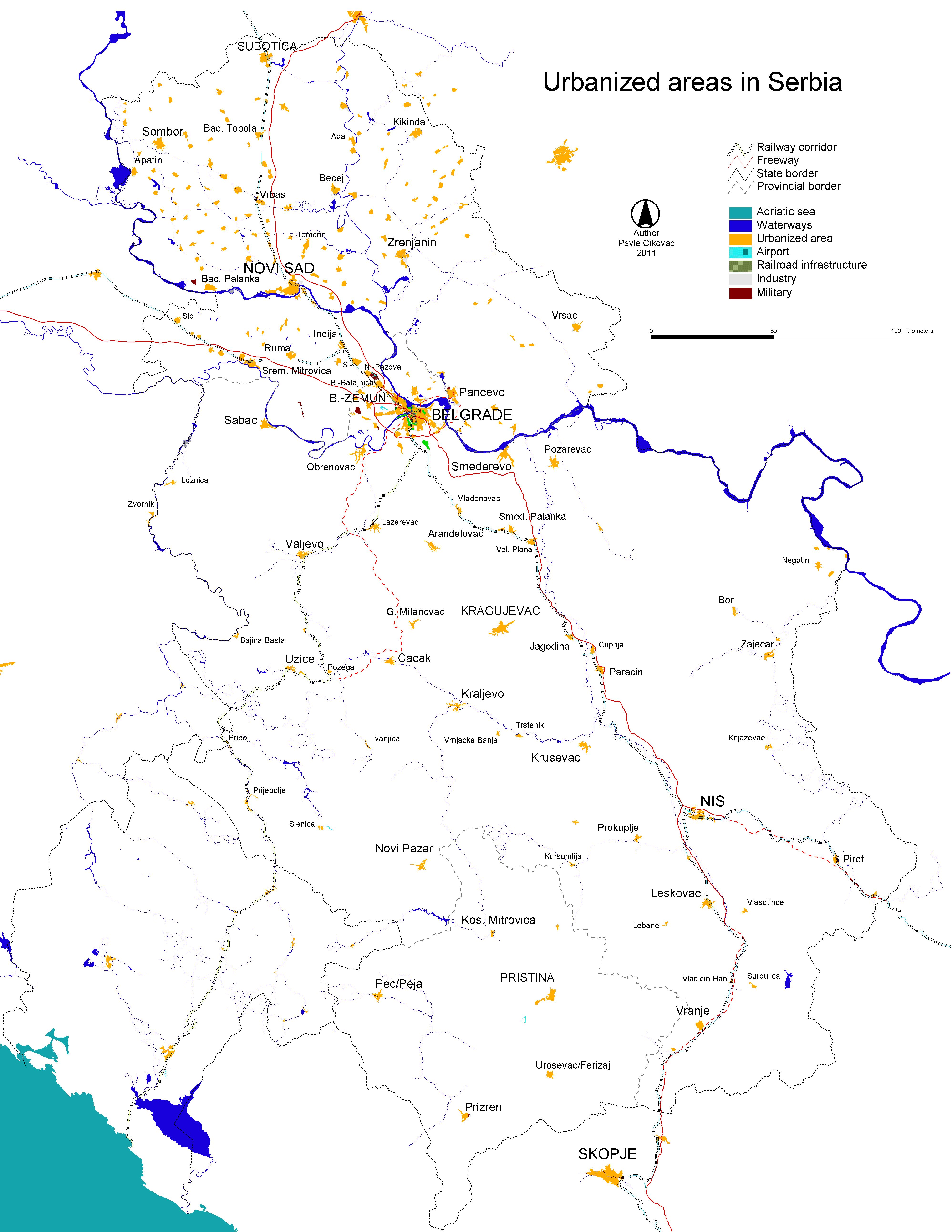
Verstädterung und städtische Gemeinden

Im Jahr 2023 lebten 57 Prozent der Einwohner Serbiens in Städten. Die Städte Serbiens entwickelten sich südlich der Save-Donau-Linie kulturhistorisch aus der osmanischen Çarşı, nördlich davon aus habsburgischen Märkten und Kolonisten-Siedlungen, die in Zentralserbien großteils auch erst nach dem Zweiten Weltkrieg einer stärkeren Modernisierung unterlagen. Dabei behielten jedoch die Orte im serbischen Teil des Sandschak und Kosovo (mit Ausnahme Pristinas) zum Teil ihren orientalischen Charakter.
Die Urbanisierung nahm insbesondere nach 1945 schnell zu, was durch Industrialisierung, Landflucht aus ärmeren Regionen des ehemaligen Jugoslawien und auch der Migration von Kriegsflüchtlingen während mehrerer Wellen im Zuge der Jugoslawienkriege zu einem raschen Bevölkerungsanstieg in den größeren Städten führte. Im Jahr 2023 lebten 57 Prozent der Einwohner Serbiens in Städten.
Unter den Großstädten nehmen die Verwaltungszentren des Staates, die Metropole Serbiens Belgrad mit 1.154.589 Einwohnern (10. November 2011) sowie der Regierungssitz der autonomen Provinz Vojvodina, Novi Sad, mit 221.854 Einwohnern (10. November 2011) in funktionaler sowie administrativer Hinsicht eine zentrale Rolle ein. Hier konzentrieren sich daher auch Medien- und Dienstleistungsunternehmen sowie die Kulturinstitutionen des Landes. Aufgrund ihrer vergleichsweise entwickelten Infrastruktur haben sie auch die regional höchste Bedeutung für Verkehr und Handel und zeigen die dynamischste Wirtschaftsentwicklung. Durch die zentrale Lage von Novi Sad und Belgrad auf der Entwicklungsachse im Korridor X werden sie bei Investitionen des Landes besonders bevorzugt.
Neben diesen primären Zentren kommt Niš mit 182.208 Einwohnern (10. November 2011), nach Belgrad, eine ergänzende zentrale Rolle im südlichen Serbien zu. Die weiteren größeren urbanen Kerne Südserbiens, Leskovac mit 59.610 Einwohnern (10. November 2011) und Vranje mit 54.456 Einwohnern (10. November 2011), liegen wie Niš auf dem strategischen Südteil des Morava-Korridors, der historisch bedeutenden Verkehrshauptachse des Landes und gleichfalls der zentralen Balkanhalbinsel.
Daneben fallen dem im Herzen der Region Šumadija befindlichen Kragujevac mit 147.281 Einwohnern (10. November 2011) sowie dem am wichtigsten Transitübergang Serbiens zur EU gelegenen Subotica mit 96.483 Einwohnern (10. November 2011) zentralörtliche Funktionen zu.
Durch den im sozialistischen Jugoslawien forciert vorangetriebenen Ausbau der Schwerindustrie wurden die Standorte der Metallverarbeitung und Energiegewinnung der in der Šumadijaregion geförderten Erz- und Lignitvorkommen zu einer der vier bedeutenden Industrieregionen im ehemaligen Jugoslawien aufgebaut. Hier konzentriert sich daher auch heute noch ein Großteil der verbliebenen serbischen Schwerindustrie, die insbesondere an sechs Standorten durch einen immer noch bedeutenden Anteil militärisch-industrieller Großkombinate geprägt wird. Zu diesem zentralserbischen Industriegürtel gehören Valjevo mit 58.184 Einwohnern, Užice mit 52.199 Einwohnern, Čačak mit 72.148 Einwohnern, Kraljevo mit 63.030 Einwohnern und Kruševac mit 57.627 Einwohnern (Stand der Einwohnerzahlen jeweils zum 10. November 2011).
Die am weitesten entwickelte und urbanisierte Region Serbiens ist aber nach wie vor die Vojvodina. Hier siedelten sich daher auch die vielschichtigsten verarbeitenden Betriebe und Dienstleistungsunternehmen des Landes an. Neben Subotica und Novi Sad zeichnen sich Zrenjanin mit 75.743 Einwohnern (10. November 2011), Sombor mit 47.485 Einwohnern (10. November 2011) und Vršac mit 35.701 Einwohnern (10. November 2011) sowie die weiteren größeren städtischen Zentren durch eine vergleichsweise gute Verkehrs- und soziale Infrastruktur und auch einen höheren Lebensstandard der Einwohner als im übrigen Land aus. Daneben hat sich das im Banat gelegene Pančevo mit 73.992 Einwohnern (10. November 2011) seit den 1970er Jahren zunehmend zu einer Satellitenstadt Belgrads entwickelt und wächst in die Metropolregion der sich demographisch auch weiterhin dynamisch entwickelnden Hauptstadt hinein.
Aufgrund der Daten der Bevölkerungserhebung 2011 im Vergleich zur vorangegangenen Volkszählung 2002 haben mit Ausnahme der Hauptstadt nur noch die beiden nächstgrößten Zentren des Landes einen positiven Bevölkerungssaldo.
Im Kosovo übernimmt Priština die Funktion des zentralen Ortes und primären Wirtschaftsstandortes.
Die Großstädte Serbiens; Einwohnerzahl: Vorläufige Ergebnisse der Volkszählung 2011:
| Stadt      | Ew. (engeres Stadtgebiet) | Ew. (Gemeinde)             |
| ---------- | ------------------------- | -------------------------- |
| Belgrad    | 1.154.589                 | 1.639.121                  |
| Novi Sad   | 221.854                   | 335.701 (mit Petrovaradin) |
| Niš        | 182.208                   | 257.867                    |
| Kragujevac | 147.281                   | 177.468                    |
| Subotica   | 105.681                   | 141.554                    |
| Pančevo    | 90.776                    | 123.414                    |
| Novi Pazar | 85.996                    | 125.000                    |
| Zrenjanin  | 76.511                    | 123.362                    |
| Čačak      | 72.184                    | 114.809                    |
| Kraljevo   | 63.030                    | 124.554                    |
| Smederevo  | 63.028                    | 107.528                    |
| Leskovac   | 60.288                    | 144.206                    |

Die Großstädte im Kosovo, Volkszählung im Kosovo 2011:
| Stadt (Serbisch lateinisch/Albanisch bestimmt) | Ew. (Gemeinde) |
| ---------------------------------------------- | -------------- |
| Priština/Prishtina                             | 198.214        |
| Prizren                                        | 178.112        |
| Uroševac/Ferizaj                               | 108.690        |
| Peć/Peja                                       | 95.723         |
| Đakovica/Gjakova                               | 94.158         |
| Gnjilane/Gjilan                                | 90.015         |
| Podujevo/Podujeva                              | 87.933         |
| Kosovska Mitrovica/Mitrovica                   | 71.601         |
| Vučitrn/Vushtrria                              | 69.881         |
| Suva Reka/Suhareka                             | 59.702         |

Die Zahlen stammen aus der letzten Volkszählung vom Juni 2011.

## Bevölkerung

### Demografie

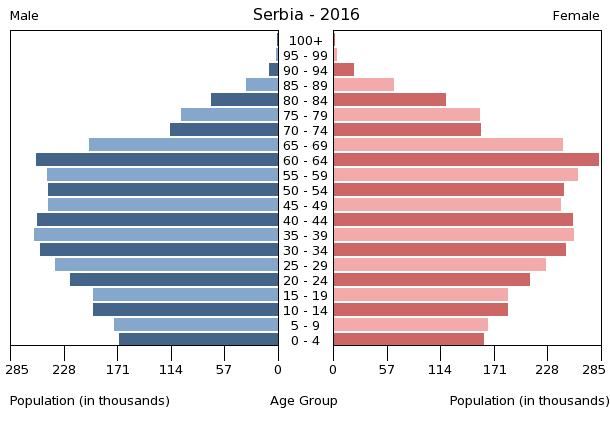
Bevölkerungspyramide Serbiens ohne den Kosovo 2016

Serbien hatte 2023 6,6 Millionen Einwohner. Die Einwohnerzahl sank um 0,7 %. Zum Bevölkerungsrückgang trug ein Sterbeüberschuss (Geburtenziffer: 9,3 pro 1000 Einwohner vs. Sterbeziffer: 16,2 pro 1000 Einwohner) bei. Die Anzahl der Geburten pro Frau lag 2022 statistisch bei 1,6, die der Region Europa und Zentralasien betrug 1,7. Die Lebenserwartung der Einwohner Serbiens ab der Geburt lag 2022 bei 75,5 Jahren. Der Median des Alters der Bevölkerung lag im Jahr 2021 bei 42,9 Jahren. Im Jahr 2023 waren 14,6 Prozent der Bevölkerung unter 15 Jahre, während der Anteil der über 64-Jährigen 20,5 Prozent der Bevölkerung betrug.

### Bevölkerungsstruktur

Bevölkerungsdichte nach der Volkszählung 2002

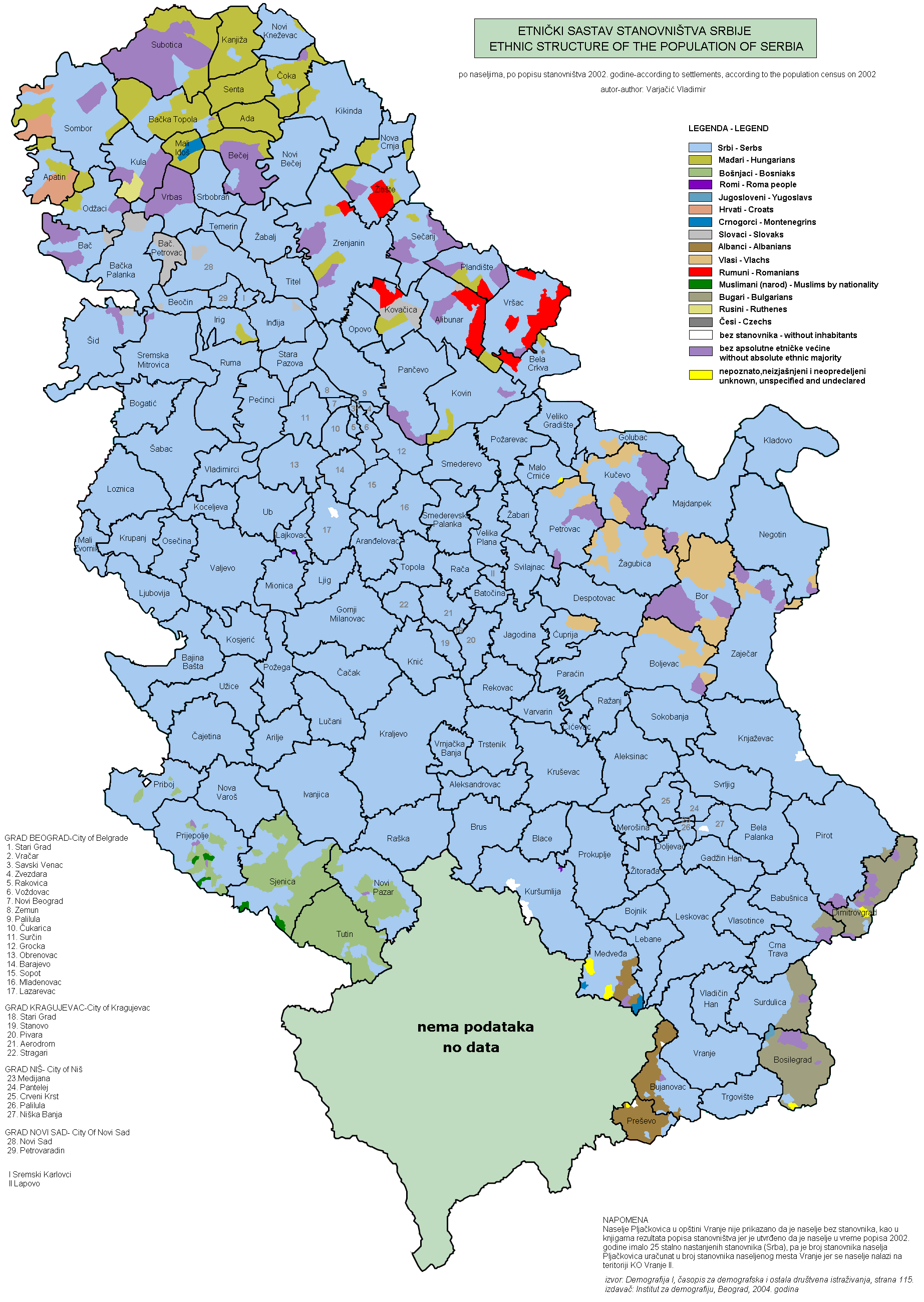
Ethnische Mehrheitsgebiete nach der Volkszählung 2002

Die Zusammensetzung der Bevölkerung ist in den verschiedenen Landesteilen sehr unterschiedlich. Laut der Volkszählung von 2011, die im Kosovo nicht stattfand, bezeichneten sich 83,3 Prozent der Einwohner als Serben. Die bedeutendsten Minderheiten sind Ungarn (3,53 %), Roma (2,05 %) und Bosniaken (2,02 %). Kleinere Gruppen bilden die Albaner, Goranen, Bulgaren und Türken in den südlichen Landesteilen sowie Kroaten und Slowaken im Norden. Im Jahre 2017 waren 9,1 % der Bevölkerung im Ausland geboren. Ein großer Teil davon sind ethnische Serben, die aus anderen ehemaligen jugoslawischen Teilrepubliken stammen.
Laut offizieller Statistik leben in Serbien etwa 132.000 Roma. Inoffiziell wird ihre Zahl allerdings höher geschätzt.
In Zentralserbien leben zum allergrößten Teil Serben, daneben auch Walachen im Osten und Nordosten; Bulgaren im Südosten und Nordosten; sowie verteilt auch Roma. Im Sandžak sind einige Gemeinden mehrheitlich von Bosniaken/Muslimen besiedelt, im Preševo-Tal im südlichsten Zipfel von Zentralserbien leben vorwiegend Albaner. Insgesamt bezeichnen sich 89,48 Prozent der Bewohner Zentralserbiens als Serben, wobei die Bosniaken mit 2,48 Prozent die zahlenmäßig zweitgrößte Volksgruppe darstellen.
Die Vojvodina (Banat, Batschka und Syrmien) ist schon seit Jahrhunderten durch ein Völkergemisch geprägt – vor allem aus Serben (65,05 %), Ungarn (14,28 %), Slowaken (2,79 %), Kroaten (2,78 %), Rumänen (1,50 %), Roma (1,43 %), Bunjewatzen und Schokatzen (etwa 1 %) und früher auch aus einigen hunderttausend Volksdeutschen (Donauschwaben, Österreicher u. a.), die nach dem Zweiten Weltkrieg vertrieben wurden, weil sie (vermeintlich oder tatsächlich) mit den Besatzern kollaboriert hatten.
In der Vojvodina und im nördlichen Engeren Serbien siedelten sich in den letzten Jahren Hunderttausende (Binnen-)Flüchtlinge aus den Kriegsgebieten in Kroatien, Bosnien und Herzegowina und dem Kosovo an. Trotzdem leidet die Vojvodina unter einem starken Bevölkerungsrückgang. Charakteristisch ist die Landflucht aus den eigentlich fruchtbaren Regionen und das Anwachsen der Stadtbevölkerung.
Seit Anfang 2022, als russische Streitkräfte den völkerrechtswidrigen Angriffskrieg auf die Ukraine begannen, sind viele Menschen aus Russland ausgewandert, unter anderem nach Serbien. Nach Angaben des serbischen Innenministeriums meldeten von Februar bis Oktober 2022 etwa 140.000 russische Staatsbürger einen Wohnsitz in Serbien an.
Im Kosovo leben heute mehrheitlich Albaner (88 %). Die größte Minderheit bilden die Serben (7 %).

### Sprachen
Die Hauptamtssprache in Serbien ist die serbische Standardsprache. Serbisch beziehungsweise Serbokroatisch wird fast überall im Land verstanden und gesprochen. In der nordserbischen Provinz Vojvodina sind neben Serbisch auch Ungarisch, Kroatisch, Russinisch, Slowakisch und Rumänisch als Amtssprachen anerkannt. Im Kosovo und Teilen Südserbiens wird Albanisch gesprochen.
Nach der im November 2006 in Kraft getretenen Verfassung wird die serbische Sprache in Serbien offiziell in kyrillischer Schrift geschrieben, wobei im Alltag und in den Medien auch die lateinische Form vielfach zur Anwendung kommt.

### Religion

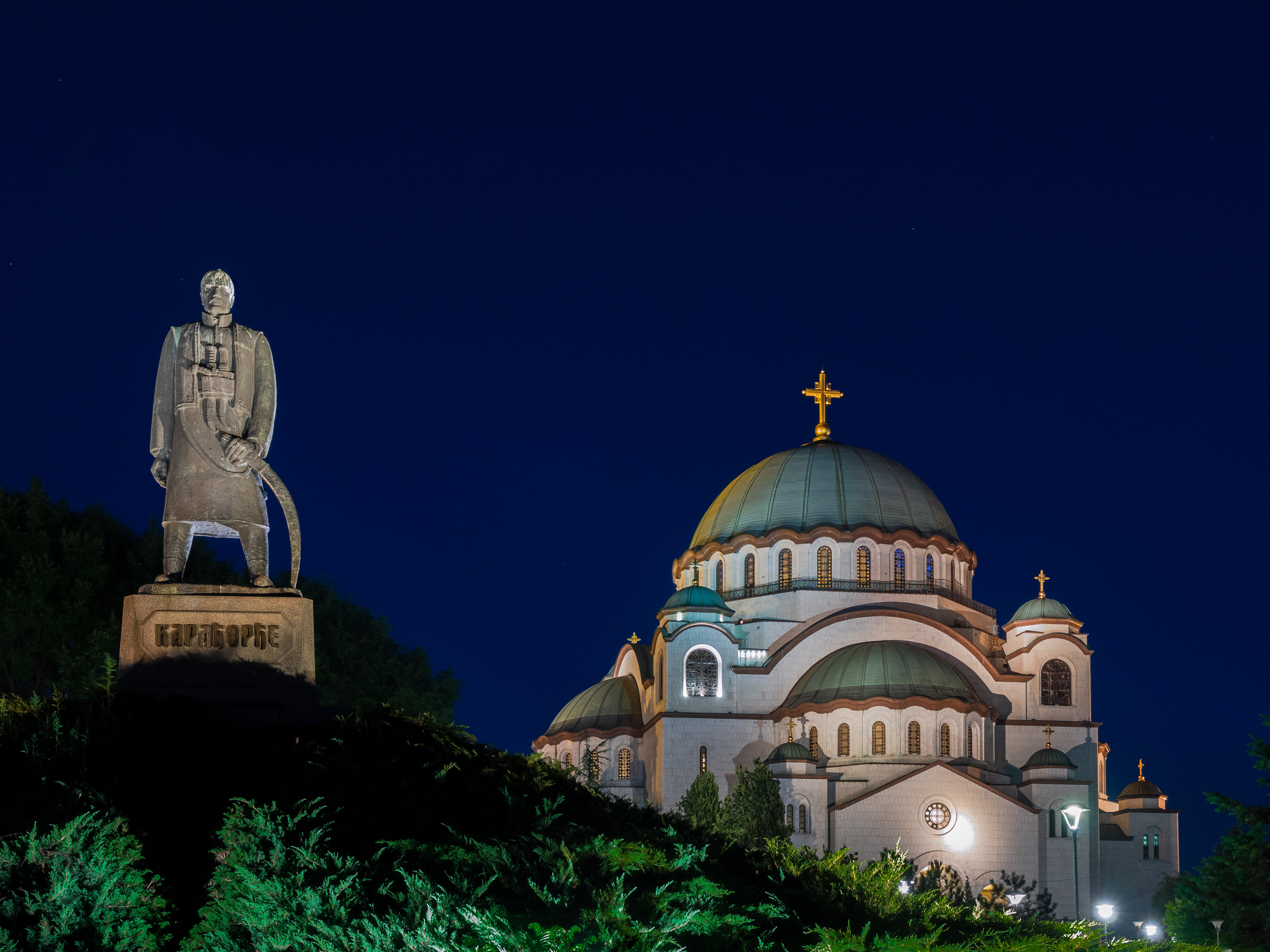
Kirche des Hl. Sava von Serbien in Belgrad, eine der größten orthodoxen Kirchen der Welt

Die überwiegende Mehrheit der Einwohner sind Christen, davon bekennt sich mit etwa 6,3 Millionen die Mehrheit zur serbisch-orthodoxen Kirche. Nach der Volkszählung von 2011 bekennen sich 84,6 Prozent der Bürger Serbiens (ohne den Kosovo) zum christlich-orthodoxen Glauben. Zudem gibt es noch mit 5 Prozent Katholiken, 1 Prozent Protestanten und einige wenige neuapostolische Christen. In Serbien sind auch Muslime (3,1 Prozent) ansässig. Als konfessionslos bezeichnen sich 3,1 Prozent der Bevölkerung, als Atheisten 1,1 Prozent und als Agnostiker 0,1 Prozent der Bürger Serbiens.
Zuvor gab der von der Encyclopædia Britannica unterstützte Time Almanac für Serbien, Montenegro und den Kosovo zusammen 56,8 % Orthodoxe, 5,1 % Katholiken, 6 % andere Christen, 16,2 % Muslime sowie 15,9 % Konfessionslose und Atheisten an. Nach der Unabhängigkeit von Montenegro und dem Kosovo gab der New York Times World Almanac demgegenüber 85 Prozent Orthodoxe, sechs Prozent Katholiken und drei Prozent Muslime an.

### Bildung
Im Jahre 2001 wurde in Serbien eine grundlegende Reform des Bildungssystems begonnen, durch die unter anderem die Dauer der Grundschule von acht auf neun Jahre verlängert wurde, die Lehrpläne komplett überarbeitet und modernisiert sowie die Anforderungen an die Lehrkräfte neu definiert wurden. Die ersten Schüler wurden mit Beginn des Schuljahres 2003 nach den neuen Regeln unterrichtet. Die Umstellung auf das neue Schulsystem soll bis zum Schuljahr 2007/2008 abgeschlossen sein.
Nach dem seit 2003 geltenden Schulgesetz beginnt die Schulpflicht in Serbien mit dem siebten Lebensjahr, mit dem die neunjährige Grundschule beginnt, die sich in jeweils dreijährige Phasen mit einem unterschiedlichen Anteil von Pflicht- und Wahlfächern gliedert. Danach haben die Schüler die Möglichkeit, entweder für weitere vier Jahre das Gymnasium oder eine fachbezogene Mittelschule, die je nach Fach zwei bis vier Jahre dauert, zu besuchen, oder aber mit einer zwei- bis dreijährigen Berufsausbildung zu beginnen. Sowohl der Abschluss des Gymnasiums wie auch der Mittelschulen führen zur Hochschulreife.

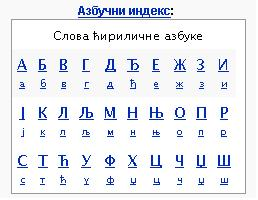
Kyrillische Schrift

In Serbien gibt es insgesamt fünf Universitäten:
- Universität Belgrad
- Universität Kragujevac
- Universität Niš
- Universität Novi Sad
- Universität Novi Pazar

Der Alphabetisierungsgrad liegt in Serbien bei 93 Prozent. Etwa 7 Prozent der Bevölkerung sind Analphabeten, unter Roma allerdings 48 Prozent.

### Wissenschaft

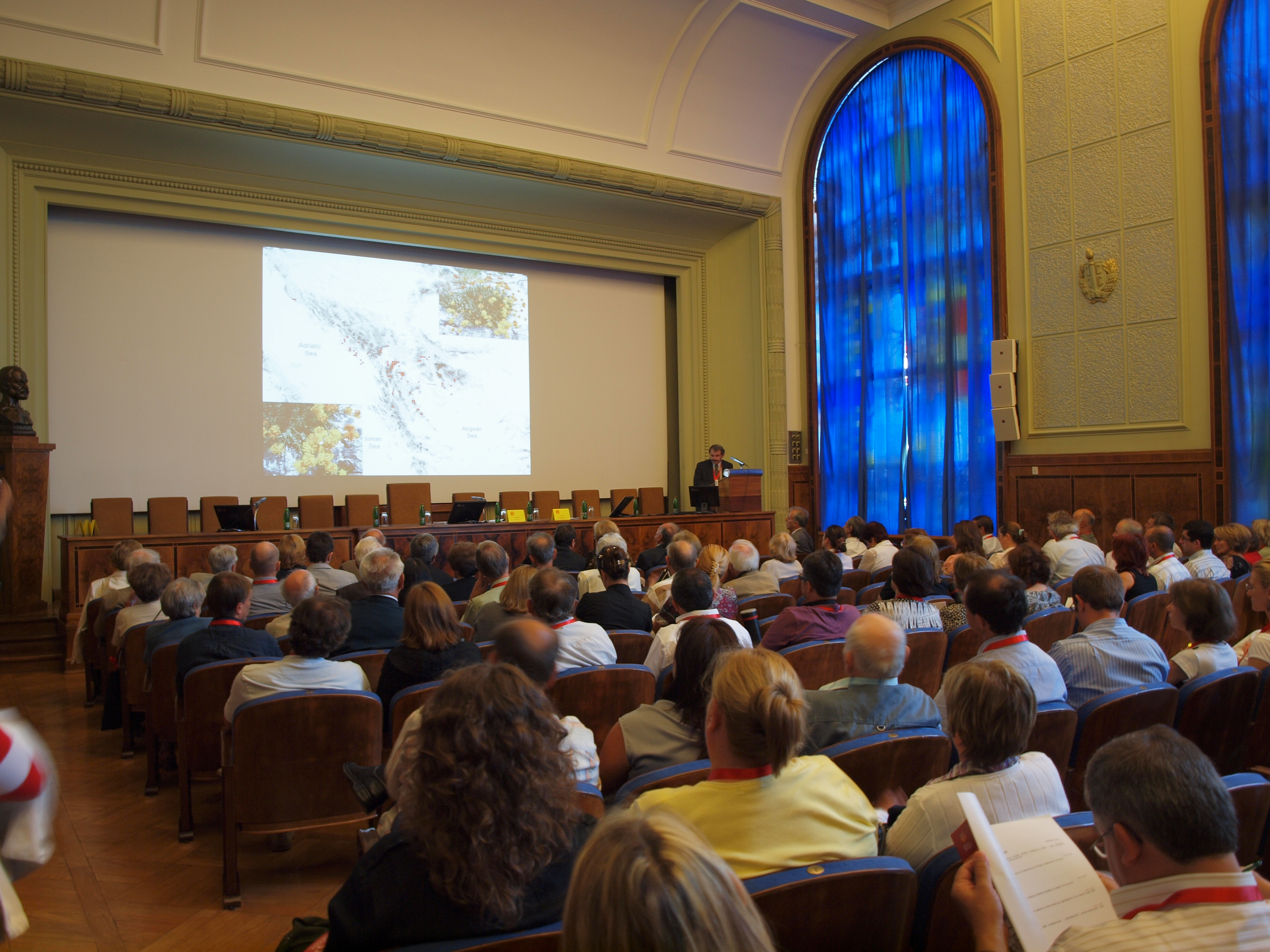
Der große Saal der Serbischen Akademie. Ansprache des Akademiemitglieds Vladimir Stevanović anlässlich eines Kongresses der Phytogeographie der Balkanhalbinsel im September 2009

Die Anfänge der Wissenschaft in Serbien gehen auf die Etablierung geistes- wie naturwissenschaftlicher Fächer im 19. Jahrhundert zurück. Als Pionier der serbischen Sprach- und Literaturwissenschaft gilt der Autodidakt Vuk Stefanović Karadžić. Aufgrund von Karadžićs Korrespondenz mit Jacob Grimm und Goethe gehört sein Werk zu den Impulsgebern der Volksliedforschung der europäischen Romantik. Er kodifizierte eine moderne serbische Literatursprache auf Basis der Volkssprache und begründete auch deren Lexikalik.
Die naturwissenschaftliche Forschung in Serbien geht auf das Wirken des Arztes Josif Pančić zurück, der sich als Botaniker auf die Flora Serbiens spezialisierte und in dessen Redaktion auch erstmals ein naturwissenschaftliches Buch auf Serbisch veröffentlicht wurde. Aus dem 1808 etablierten Belgrader Lyceum wurde 1863 die Velika škola, deren Rektor Pančić sechs Mal war. Pančić wurde 1886 auch zum ersten Präsidenten der Serbischen Akademie der Wissenschaften und Künste (SANU) ernannt.
Mit Jovan Cvijić begann die geowissenschaftliche Erforschung der Balkanhalbinsel sowie die Etablierung der Fächer der Anthropologie, Ethnologie und Ethnographie, die über die Anthropologische Schule Cvijićs eine weltweite Rezeption erfuhr. 1904 wurde schließlich die Belgrader Universität begründet, die erstmals auch eine akademische Ausbildung innerhalb des Landes ermöglichte. Auf österreichischem Gebiet institutionalisierte sich die Matica srpska in Novi Sad seit 1826 als Anlaufstelle der serbischen Intelligenz. An der Belgrader Universität arbeitete der Mathematiker und Astronom Milutin Milanković, der solare Konstanten langperiodischer Klimazyklen berechnete und als erster den Beweis astronomischer Ursachen für die Eiszeiten gab. In den Geisteswissenschaften sind die Institute für Byzantistik (durch Georg Ostrogorsky gegründet), Balkanstudien (Direktor Dušan Bataković) sowie für Serbische Sprache (unter deren Kuratorium das monumentale dreißigbändige Wörterbuch der serbokroatischen Sprache als – Rečnik srpskohrvatskog književnog i narodnog jezika SANU – entsteht). heute die bedeutendsten. In den Naturwissenschaften sind das Institut für Nuklearwissenschaften „Vinča“ mit dem einzigen experimentellen Kernreaktor des Landes sowie das Institut für Physik mit dem kapazitätsstärksten Supercomputer Südosteuropas Paradox IV. führend.

### Gesundheit

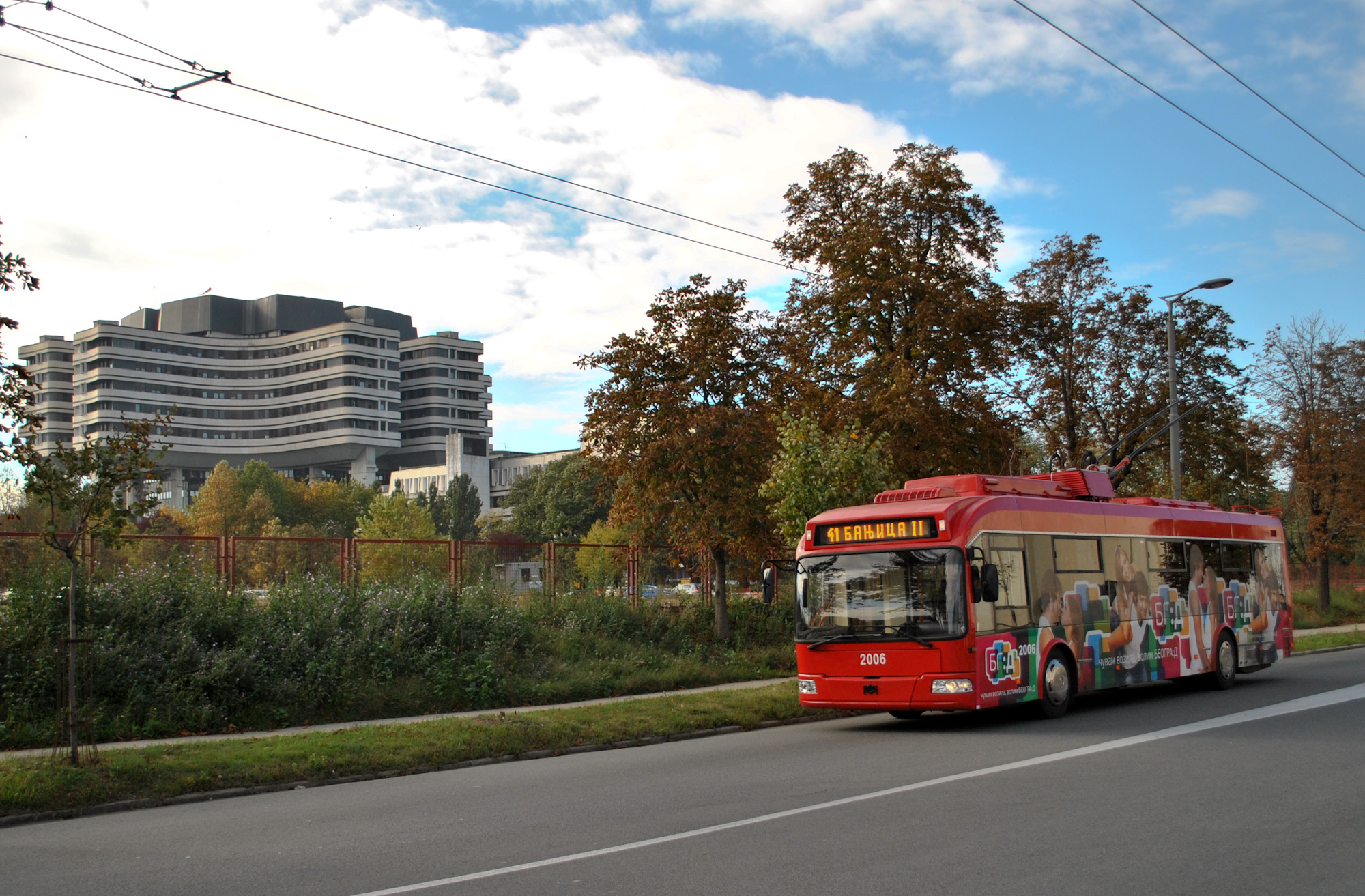
Die Militärmedizinische Akademie in Belgrad (VMA) ist das größte Krankenhaus des Landes

Die Gesundheitsausgaben des Landes betrugen im Jahr 2021 10,0 % des Bruttoinlandsprodukts. Im Jahr 2018 praktizierten in Serbien 28 Ärztinnen und Ärzte je 10.000 Einwohner. Die Sterblichkeit bei unter 5-jährigen betrug 2022 5,1 pro 1000 Lebendgeburten.
Die medizinische Versorgung in Serbien geht auf die Klostermedizin im 12.–16. Jh. zurück. Sava von Serbien hatte im Statut des Klosters Studenica das erste Krankenhaus eingerichtet. Über den Medizinischen Kodex Hilandars wurde die umfangreiche Gattung phytopharmakologischer Traktate lateinischer medizinischer Kodizes ins slaweno-serbische übersetzt; Konstantin von Kostenezki berichtete im 15. Jh. über das Krankenhaus von Belgrad, an das ein großer Heilpflanzengarten angeschlossen war. Im 14. Jahrhundert übernahmen in den serbischen Adriastädten professionelle Ärzte aus Italien die ärztliche Konsultation wie auch dort die ersten Apotheken eröffnet wurden. Leprakranke und körperlich Behinderte wurden außerhalb der Klöster in speziellen Einrichtungen u. a. beim Kloster Dečani sowie bei Srebrenica versorgt. Während der osmanischen Zeit konnten nur Muslime in den von diesen errichteten Hospizen behandelt werden, den serbischen Christen blieb die Versorgung in den Klostereinrichtungen oder zunehmend die von Volksheilern und Kräuterkundlern betriebene Phytotherapie übrig. Volksmedizin, Naturheilkunde und theurgisch-magische Medizin wurden erst mit der Ankunft ausgebildeter Ärzte aus dem Ausland und den ersten modernen medizinischen Einrichtungen im Laufe des 19. Jahrhunderts allmählich abgelöst, 1835 die medizinische Versorgung der Bevölkerung verfassungsrechtlich zugesichert, 1836 das erste Militärspital eröffnet. An der Eindämmung der großen Typhusepidemie 1914/15 beteiligten sich Ärzte und Krankenpflegepersonal aus ganz Europa, wie auch die Balkankriege und der Erste Weltkrieg die weitere Entwicklung insbesondere von Anästhesiologie, Epidemiologie und Chirurgie beschleunigten.

## Geschichte

Das im byzantinischen Stil erbaute Kloster Hilandar bildet das spirituelle Zentrum der Serbisch-Orthodoxen. Es wurde durch eine Schenkung des Byzantinischen Kaisers vom Begründer der Nemanjiden-Dynastie Stefan Nemanja und seinem Sohn, dem Nationalheiligen Sava, Ende des 12. Jahrhunderts auf dem Heiligen Berg Athos gegründet.

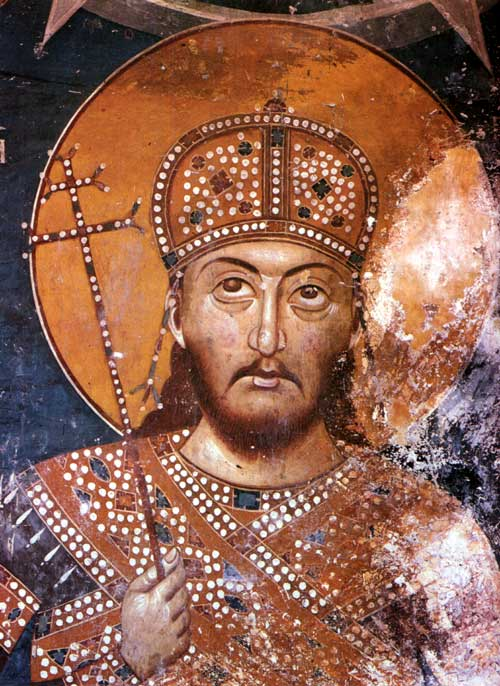
Stefan Uroš IV. Dušan, serbischer König (1331–1346) und erster Zar (1346–1355), Fresko Kloster Lesnovo um 1350

Erstmalige urkundliche Erwähnung findet ein Staat Serbien 822 bei Einhard, dem Biographen Karls des Großen. Zu dieser Zeit regierte der Župan Strojimir, der Enkel Višeslavs, Serbien. Etwa seit 600 ist die Herrschaft von Županen im Gebiet Serbiens bekannt. Sie waren Stammesanführer, die bis etwa 1000 die Regierung Serbiens innehatten. Nachdem Serbien von den Ungarn verwüstet worden war, fiel es völlig unter die Herrschaft von Byzanz, die von 950 bis 1050 anhielt. Um 1040 wurde Stefan Vojislav byzantinischer Archont über die als Dioklitien bezeichnete Region und begründete die bis 1131 dauernde Herrschaft der Vojisavljević, die weiterhin unter der Regierung von Byzanz stand. In der Region Raszien übernahmen um 1080 die Urošević und in ihrer Nachfolge ab 1167 die Herrscherdynastie der Nemanjiden, unter deren Führung Serbien der endgültige Aufstieg zur regionalen Großmacht gelang. Unter Zar Dušan (1331–1355), dem mächtigsten aller serbischen Herrscher, erreichte das serbische Reich den Höhepunkt seines politischen Einflusses und seiner Ausdehnung, während Dušan selbst zum mächtigsten König in Südosteuropa aufstieg. 1345 wurde er zum „Zar der Serben und Rhomäer“ in Skopje erhoben. Ab 1371 übernahm Lazarević die Herrschaft. Von 1427 bis 1459 war Raszien von Branković beherrscht.
Am Ende des 14. Jahrhunderts drängten die Türken mehrmals gegen Serbien vor, das sich einer militärischen Besatzung hartnäckig widersetzte und die ersten Schlachten hauptsächlich für sich entscheiden konnte, darunter die Schlacht bei Dubravnica 1381 sowie die Schlacht bei Pločnik 1386. Wenige Jahre später kam es zur Schlacht auf dem Amselfeld (Kosovo Polje), indem das letzte verbliebene christliche Reich Südosteuropas unterworfen werden sollte und somit das letzte Hindernis zur Übernahme des Byzantinischen Reiches mit dessen Hauptstadt Konstantinopel durch die Osmanen beseitigt gewesen wäre. Die Amselfeldschlacht endete ohne eindeutigen Sieger, die Anführer beider Streitmächte fielen. Im Ergebnis aber war der Widerstand der serbischen Fürsten gegen einen militärischen beziehungsweise zahlenmäßig überlegenen Gegner derart geschwächt, dass das serbische Heer und seine Verbündeten im Jahr 1389 vernichtend geschlagen worden waren. Sie mussten deshalb die Oberhoheit der osmanischen Sultane anerkennen, wodurch das serbische Restfürstentum tributpflichtig wurde, wenngleich allen voran Vuk Branković sich auch nach der Schlacht noch lange widersetzte. Diese Schlacht wurde später zum nationalen Mythos der Serben verklärt. 1459 wurde Serbien endgültig von den Osmanen erobert und blieb bis 1804 Teil des Osmanischen Reiches.

### Unabhängigkeit, Fürstentum und Königreich Serbien

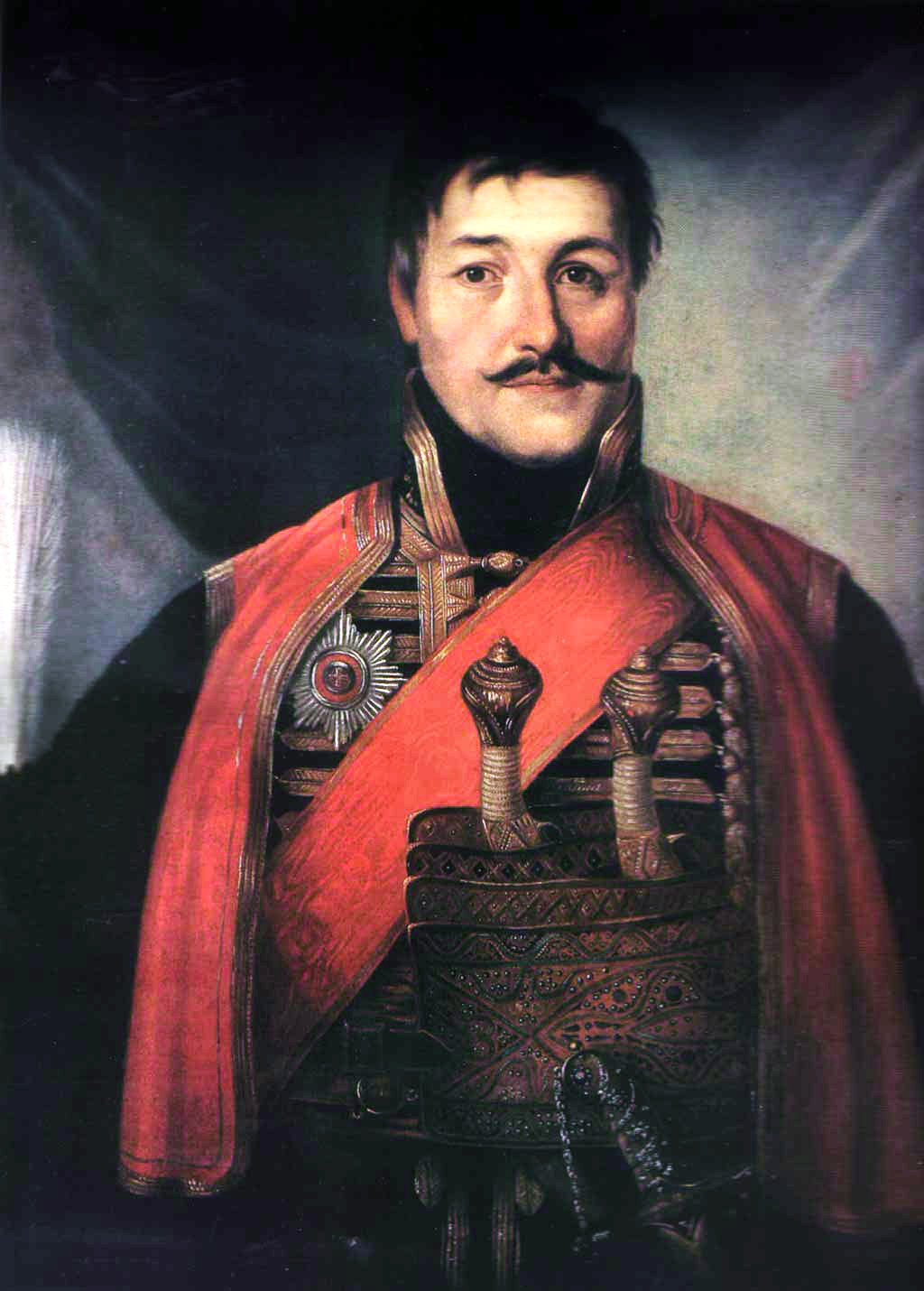
Karađorđe, Anführer des Ersten Serbischen Aufstandes gegen die Osmanen 1804–1813

Trotz zahlreicher Versuche, wieder unabhängig zu werden, wurde Serbien erst 1804 im ersten serbischen Aufstand teilweise befreit. 1813 wurde das Gebiet aber wieder von den Osmanen erobert. Erst im zweiten serbischen Aufstand 1815–1817 wurde Serbien teilweise ein autonomes Fürstentum unter osmanischer Oberhoheit. 1867 zwang Fürst Mihailo Obrenović die letzten osmanischen Regimenter, mit ihrem Hab und Gut das Fürstentum zu verlassen, und Belgrad konnte feierlich zur freien serbischen Hauptstadt geweiht werden. 1878 wurde auf dem Berliner Kongress der europäischen Großmächte und des Osmanischen Reiches die Unabhängigkeit von Rumänien, Serbien und Montenegro anerkannt. 1882 wurde das Fürstentum Serbien zum Königreich erklärt.

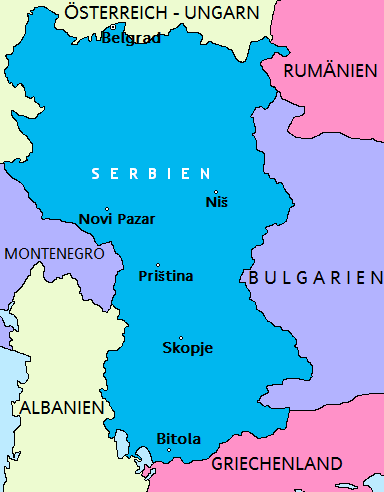
Serbien nach den beiden Balkankriegen 1913

Am 1. Novemberjul. / 13. November 1885greg. erklärte der serbische König Milan Obrenović Bulgarien den Krieg. Im Serbisch-Bulgarischen Krieg konnte die junge bulgarische Armee ohne jegliche Unterstützung die Serben besiegen. Nur das Eingreifen Österreich-Ungarns bewahrte das serbische Königreich. Der Krieg endete mit dem Frieden von Bukarest vom 3. März 1886, in dem der status quo ante wiederhergestellt wurde.
Am 9. Oktober 1912 erklärte Montenegro der Hohen Pforte den Krieg. Die verbündeten Serben, Bulgaren und Griechen traten am 18. Oktober dem Krieg gegen das Osmanische Reich bei. Dieses verlor durch den Londoner Vertrag 1913 fast alle seine europäischen Besitzungen. Bulgarien auf der einen und Serbien und Griechenland auf der anderen Seite gerieten jedoch in heftigen Streit um die Aufteilung des von ihnen eroberten Makedonien. Daraufhin unternahm am 29. Juni Bulgarien einen Angriff auf Serbien. So kam es zum Zweiten Balkankrieg, in dem Serbien gemeinsam mit Griechenland, Rumänien und dem Osmanischen Reich gegen Bulgarien kämpfte. Angesichts dieser Übermacht musste Bulgarien im August 1913 kapitulieren und im Frieden von Bukarest seine im Ersten Balkankrieg gewonnenen Territorien teilweise wieder abtreten.
Infolge der Balkankriege wurde der nördliche Teil Makedoniens serbisch (→Vardarska banovina), der östliche Teil bulgarisch, der südliche Teil Makedoniens und der südwestliche Teil Thrakiens griechisch.

### Serbien im Ersten Weltkrieg und in der Zwischenkriegszeit
Im Ersten Weltkrieg stand Serbien von Anfang an auf Seiten der Entente cordiale, seine Kriegsziele sahen eine Zerschlagung Österreich-Ungarns und die Vereinigung aller südslawischen Völker in einem gemeinsamen Staat vor. Auslöser des Krieges war das durch den großserbische Ideologien vertretenden und auch in der serbischen Regierung sehr einflussreichen Geheimbund „Schwarze Hand“ angezettelte Attentat von Sarajevo auf den österreichischen Thronfolger Franz Ferdinand von Österreich-Este. Serbien sah sich daraufhin mit einem praktisch unannehmbaren Ultimatum Österreichs konfrontiert. In Die Schlafwandler zeigt Christopher Clark, dass die entscheidenden serbischen Politiker dies sehr wohl in Betracht zogen, hingegen politische Absprachen zu dessen Ablehnung führten. Dieser Vorgang löste zunächst die Julikrise von 1914 aus, die den Kriegsausbruch in ganz Europa zur Folge hatte.
Die ersten Offensiven der Österreicher 1914 konnte die serbische Armee noch abwehren, erlitt aber empfindliche Verluste. Ein schwerer Schlag war der Ausbruch einer Seuche im Winter 1914/1915, Zehntausende Soldaten starben aufgrund der Kämpfe und der schlechten Versorgungslage. Im Juli 1915 besetzte Serbien das benachbarte Albanien. Im Zuge einer koordinierten Offensive der Mittelmächte gegen das Land im Oktober 1915 zur Bereinigung der Balkanfront griffen jedoch österreichische, bulgarische und deutsche Truppen Serbien von drei Seiten an. Die serbische Armee entging zwar der völligen Vernichtung, musste sich aber zum Meer zurückziehen und erlitt dabei Verluste von weit über 90 Prozent der ursprünglichen Stärke. Währenddessen führten die Mittelmächte im besetzten Land ein strenges Besatzungsregime, dem die Serben mit Partisanenaktionen hartnäckig Widerstand leisteten. Mit der Niederlage der Mittelmächte 1918 ging auch Serbien trotz hoher Verluste als Siegermacht hervor.
Nach Ende des Ersten Weltkriegs wurde das Königreich der Serben, Kroaten und Slowenen unter der Führung des serbischen Königs Alexander I. Karađorđević gegründet. Es bestand aus Serbien, dem bis dahin unabhängigen Montenegro sowie den meisten von Südslawen besiedelten Ländern der Österreichisch-Ungarischen Monarchie, wie Bosnien-Herzegowina, Dalmatien, Kroatien, Slawonien und Slowenien.
Serbien führte am 15.jul. / 28. Januar 1919greg. offiziell den Gregorianischen Kalender ein.
Innere Konflikte in der jugoslawischen Monarchie führten zu einem Erstarken nationaler Bewegungen. In Folge führte König Alexander I. 1929 in einem Staatsstreich ein autoritäres Regime, die Königsdiktatur, ein, das sich weitgehend auf den serbischen Teil der Bevölkerung stützte, und verfügte die Umbenennung des Staates in Königreich Jugoslawien (Südslawien). Alexander fiel am 9. Oktober 1934 in Marseille einem Attentat kroatischer faschistischer Ustascha und mazedonischer VMRO-Anhänger zum Opfer.

### Der Zweite Weltkrieg
Im Zweiten Weltkrieg blieb Jugoslawien zunächst neutral und weigerte sich, dem Dreimächtepakt unter deutscher Führung beizutreten. Das Abkommen wurde erst nach offenen Kriegsdrohungen am 25. März 1941 von der Regierung Cvetković-Maček und Prinzregent Paul unterzeichnet. In Folge kam es in Serbien zu Demonstrationen, die schließlich am 27. März 1941 in einem probritischen Staatsstreich in Belgrad gipfelten, der von Petar II. Karađorđević unterstützt wurde. Die Regierung wurde gestürzt und Prinz Paul musste nach Griechenland fliehen. Kurz darauf begann der Einmarsch deutscher Truppen in Jugoslawien. Belgrad wurde am 6. April 1941 von der deutschen Luftwaffe bombardiert, was rund 20.000 zivile Opfer forderte. Innerhalb weniger Tage wurde Jugoslawien vollständig besetzt und von den Siegern aufgeteilt: Bosnien, die Herzegowina und Syrmien wurden dem neuen Unabhängigen Staat Kroatien angeschlossen. Die Banovina Zeta (heute überwiegend Montenegro und Kosovo) wurde von den mit Deutschland verbündeten italienischen Truppen besetzt. Die Batschka fiel an Ungarn, während das Banat und ein „Rumpfserbien“ unter deutsche Besatzung gerieten. Süd- und Zentralserbien wurden im Laufe des Krieges schließlich zur bulgarischen Okkupationszone. Unter dem deutschen „Befehlshaber Serbien“ wurde eine Marionettenregierung unter General Milan Nedić eingesetzt, die nur geringe Befugnisse besaß. Nach der deutschen Besetzung kam es in Serbien Anfang Juli 1941 zu einem Volksaufstand, der sich später auf Montenegro, Bosnien und Kroatien ausweitete.

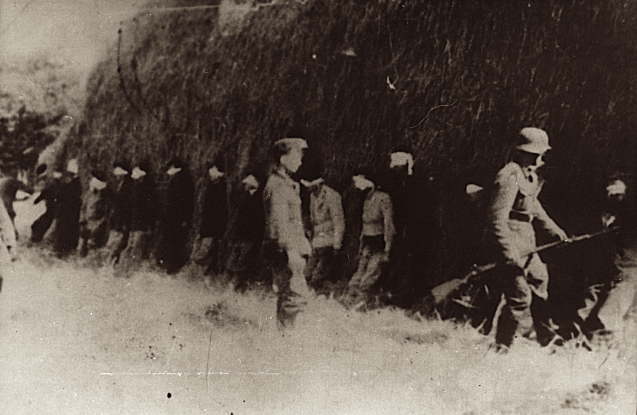
Partisanenhinrichtung durch die deutsche Wehrmacht in Serbien, 1941

Der antifaschistische Widerstand in Serbien wurde von der Kommunistischen Partei Jugoslawiens (KPJ) sowie der absolutistisch-monarchistischen Exilregierung Jugoslawiens unter dem König Peter II. organisiert. Die von der KPJ kontrollierte Partisanenbewegung begann nach dem deutschen Überfall auf die Sowjetunion am 22. Juni 1941 den Widerstand gegen die Wehrmacht, aber auch den offenen Kampf gegen die jugoslawische Monarchie. Der Widerstand der Monarchisten gegen die aufgezwungene Politik Hitlers begann etwas früher mit dem Sturz des Prinzregenten Paul und dessen Marionette Ministerpräsident Cvetković durch General Dušan Simović am 25. März 1941. In Serbien konnten die Partisanen im Herbst 1941 in der Gebirgsregion um Užice die befreite Republik Užice ausrufen und 73 Tage gegen die Wehrmacht halten, bis die Republik in einer von den Partisanen als „erste feindlichen Offensive“ bezeichneten Operation von den Achsenmächten erobert wurde. Nach dem Zusammenbruch des Aufstands, der Vertreibung der Partisaneneinheiten und ihrer Verlegung nach Bosnien wurde der Widerstand gegen die faschistischen Besatzer in Serbien nur noch von bestimmten Gruppen unter den Tschetniks aufrechterhalten, während wiederum andere Tschetniks sich dem Kollaborateur Kosta Pećanac anschlossen, der aktiv mit den Deutschen kollaborierte. Spätestens nach dem Kriegsaustritt Italiens im Jahr 1943 betätigten sich der Großteil der Tschetnik-Gruppen in der Kollaboration, da sie für ihren Nachschub auf die Deutschen angewiesen waren.
1942, noch unter deutscher Besatzung, hatten die Kommunisten das aktive und passive Frauenwahlrecht anerkannt. Die volle rechtliche, wirtschaftliche und gesellschaftliche Gleichberechtigung der Geschlechter und damit das aktive und passive Frauenwahlrecht wurden erstmals in der Verfassung von 1946 garantiert.
Die jugoslawischen Partisanen warfen den Tschetniks vor, unter dem Regierungschef Nedić kritiklos die Verbrechen an Serben durch die deutschen und kroatischen Besatzer hinzunehmen und offen mit ihnen zu kollaborieren. Die Tschetniks wurden teilweise von Benito Mussolinis faschistischem Italien, aber auch von den Westmächten unterstützt. Sie leisteten den Ustaschas, aber auch den Tito-Partisanen in Bosnien und Kroatien Widerstand und warfen ihrerseits den Partisanen vor, die rücksichtslosen Vergeltungsmaßnahmen der deutschen Besatzer in Serbien zu provozieren und einen revolutionären Kampf auf dem Rücken der Zivilbevölkerung auszutragen. Oftmals wurde der Tod von Wehrmachtssoldaten mit der Erschießung von Hunderten serbischer Zivilisten vergolten. Einige Tschetnik-Führer, wie Kosta Pećanac und Dimitrije Ljotić, arbeiteten mit den Besatzern eng zusammen und beteiligten sich an Militäraktionen der Wehrmacht gegen die kommunistischen Partisanen.
Im Oktober 1944 konnte die 3. Ukrainische Front der Roten Armee unter Marschall Tolbuchin in der Belgrader Operation die Heeresgruppe Südukraine schlagen und in Serbien einmarschieren. Mit dem Vormarsch der Roten Armee nach Südosteuropa und dem durch den Zusammenbruch der Heeresgruppe Südukraine erzwungenen Rückzug der Achsenmächte konnte der von den Kommunisten geführte Volksbefreiungskampf NOB (Narodna Oslobodilačka Borba) mit Einheiten der Jugoslawischen Volksbefreiungsarmee koordiniert mit der sowjetischen Führung auf das Territorium Serbiens ausgeweitet werden.

### Serbien in der Sozialistischen Ära

Flagge der Teilrepublik Serbien während der sozialistischen Ära

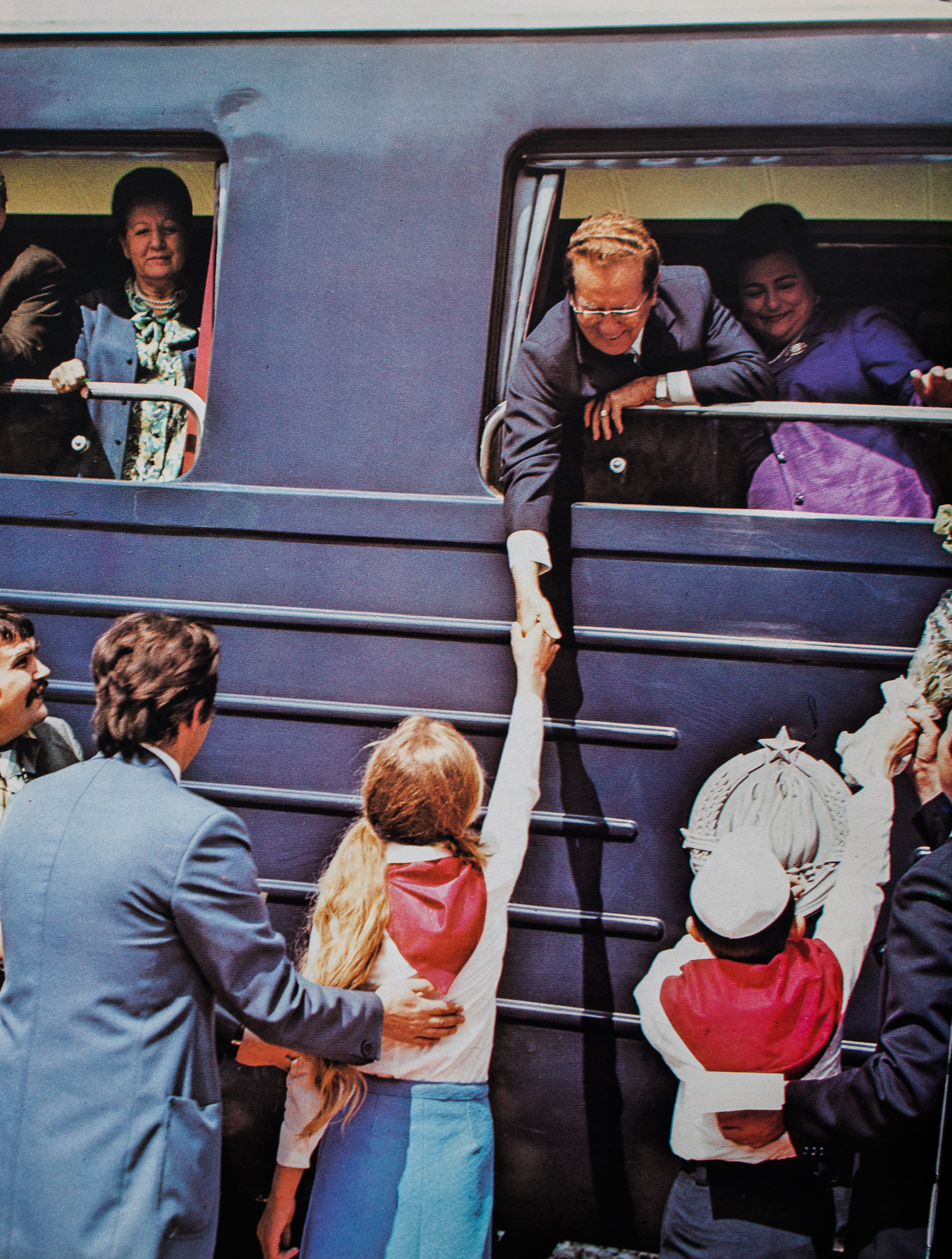
Ein in der Zeit der sozialistischen Ära stark polarisierendes Ereignis bildete die Eröffnungsfahrt der Bahnstrecke Belgrad–Bar am 28. Mai 1976. Die Strecke war das kostspieligste, langwierigste und letztlich auch letzte aus einem gesamtstaatlichen Infrastrukturfonds geplante Projekt Jugoslawiens. Pioniere begrüßten Staatspräsident Tito und seine Ehefrau Jovanka auf der historischen Fahrt im Plavi voz.

Aus dem Zweiten Weltkrieg gingen die Partisanen Titos als Sieger hervor. Serbien wurde eine von sechs Teilrepubliken des kommunistischen Jugoslawien. Bis 1963 trug die Teilrepublik den Namen Volksrepublik Serbien (Narodna Republika Srbija), danach trug sie die Bezeichnung Sozialistische Republik Serbien (Socijalistička Republika Srbija).
Serbien erhielt Ost-Syrmien, aber Mazedonien wurde wie Montenegro eine eigenständige Teilrepublik. Im Jahr 1974 erfolgte auf Beschluss der Kommunistischen Partei unter Tito und Edvard Kardelj eine Verfassungsänderung und Neugliederung Serbiens in drei Teile: das „engere Serbien“ (Zentralserbien) und die weitgehend Autonomen Provinzen Vojvodina und Kosovo. Im Präsidium der SFRJ war Serbien seither mit drei (von insgesamt acht) Sitzen vertreten.
Grundsätzliches Merkmal der Entwicklung der serbischen Gesellschaft und der anderen jugoslawischen Republiken im Sozialistischen Jugoslawien war das Herauswachsen einer unterentwickelten bäuerlichen Gesellschaft in die eines halbindustrialisierten europäischen Staates. In seiner von 1945 bis zum Zusammenbruch des Kommunismus 1990 dauernden Zeit bildete die Form der osteuropäischen Diktatur des Proletariats einen zivilisatorischen Sprung der Gesellschaft in eine neue Form, wie sie vorher nicht existierte. Fernand Braudel befand dabei alle osteuropäischen Diktaturen als äußerst fruchtbares Terrain für die Formung neuer industrieller Gesellschaften. Die dafür notwendige brutale Akkumulation von Kapital stammte aus der Verstaatlichung des agrarischen Besitzstandes. In Westeuropa hatte Thomas Moore den Prozess des Übergangs einer feudalen in eine industrielle Gesellschaft mit der Metapher die Schafe fressen die Menschen belegt.
In den Staaten Osteuropas aßen nach 1945 nach Milorad Ekmečić die industriellen Maschinen die Bauern, da die Kollektivierung der Dörfer den sozialen Rahmen für den Raub der Werte der agrarischen Produktion stellte. Über diesen Fonds wurde die rasante Industrialisierung der agrarischen Gesellschaften durch Pauperisierung des althergebrachten Dorfes betrieben. So lebten 1937 in Serbien noch 76,3 % der gesamten Einwohner von der Landwirtschaft, gegenüber 29 % in Frankreich. In einigen Regionen Jugoslawiens, wo großteils Serben lebten, war der Prozentsatz der Agrarischen Gesellschaft noch größer. In Bosnien und der Herzegowina gehörten nach dem Zensus 1948 10 % zur städtischen Bevölkerung, davon entfielen auf die Serben nur 2 %. 1946 wurde das Gesetz zur Nationalisierung verabschiedet, was die grundsätzliche Abkehr der dem Kommunismus abgeneigt stehenden Bevölkerungsschichten fundamental zementierte. Alleine dieses Gesetz bewirkte bei den 9 Millionen Einwohnern Serbiens einen Kulturschock, zudem noch 1948 auch das Handwerk nationalisiert wurde.
Während des Erfolges der Industrialisierung 1945–1965 verließen 9.200.000 Menschen Jugoslawiens ihr dörfliches Umfeld. Eine Million Serben siedelten so aus anderen Republiken in Serbien an. Diese Binnenwanderung warf die Städte mehr zurück, als es die Dörfer weiterentwickelte. Sowohl Stadt als auch Dorf wurden kulturelle Hybriden. Durch die millionenfache Wanderung der Agrarbevölkerung in die Städte ging der überkommene Typus des Städters verloren, wie sich auch durch die Kollektivierung des Dorfes ein breites agrarisches Proletariat herausbildete. Als Ergebnis stand die Transformation der Stadt, in der es sich ländlich lebte, wie des Dorfes, wo die Form der Mentalität des Gutsherren, der für den Markt produzierte, verschwand. Die aus der Partisanenbewegung entstammenden ehemaligen Soldaten wurden zu Städtern, was Branko Čopić als „Achte Offensive auf die Seidenhosen“ beschrieb. Den Gestaltswandel Belgrads zu einer neuen Industriestadt hatte Ekmečić metaphorisch mit der Verwandlung einer „schönen Larve zu einem häßlichen Schmetterling“ belegt; auch als der Dichter Miloš Crnjanski 1965 aus seinem langen Londoner Exil nach Belgrad zurückkehrte, fand er, dass ihn das alte Belgrad nur noch „mit Tränen in den Augen empfing“.
Der erste Fünfjahresplan zur Entwicklung der jugoslawischen Gesellschaft wurde 1947 verabschiedet. Die Schwerindustrie wurde aus militärstrategischen Gründen in das Landesinnere angesiedelt. Diese Schwerindustrie, die überwiegend den Bedarf einer starken Armee deckte, wurde in Serbien und Bosnien konzentriert. Stahlwerke entstanden in Zenica (Bosnien) und Smederevo, Kraftfahrzeugproduktionsstätten in Priboj und Kragujevac. In der Verhüttung von Buntmetallen wuchsen die Blei-Zink Gruben bei Priština und die von Kupfer in Bor zu wahren Giganten, die auch im europäischen Maßstab bedeutend wurden. Niš wurde das Zentrum der Elektroindustrie (Elektronska industrija – Ei). Bis zum Ende des Fünfjahresplanes 1965 besaß Serbien so eine Fahrzeug- und Motoren- (Traktoren, Automobile, Lastwagen), Maschinen- (Niš und Belgrad) und Petrochemie-Industrie (Pančevo und Novi Sad). Sehr spät fand das System der Planwirtschaft Kritiker und 1965 kehrte man gänzlich davon ab. Für die zweite Hälfte der 1960er Jahre wurde kein Fünfjahresplan mehr verabschiedet, spätere Fünfjahrespläne blieben nur mehr deklarative Absichten ohne bindende Funktion.
Trotz der nach 1965 auffälligen industriellen Stagnation bildeten die Jahre 1945–1965 einen bedeutenden zivilisatorischen Umbruch der Gesellschaft. Der Kommunismus wurde in dieser Zeit quasi als „Religion“ gesehen und war daher auch hierin so effizient. Der massenhafte Einsatz der freiwilligen Omladinske Brigade wurde schon in den von der Okkupation befreiten Gebieten 1941 praktiziert, obwohl diese Praxis in der Sowjetunion unbekannt war. Als Schwungrad konnten im Einsatz von Massenarbeitskräften der Omladinske Brigade für das Land bedeutende Infrastrukturprojekte beendet werden (Autoput, Donau-Theiss-Donau Kanal sowie das Wasserkraftwerk Đerdap I). Insbesondere wurde aber so die über die gesamten Südost-Dinariden auf 476 km Länge führende Gebirgsbahn Belgrad-Bar trotz massiven Erd- und Tunnelaushubs und des immensen Materialaufwands bei der Trassenlegung durch ein verkehrsfeindliches Hochgebirge zu vier Fünftel in nur acht Jahren vollendet.
Jugoslawien hatte so „Europas Giganten der Bergeisenbahnen“ bekommen (Ascanio Schneider). Diese neue Hauptstrecke der jugoslawischen Eisenbahnen bildete erst die vierte Hauptverkehrstransversale über die Dinariden (die schon bestehenden waren Ljubljana-Koper, Zagreb-Rijeka, Vrpolje-(Sarajewo)-Ploče) und verband erstmals Montenegro mit Serbien in einer zeitgemäßen modernen Form. Diese Verkehrsachse wurde nicht nur unter wirtschaftlichen Gesichtspunkten gebaut, indem sie die Montenegrinische Küste mit dem neugebauten Hafen in Bar als wirtschaftlich dynamischsten Teil Montenegros mit den Getreidefeldern der Vojvodina und der Großstadt Belgrad verband (in Pančevo wurde der Großteil des in Bar angelandeten überseeischen Phosphats für die Düngemittelherstellung verarbeitet), sondern strahlte starke politische Impulse aus.
Hatten Ende des 19. Jahrhunderts und Anfang des 20. Jahrhunderts Rivalitäten zwischen den Großmächten und den Balkanländern um die konkurrierenden Eisenbahnprojekte einer Transbalkanischen-Eisenbahn zwischen Donauebene und Adriaküste verhindert, so wurde diese innerhalb Jugoslawiens damit schließlich Realität. Da es während des Bahnbaus um die Finanzierung von strategischen Infrastrukturprojekten aus Bundesmitteln zwischen Slowenien und Kroatien sowie Serbien und Montenegro heftige Meinungsverschiedenheiten gab, wurden diese Fonds allgemein zum 31. Dezember 1970 eingestellt. Serbien und Montenegro mussten daher fast zwei Drittel der Kosten selbst aufbringen, die großteils mit einer stark überzeichneten Volksanleihe sowie mit einem IBRD-Kredit der Weltbank finanziert wurden. Die Einweihung der Strecke am 28.–29. Mai 1976 geschah durch die in den nationalen und internationalen Medien stark rezipierte Fahrt Josip Broz Titos im Staatszug Plavi voz. Während der feierlichen Einweihung beschwor Tito vielfach die Einheit Jugoslawiens (Bratstvo i jedinstvo), die jedoch schon seit Anfang der Siebziger durch den Kroatischen Frühling in der die weitere Dezentralisierung durch Annahme der von Edvard Kardelj ausgearbeiteten neuen Verfassung von 1974 die Auflösung Jugoslawiens in separate Staaten weiter zementierte.

„Das worüber wie ich schon sagte, schon über ein Jahrhundert lang geträumt wurde, konnte im bourgeoisen Jugoslawien nicht verwirklicht werden. Das war nur in der sozialistischen jugoslawischen Gemeinschaft möglich, einer vielvölkischen, aber in allen ihrem Wirken geeinten Gesellschaft, die sich in ihrem Bestreben und ihrer Beständigkeit eine bessere Zukunft erarbeitet.“

Hatte die Verfassungsänderung zu einem Aufruhr geführt, so waren die Kulturbehörden in ihrem nationalen Programmen schon in den 1960ern vorangegangen. Die Kultur wurde mit der Separierung der Sprache nach der ersten Novellierung der Verfassung von 1963 Sammelbecken nationaler Ambitionen. 1967 wurde die Schaffung der Kroatischen Schriftsprache deklarativ unter Führung Miroslav Krleža eingefordert. Ivo Andrić reagierte erbost auf diese Haltung des bedeutendsten kroatischen Autors: Einst ein großer Jugoslawe, ist er jetzt ein provinzieller Kroate geworden, etwas gegen das er früher unglaublich stark angekämpft hatte. Auch während einer Aussprache Krležas mit Andrić 1970 im vom damals in nationalistischen Euphorie schwelenden Zagreb, war die tiefe Staatskrise beherrschendes Thema. Aufgrund dieser inneren Schwächung Jugoslawiens wurde der mit 86 Jahren altersschwache und durch eine schwere Form von Alterszucker gesundheitlich schon stark angeschlagene Tito am 23. Juni 1978 in einer Sitzung der SKJ zum lebenslangen Präsidenten gewählt, was ein Versuch war, die Einheit Jugoslawiens mit einer symbolischen Handlung zu garantieren. Nach Titos Tod 1980 setzte sich die schleichende Auflösung des jugoslawischen Gesamtstaates unvermindert fort. Politiker wie Intellektuelle aller Teilrepubliken und Autonomen Provinzen, insbesondere Sloweniens, Serbiens, Kroatiens, Bosniens sowie der Albaner des Kosovo wandten sich auch durch die Wirtschaftskrise Jugoslawiens in den 1980er begründet, mehr und mehr nationalistischen Programmen zu. Durch die Staatskrise Jugoslawiens und die als nationale Erhebung empfundene Wiedergeburt Serbiens um den neuen starken Mann Serbiens, Slobodan Milošević, wurde die Autonomie des Kosovos seit 1987 beschnitten und 1989 gänzlich aufgehoben. Mit der von Milošević populistisch angeführten antibürokratischen Revolution nahm der serbische Nationalismus 1988/89 für den Zusammenhalt Jugoslawiens immer bedrohlichere Züge an. Nach mehreren Großmanifestationen in Belgrad gipfelte dieser in der 600-Jahr-Feier der Schlacht auf dem Amselfeld in der Amselfeld-Rede.
Mit dem Austritt Sloweniens aus dem Bund der Kommunisten auf dem 14. Kongress des Bundes der Kommunisten Jugoslawiens 1990 war die Lage auf Staatsebene mittlerweile zum Zerreißen gespannt. Parallel bildete sich unter den Krajina-Serben in Kroatien eine Opposition zur kroatischen Unabhängigkeitsbewegung, die eine aktive Selbstverwaltung anstrebte und auch eine militärische Loslösung der Krajina von Kroatien einplante. Die von Serbien, Kroatien und Slowenien einkalkulierte militärische Lösung der Jugoslawienkrise war damit Realität geworden. Das anschließende geheime Karađorđevo-Abkommen zwischen Milošević und Tuđman am 26. März 1991, das die Teilung Bosniens zwischen Kroatien und Serbien im anstehenden Zerfall Jugoslawiens vorsah, war der erste offensive Schritt einer Neugestaltung des jugoslawischen Territoriums.

### Jugoslawienkriege 1991–1995 und Kosovokrieg 1998–1999

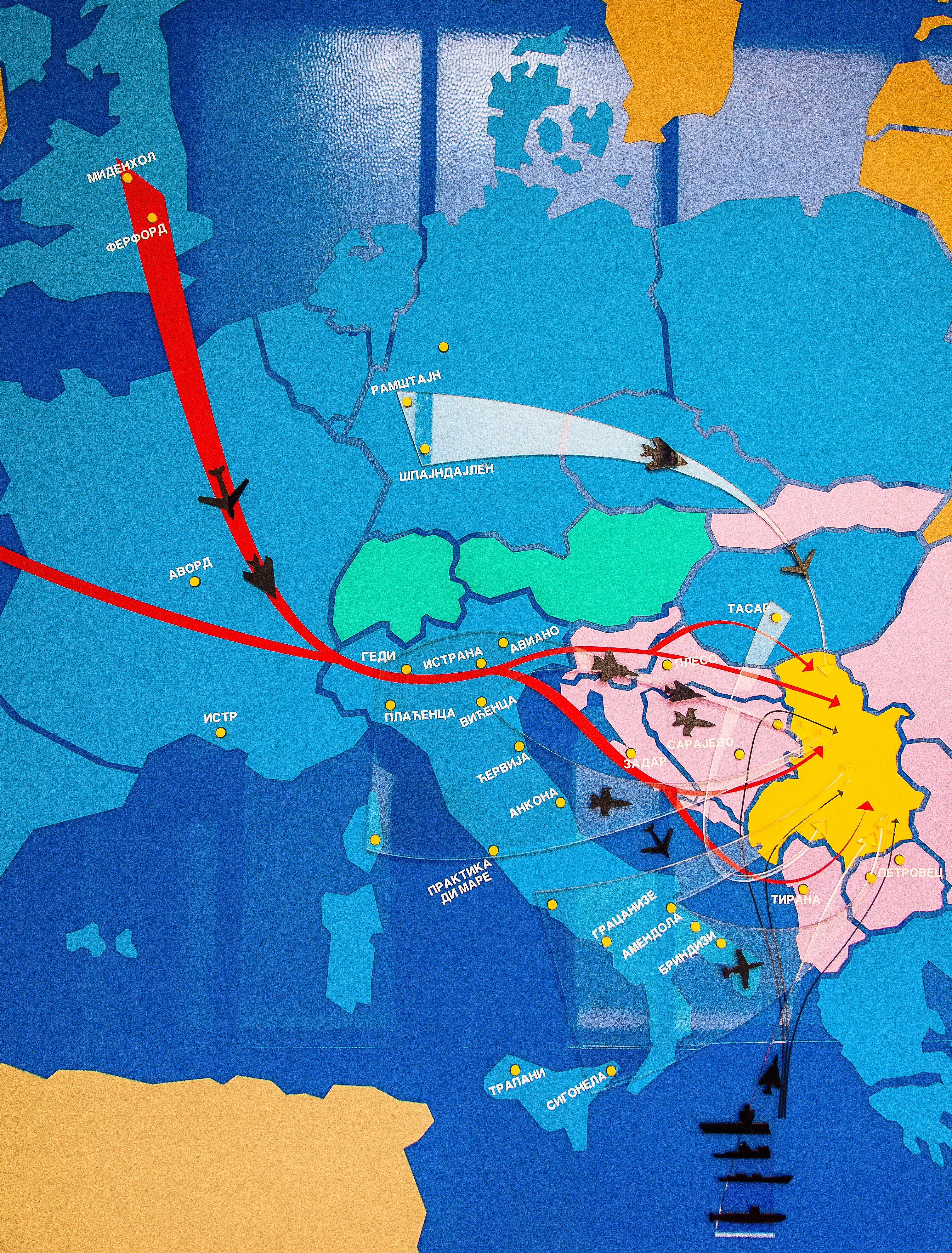
Trajektoren und Abflugorte für die NATO Luftwaffeneinsätze in der Bombardierung Jugoslawiens vom 24. März – 11. Juni 1999. Ausstellungstafel im Militär-Museum in Belgrad.

Die Jugoslawienkriege brachen letztlich mit der Unabhängigkeitserklärung Sloweniens und Kroatiens und nachfolgend Bosnien-Herzegowinas aus. Anfangs waren reguläre Einheiten der Jugoslawischen Volksarmee (JNA), die nach der internationalen Anerkennung Sloweniens, Kroatiens und Bosniens unter Rückzugsgefechten die Republiken verließen oder sich zur Armee der bosnischen und kroatischen Serben wandelten, am Krieg beteiligt. Insbesondere kulminierte der serbisch-kroatische Krieg in Vukovar, in dem die JNA, die sich im ersten Slowenien-Krieg noch passiv verhalten hatte, nun offen auf serbischer Seite mit allen verfügbaren Mitteln eingriff. Serbien unterstützte insbesondere zu Beginn des Krieges die Republik Serbische Krajina und die bosnischen Serben militärisch und finanziell, verhängte im Verlauf des Krieges aber ein Embargo über die bosnische Serbenrepublik.
Während des Krieges in Bosnien verhängte die UNO ein Handelsembargo gegen die Bundesrepublik Jugoslawien. Auslöser der Sanktionen waren unter anderem die ethnischen Säuberungen, wie z. B. die Ermordung von 8000 Männern und Jungen in Srebrenica, die sich vor allem gegen die bosnischen Muslime, aber auch andere Nichtserben in Bosnien richteten. Den kroatischen und bosnischen Serben gelang zu Kriegsbeginn die Besetzung großer Teile von Kroatien und Bosnien, insbesondere der mehrheitlich von Serben bewohnten Distrikte. Im Verlauf der kroatischen Militäroperation Oluja 1995 wurde der Großteil der serbischen Bevölkerung aus Kroatien vertrieben, was mit der militärischen Wende in Bosnien und dem Dayton-Abkommen zum Kriegsende führte. Etwa 700.000 Serben flohen während der Kriege in Bosnien und Kroatien nach Serbien.
Nach dem Abkommen von Dayton, das den Bosnienkrieg beendete und dem Ende der „Republik Serbische Krajina“, blieb nach 1995 der Status der mehrheitlich von Albanern besiedelten Provinz Kosovo die letzte politisch brisante Frage in den Zerfallskriegen Jugoslawiens. Die zunehmend gewalttätigeren Unruhen im Kosovo versuchte die serbische Führung unter Slobodan Milošević mit restriktiven polizeilichen und schließlich auch militärischen Mitteln zu beenden. Die mit terroristischen Mitteln operierende UÇK („Befreiungsarmee des Kosovo“) begann 1996 mit verstärkten Angriffen auf serbische Sicherheitskräfte. Zudem kam es zu Gewaltaktionen gegen die serbische Zivilbevölkerung in den Städten. Mit der Aufrüstung der UÇK aus Waffenbeständen Albaniens, wo nach dem Lotterieaufstand die öffentliche Ordnung völlig zusammenbrach und ganze Munitionsbestände geplündert wurden, setzte diese den Konfrontationskurs gegen serbische Sicherheitskräfte verstärkt fort. Durch verstärkte Aktivität der UÇK, die im Verlauf des Jahres 1998 die Kontrolle in der Region Drenica gewinnen konnte, begannen serbische Sicherheitskräfte eine koordinierte polizeiliche Gegenoffensive, die von Einheiten der Armee unterstützt wurde. Durch schwere Menschenrechtsverletzungen während der Kämpfe sahen sich die westlichen Staaten unter Führung der USA jetzt, auch im Hinblick auf ihre Untätigkeit in Srebrenica vier Jahre zuvor, in der Pflicht. Die USA gaben der serbischen Führung die alleinige Schuld an der Eskalation. Nach neuerlichem Aufflammen der Gefechte im Frühjahr 1999 stellte der Nordatlantikrat kurze Zeit später ein Ultimatum an Serben und Kosovo-Albaner, in dem beide Seiten zur Aufnahme von Verhandlungen aufgefordert wurden. Die internationale Friedenskonferenz wurde für den 6. Februar 1999 im Château Rambouillet angesetzt (vgl. Vertrag von Rambouillet).
Die Ablehnung des Ultimatums interpretierte die NATO als Casus Belli und begann am 24. März 1999 mit der Luftkriegsoperation Allied Force gegen die Bundesrepublik Jugoslawien. Diese Operation wird von der Mehrheit der Völkerrechtler bis heute als illegal angesehen. Unter dem militärischen Druck der NATO billigte das serbische Parlament am 3. Juni den Friedensplan der G8-Staaten und die Kernforderungen der NATO. Am 9. Juni unterzeichnete die jugoslawische Regierung das Abkommen von Kumanovo, das den etappenweisen Rückzug der jugoslawischen Truppen, den gleichzeitigen Einmarsch der internationalen Sicherheitstruppe KFOR sowie die Suspendierung der Luftschläge der NATO vorsah. Nach 78 Tagen Krieg ordnete der Sicherheitsrat der Vereinten Nationen dann am 10. Juni 1999 mit der UN-Resolution 1244 eine internationale zivile Übergangsverwaltung (UNMIK) und eine Sicherheitspräsenz der NATO im Kosovo an. Noch am Abend des 10. Juni erteilte der Nordatlantikrat KFOR den Einsatzbefehl.
Diese Regelungen bestätigten die Zugehörigkeit der Provinz Kosovo zu Jugoslawien vorbehaltlich einer endgültigen Statusregelung.

### Demokratisierung und Auflösung des Bundes mit Montenegro
Bei den Präsidentschaftswahlen am 24. September 2000 wurde Vojislav Koštunica zum jugoslawischen Präsidenten gewählt, was das Ende der Ära Milošević einleitete. Bei den Parlamentswahlen im Dezember 2000 errang die DOS einen überwältigenden Sieg. Im Januar 2001 wurde Zoran Đinđić zum neuen Ministerpräsidenten gewählt. Dies führte u. a. dazu, dass Slobodan Milošević am 29. Juni 2001 an den Internationalen Strafgerichtshof für das ehemalige Jugoslawien (ICTY) in Den Haag ausgeliefert wurde. Am 12. März 2003 wurde Đinđić auf offener Straße von Attentätern aus den Reihen der ehemaligen „Roten Barette“ ermordet. Erst im Juni 2004 wurde ein neuer Präsident gewählt, es gewann der liberale und Europa zugewandte Reformer Boris Tadić die Präsidentschaftswahl.
Serbien bemühte sich seit der Demokratisierung im Jahr 2000 stärker um die Integration in die Europäische Union. Verhandlungen über ein Stabilisierungs- und Assoziierungsabkommen (SAA) begannen im November 2005. Serbien ratifizierte im September 2008 einseitig das vorläufige Stabilisierungs- und Assoziierungsabkommen mit der EU, da sich die Niederlande gegen eine Ratifizierung von Seiten der EU widersetzten. Am 7. Dezember 2009 wurde von den Außenministern der EU-Staaten ein Interimsabkommen für Handelserleichterungen mit Serbien freigegeben. Die weitreichendste Veränderung im Verhältnis der EU mit Serbien war die vom 19. Dezember 2009 an gültige Reiseerleichterung für serbische Staatsbürger, die seitdem visafrei in die EU reisen können. Die serbische Regierung stellte am 22. Dezember 2009 einen Antrag auf Mitgliedschaft in der Europäischen Union. Die für Dezember 2011 erwartete Anerkennung des Status als Beitrittskandidat der Europäischen Union wurde hauptsächlich auf Betreiben von Deutschland wegen des schwelenden Kosovokonflikts zunächst auf März 2012 verschoben (vgl. Serbien und die Europäische Union).
Trotz der Demokratisierung schritten die Zerfallsprozesse des serbischen Staates, als einem der letzten der aus Jugoslawien hervorgegangenen Staaten, fort. Nach dem Zerfall der Sozialistischen Föderativen Republik Jugoslawien (SFRJ) bildeten ab 1992 zunächst nur noch Serbien und Montenegro die Bundesrepublik Jugoslawien. Diese wurde nun durch Parlamentsbeschluss des damaligen Bundesparlaments am 4. Februar 2003 aufgelöst und durch Serbien und Montenegro (Srbija i Crna Gora) abgelöst. Am 5. Juni 2006 erklärte das serbische Parlament in Belgrad die formale Unabhängigkeit des Landes, nachdem Montenegro diesen Schritt nach der Volksabstimmung am 21. Mai 2006, die zugunsten der Unabhängigkeit ausfiel, bereits am 3. Juni 2006 mit der Unabhängigkeitserklärung des montenegrinischen Parlaments in Podgorica vollzogen hatte. Serbien wurde Nachfolgestaat des Staatenbundes bei den Vereinten Nationen. Am 30. September 2006 verabschiedete das Parlament in Belgrad einstimmig und nach sechsjähriger Auseinandersetzung eine Verfassungsnovelle für Serbien. Bei einer Volksabstimmung einen Monat später wurde die neue Verfassung angenommen und später vom Parlament beschlossen. Am 17. Februar 2008 bekundete mit dem Kosovo ein Staatsgebiet Serbiens seine Souveränität, das von der Londoner Botschafterkonferenz 1913 Serbien zugeschlagen worden war. Die serbische Regierung und das serbische Parlament halten diese Sezession für unzulässig, völkerrechtlich ist sie umstritten. Nach dieser Unabhängigkeitserklärung kam es in verschiedenen Städten zu Unruhen, bei denen besonders Botschaften der unabhängigkeitsbefürwortenden Staaten angegriffen wurden. Zugleich erklärten die Serben im Norden des Kosovo, parallele Polizei- und Verwaltungsstrukturen aufgebaut zu haben.
Nachdem es im Mai 2008 abermals zu vorgezogenen Neuwahlen gekommen war, wurde im Juli 2008 eine Koalitionsregierung unter Führung der bisher bereits regierenden Demokratischen Partei unter anderem zusammen mit der bisher oppositionellen Sozialistischen Partei gebildet. Wenige Tage nach der Regierungsbildung gelang es, den lange gesuchten mutmaßlichen Kriegsverbrecher Radovan Karadžić in Belgrad zu verhaften, was zu kurzzeitigen, teilweise gewalttätigen Protesten nationalistischer Bevölkerungsteile führte. Gleichzeitig wurde der Weg zur Ratifizierung des Stabilisierungs- und Assoziationsabkommens (SAA) frei gemacht, die am 9. September 2008 vom serbischen Parlament bestätigt wurde.
Im Zuge der Coronavirus-Pandemie im Jahr 2020 verhängte der im Jahr 2017 zum Präsidenten gewählte Aleksandar Vučić nach zuvor getroffenen Ausgangssperren eigenhändig, ohne Parlamentsentscheidung, den Notstand; ob er dadurch Verfassungsbruch beging, ist umstritten. Einem Vertrauten Aleksandar Vučićs, Milan Radoičić, wurde ein Überfall von 30 Kämpfern auf kosovarische Polizisten Ende September 2023 zugeschrieben, bei dem ein kosovarischer Beamte und drei Serben getötet wurden. Radoičić floh zurück auf serbisches Hoheitsgebiet.
Im Sommer 2024 demonstrierten Einwohner in mehr als 40 serbischen Städten, darunter Zehntausende in Belgrad, gegen den geplanten Abbau von Lithium im Jadar-Tal durch den Konzern Rio Tinto. Nach dem Dacheinsturz des Bahnhofs Novi Sad im November 2024 kam es zu landesweiten Protesten. Als Reaktion kündigten im Januar 2025 der Bürgermeister von Novi Sad Milan Đurić sowie Premierminister Miloš Vučević ihren Rücktritt an.

### Dacheinsturz am Bahnhof Novi Sad 2024 löst serbienweit Proteste und Gewalt aus
Am 1. November 2024 stürzte das frisch renovierte Vordach des Hauptbahnhofs ein. Dabei starben letzlich 16 Menschen. Die serbische Regierung ordnete für den Folgetag Staatstrauer an. Fachleute und Oppositionelle kritisierten Schlamperei und Korruption der Regierenden bei den Bauarbeiten am Bahnhof. Proteste gegen die Regierung erfolgten serbienweit bis 13. August 2025 friedlich, wurden jedoch von organisierten Anhängern der Vucic-Regierung wiederholt tätlich angegriffen, was häufig nicht geahndet wurde.  Polizei ging gegen Demonstranten vor. Gebäude von Oppositonellen wurden zerstört. Danach, in der Nacht auf So, 17. August 2025, zündeten Regierungsgegner in Valjevo das Parteilokal von Vucics Serbischer Fortschrittspartei (SNS) an und beschädigten staatliche Gebäude.

## Politik

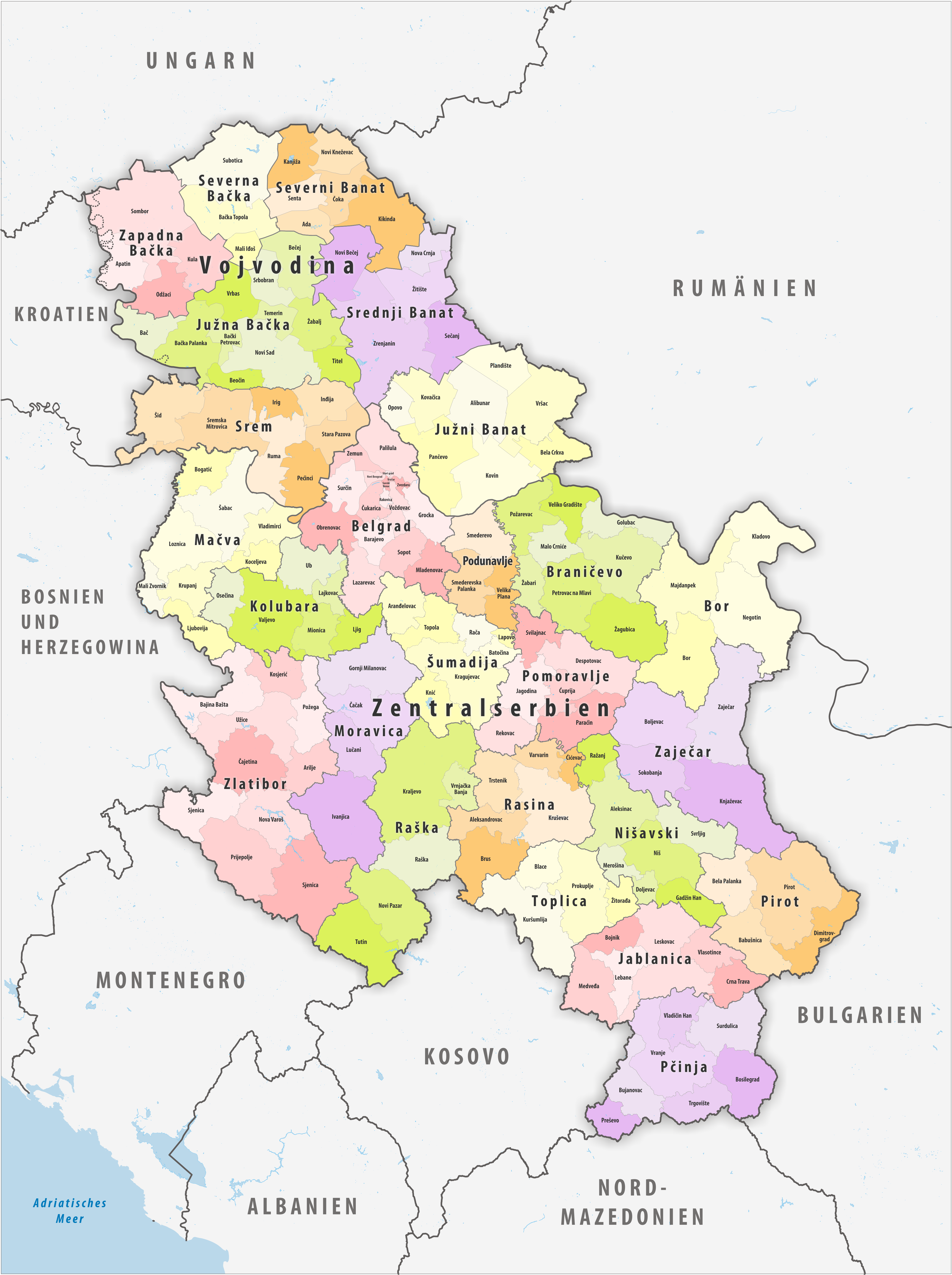
Die politische Gliederung Serbiens

### System
Serbien hat ein parlamentarisches Regierungssystem. Ein Einkammerparlament, die Narodna Skupština (wörtlich übersetzt: Volksversammlung) mit 250 Abgeordneten, ist die Legislative. Die im Parlament vertretenen serbischen Parteien gruppieren sich als Fraktionen in eine Regierungskoalition und die Opposition. Die Exekutive wird vom Ministerpräsidenten (serbisch Predsednik Vlade, kurz Premier) geführt. Amtsinhaber ist seit 2025 Đuro Macut. Der Präsident wird alle fünf Jahre vom Volk direkt gewählt. Eine Wiederwahl ist möglich. Amtsinhaber von 2004 bis zu seinem vorzeitigen Rücktritt am 4. April 2012 war Boris Tadić (DS). Sein Nachfolger wurde 2012 Tomislav Nikolić von der SNS. Seit der Wahl am 2. April 2017 ist der vorherige Premierminister Aleksandar Vučić (SNS) serbischer Präsident. In der autonomen Provinz Vojvodina gibt es ein Regionalparlament. Die Bezirksregierungen der serbischen Okruzi werden dagegen von der Zentralregierung ernannt.
Zu den in der Skupština vertretenen Parteien gehörten seit der Parlamentswahl am 11. Mai 2008 die westlich-orientierte Koalition „Für ein europäisches Serbien“ (DS in Koalition mit G17 Plus, SPO, LSV und der SDP), die nationalistische Serbische Radikale Partei, die Mitte-rechts orientierte Demokratische Partei Serbiens in Koalition mit der rechtsgerichteten Nova Srbija. Die Sozialistische Partei Serbiens war in einer Koalition mit der Partei der vereinigten Pensionäre Serbiens und mit Einiges Serbien im Parlament vertreten. Der strikt prowestlich ausgerichteten Liberaldemokratischen Partei gelang ebenfalls der Einzug ins Parlament, wie auch den Parteien der albanischen (KAP), ungarischen (SVM) und bosniakischen (BLES) Minderheit, welche von der Fünf-Prozent-Hürde ausgenommen sind.
2014 und 2016 fanden vorzeitige Neuwahlen statt, die beide von Vučićs Serbischer Fortschrittspartei (SNS) gewonnen wurden. Bei der Wahl 2016 zog die ultranationalistische Serbische Radikale Partei (SRS) mit knapp 8 Prozent wieder ins Parlament ein, bei der Wahl 2020 nicht. Ende 2023 gewann die SNS erneut die Parlamentswahlen, nachdem Vučić diese nach einer Protestwelle vorgezogen hatte. Eine internationale Beobachtermission aus Vertretern der OSZE, des EU-Parlaments und des Europaparats berichtete über Fälle von Gewalt, Stimmenkauf und das Füllen der Wahlurnen mit gefälschten Stimmzetteln. Am Tag nach der Wahl kam es in Belgrad zu Protesten und der Ankündigung von Hungerstreiks, bis die Wahlergebnisse der Belgrader Wahl annulliert würden.

### Politische Indizes
| Name des Index                     | Indexwert    | Weltweiter Rang | Interpretationshilfe | Jahr |
| ---------------------------------- | ------------ | --------------- | --- | ---- |
| Fragile States Index               | 67,8 von 120 | 91 von 179      | Stabilität des Landes: Warnung 0 = sehr nachhaltig / 120 = sehr alarmierend Rang: 1 = fragilstes Land / 179 = stabilstes Land | 2024 |
| Demokratieindex                    | 6,26 von 10  | 64 von 167      | Unvollständige Demokratie 0 = autoritäres Regime / 10 = vollständige Demokratie                                               | 2024 |
| Freedom in the World Index         | 57 von 100   | —               | Freiheitsstatus: teilweise frei 0 = unfrei / 100 = frei                                                                       | 2024 |
| Rangliste der Pressefreiheit       | 53,6 von 100 | 96 von 180      | Schwierige Lage für die Pressefreiheit 100 = gute Lage / 0 = sehr ernste Lage                                                 | 2025 |
| Korruptionswahrnehmungsindex (CPI) | 35 von 100   | 105 von 181     | 0 = sehr korrupt / 100 = sehr sauber                                                                                          | 2024 |

### Politische Gliederung

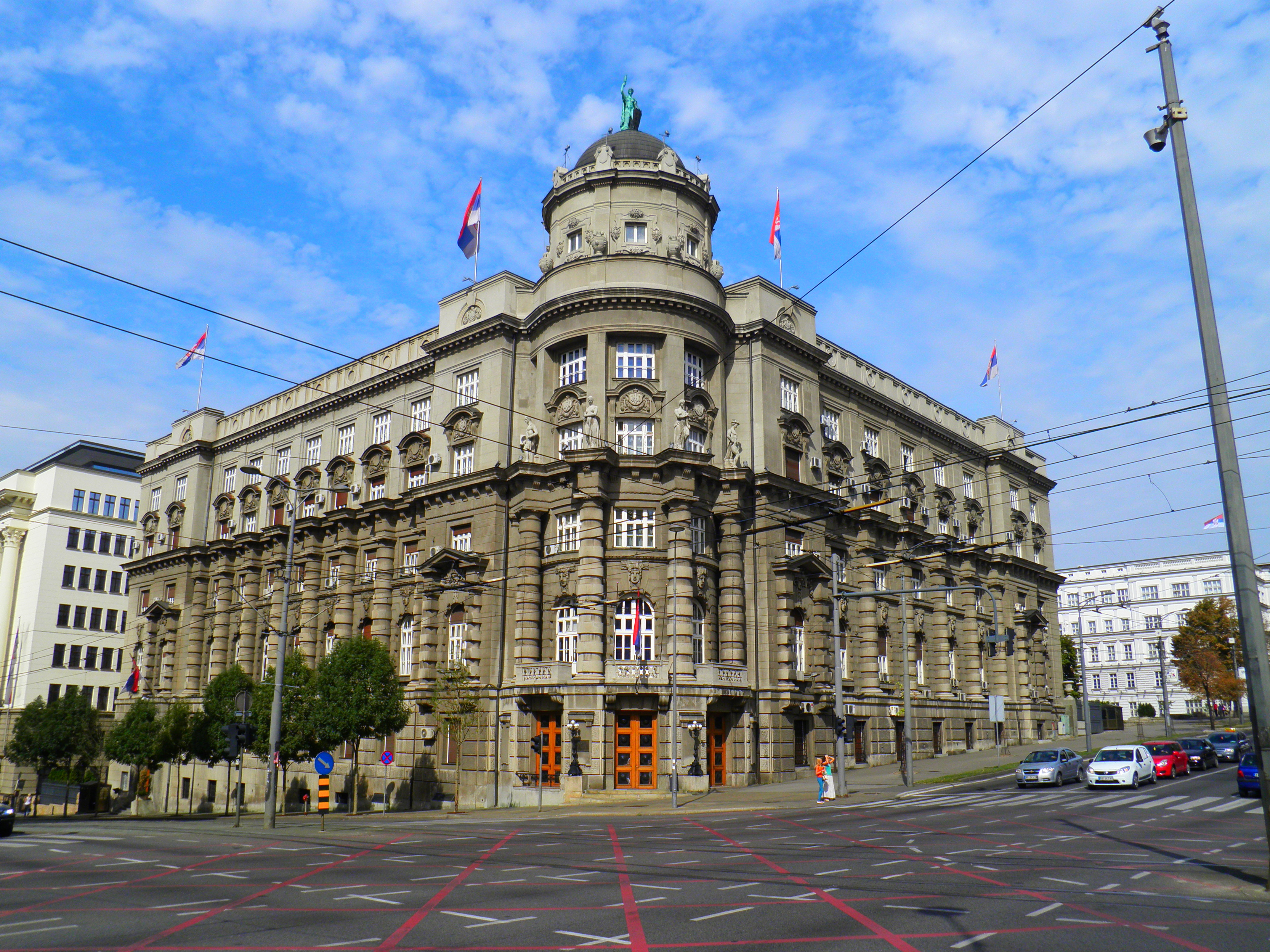
Das Gebäude der Regierung Serbiens in der Nemanjina 11

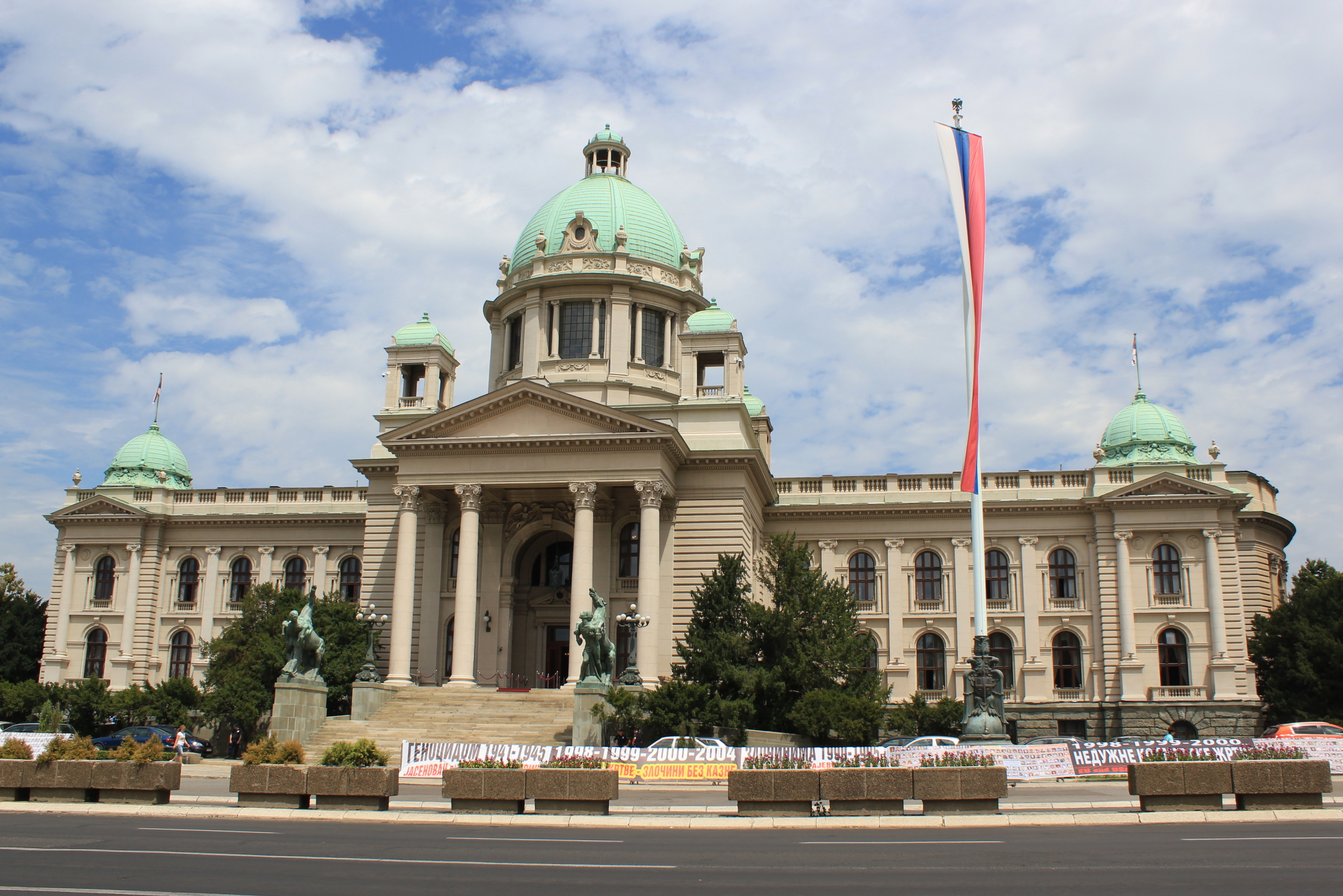
Das Parlament der Republik Serbien, die Skupština

Mit der Verfassung von 2006 bekamen die autonomen Regionen Serbiens Vojvodina (im Norden) und Kosovo und Metochien (im Süden) ihre von 1974 bis 1989 bestehende politische Selbständigkeit innerhalb Serbiens und Jugoslawiens als Provinzen Serbiens zurück. Der restliche Teil Serbiens (mehr als die Hälfte des Landes), der nicht zu diesen beiden Provinzen gehört, bildet keine eigene politische Einheit, weshalb es auch keine offizielle Bezeichnung für ihn gibt. Informell ist die Bezeichnung Zentralserbien oder „engeres Serbien“ gebräuchlich.
Unter Slobodan Milošević war der Autonomiestatus der beiden Provinzen Serbiens aufgehoben und die alte Verfassung von 1945 bis 1974 erneuert worden. Weiterhin wurde ihr Stimmenanteil innerhalb des Staates Jugoslawien auf die Republik Serbien übertragen, was Serbiens Einfluss in politischen und finanziellen Entscheidungen auf Staatsebene stärken sollte und damit den Zerfall Jugoslawiens beschleunigte.
Nach dem Sturz Miloševićs im Oktober 2000 beschloss 2002 das serbische Parlament das so genannte Omnibus-Gesetz, das unter anderem auch regelt, dass das Regionalparlament der Vojvodina von den Bürgern der Provinz direkt gewählt wird.
Kosovo steht seit Juni 1999 unter UN-Verwaltung (UNMIK), so dass die Bestimmungen dort nicht in Kraft treten konnten. Der völkerrechtliche Status ist nach der Unabhängigkeitserklärung des Kosovo vom 17. Februar 2008 umstritten.
Zu administrativen Zwecken ist Serbien in 30 Bezirke gegliedert (einschließlich der Stadt Belgrad). 18 Bezirke liegen in Zentralserbien, sieben in der Vojvodina und fünf in Kosovo. Die örtlichen Selbstverwaltungseinheiten in Serbien sind die opštine (Singular opština, wörtlich Gemeinde, der Größe nach oft eher Landkreise). Von diesen gibt es 108 in Zentralserbien, 54 in der Vojvodina und 30 in Kosovo.
Die historischen Regionen in Serbien haben heute keinen offiziellen Status. Häufig sind jedoch die Bezirke nach ihnen benannt. So ist beispielsweise die Šumadija sowohl ein Bezirk als auch eine Region, da die Grenze der Region Šumadija nicht klar definiert ist und sich oftmals weiträumige Gebiete außerhalb des heutigen Bezirkes zur Šumadija rechnen. Die Regionen in der Vojvodina werden nach Flüssen, andere nach Bergen bzw. Gebirgen benannt. Viele der Regionen verfügen über einen serbischen Namen, der sich aus der folgenden Struktur ableitet: Po + (Name eines Flusses) + je. So ist die im Norden von Zentralserbien gelegene Region Podunavlje aus diesem Konzept entstanden. Sie verdankt ihren Namen der Donau (serbisch Дунав/Dunav). Die Region Podrinje erstreckt sich entlang der Drina oder die Pomoravlje entlang der Morava. Andere hingegen tragen den Namen eines Gebirges, wie die Regionen Zlatibor oder Kopaonik.

### Präsidentschaftswahlen

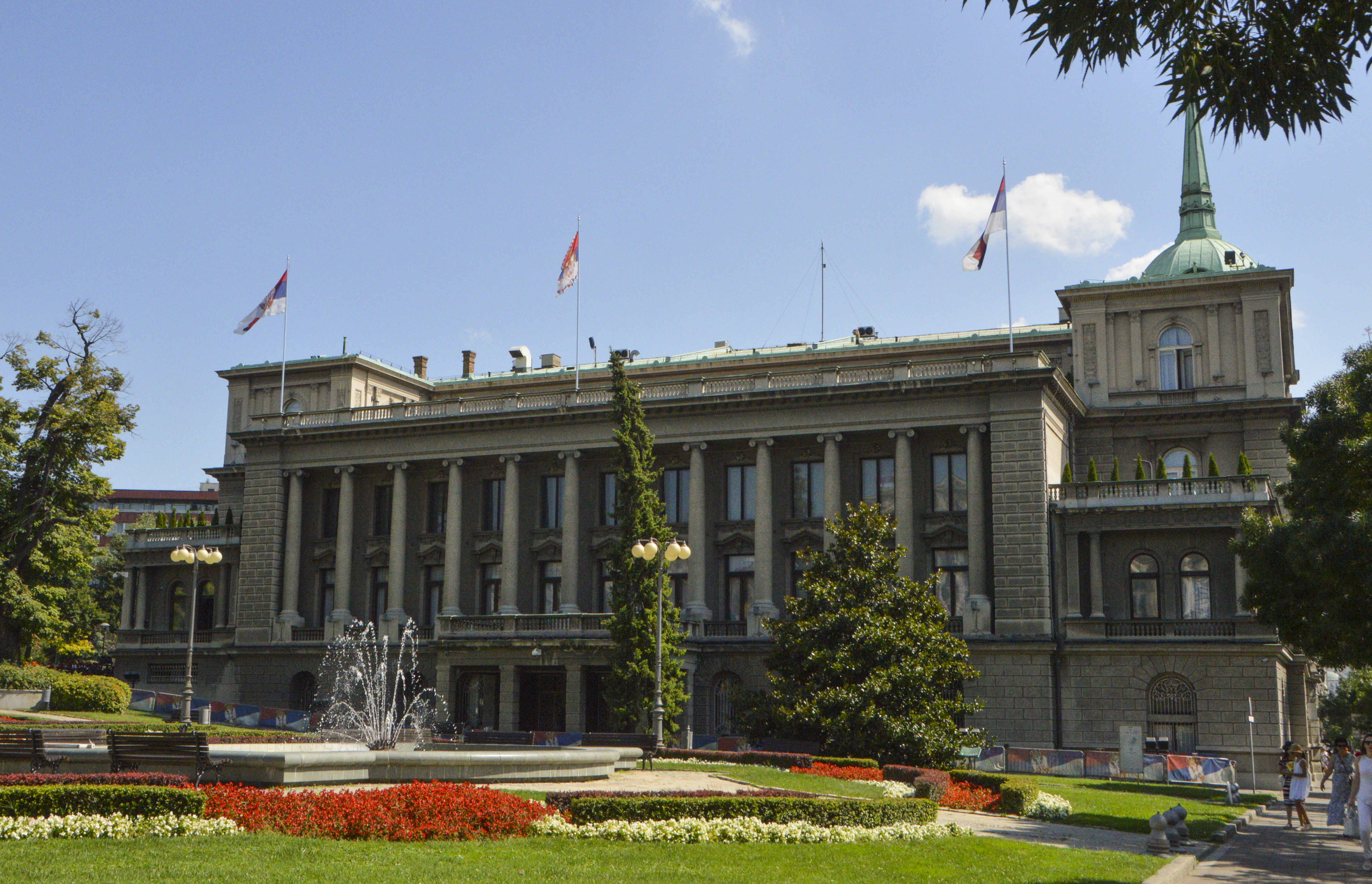
Neues Palais in Belgrad, Sitz des Präsidenten

In der Präsidentschaftswahl 2012 konkurrierten Herausforderer Tomislav Nikolić (SNS) und Amtsinhaber Boris Tadić (DS). Nikolić gewann die Stichwahl am 20. Mai 2012 knapp.
Er kandidierte bei der Wahl 2017 nicht erneut. Aleksandar Vučić gewann die Wahl und wurde im April 2022 wiedergewählt.

### Außen- und Sicherheitspolitik

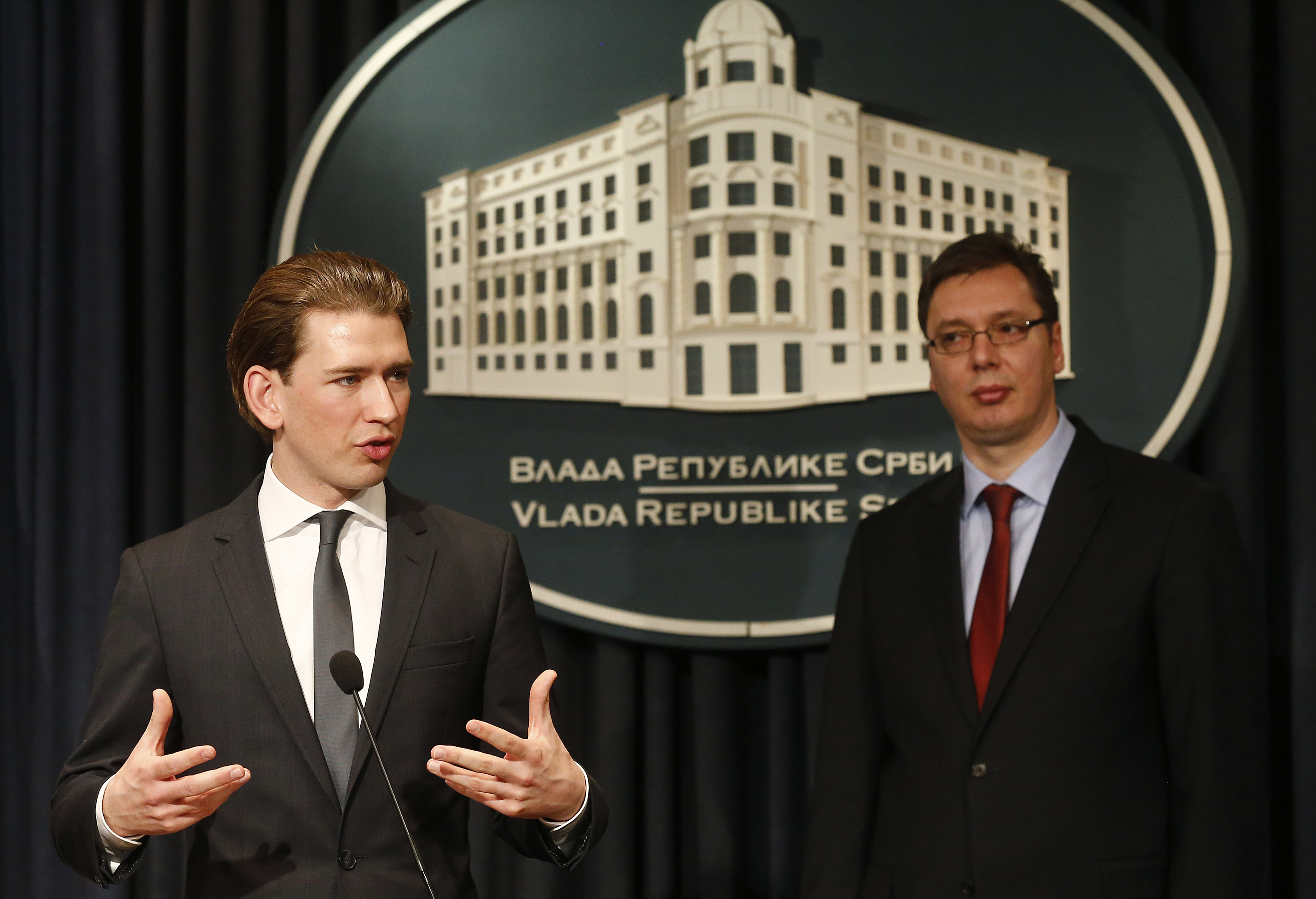
Aleksandar Vučić mit dem österreichischen Außenminister Kurz 2013 in Belgrad

Obwohl der wichtigste Handelspartner Serbiens die Europäische Union (EU) ist und Serbien mehr Militärübungen mit der NATO absolviert als mit Russland, gehört Serbien weder der EU noch der NATO an. Während eine Mitgliedschaft in der EU parteienübergreifend eine hohe Priorität genießt, wird die Diskussion über die Mitgliedschaft im Militärbündnis der NATO sowohl politisch als auch gesellschaftlich konträr geführt. Zwar nimmt Serbien am Programm Partnerschaft für den Frieden teil, auch haben die Streitkräfte Serbiens ein Trainingsprogramm mit der Nationalgarde Ohios, doch über eine Eingliederung in die Strukturen des Militärbündnisses herrscht innerhalb der serbischen Parteien Uneinigkeit. Auch gibt es Widerstand seitens der einflussreichen Serbisch-Orthodoxen Kirche, die diese Entscheidung dem Volk anvertrauen möchte, und eine traditionelle prorussische Stimmung des Balkanstaates, die einen möglichen NATO-Beitritt des Landes in Frage stellen.
Wichtigstes Argument der NATO-Gegner ist die Bombardierung Serbiens 1999 sowie die Anerkennung der Unabhängigkeitserklärung des Kosovos durch die Vereinigten Staaten von Amerika und zahlreiche Länder der EU. Ein verstärkter russischer Einfluss auf die wirtschaftlichen und politischen Geschehnisse im Balkan allgemein und Serbien im Speziellen ist durch die Übernahme des bis dahin staatlichen serbischen Erdölkonzern NIS durch Gazprom, die Absicht die Erdgas-Pipeline South Stream über Serbien zu führen sowie der Vergabe eines Milliardenkredits für die Verbesserung der Infrastruktur Serbiens durch Russland im Jahr 2009 spürbar gewachsen.
Für die russischen Interessen im Westbalkan spielt Serbien eine Schlüsselrolle, im Zuge des russischen Kriegs in der Ukraine und der avisierten EU-Mitgliedschaft als außenpolitischer Leitlinie führt die weitere Positionierung Serbiens zu Konflikten. Die von der Bundesregierung kritisch gesehenen russischen Bemühungen um wirtschaftliche, militärische und politische Präsenz in Serbien und dem Westbalkan hat das Berliner Auswärtige Amt in einem vertraulichen Papier unter der Überschrift „Einfluss Russlands in Serbien“ Ende 2014 im Auftrag der Bundesregierung analysiert.
Hochrangige Besuche russischer Delegationen, wie im Beisein von Putin an der Militärparade zur Befreiung Belgrads am 16. Oktober 2014, das Abhalten eines im Westen kontrovers empfundenen serbisch-russischen Militärmanövers vom 9. bis 16. November 2014 (SREM 2014), dem größten Militärmanöver Serbiens in 30 Jahren, oder der Einweihung einer 40 Tonnen schweren Großplastik des russischen Zaren Nikolaus II. in Belgrad durch den Patriarchen von Moskau und Russland Kyrill I. am 16. November 2014, betonten die ungebrochen russlandfreundliche Politik Serbiens, das überdies den Wirtschaftsstrafmaßnahmen gegen Russland nach der Annexion der Krim 2014 ferngeblieben ist, und 2014 die weitere Wirtschaftskooperation mit Russland durch Umsetzen der bilateralen Regierungsabkommen vom 16. Oktober 2014 zu intensivieren hoffte.
Als besonders sensibel wurde auch die Unterzeichnung des Ministers für Ausnahmesituationen der russischen Republik, Sergei Schoigu mit dem Innenminister Serbiens Ivica Dačić über die Einrichtung eines regionalen Zentrums für Katastrophensituationen am Flughafen Niš gewertet. Dieser zunächst als symbolisch empfundene Akt wurde vielfach als Anzeichen einer mittelfristigen Absicht Russlands gedeutet, eine Militärbasis auf serbischem Territorium einzurichten.
Die Regierung Serbiens stellte am 22. Dezember 2009 den Antrag auf Mitgliedschaft in der Europäischen Union.
In ihrem jährlichen Fortschrittsbericht zu den Kandidatenländern vom 12. Oktober 2011 schlug die EU-Kommission vor, Serbien den Status eines Beitrittskandidaten zu gewähren. Wesentliche Voraussetzung dafür war die Auslieferung der beiden Kriegsverbrecher Ratko Mladić und Goran Hadžić an den Internationalen Strafgerichtshof für das ehemalige Jugoslawien. Die Aufnahme der Verhandlungen für Serbien blieb an die Bedingung geknüpft, die Vermittlungsgespräche mit dem Kosovo wieder aufzunehmen.
Das Parlament der Republik Kosovo hatte Kosovo im Februar 2008 für unabhängig erklärt.
Die Vojvodina im Norden und der Kosovo im Süden bilden laut der Verfassung aus dem Jahr 2006 die zwei autonomen Provinzen Serbiens. Letzterer stand seit 1999 und dem Ende des Kosovokrieges unter UN-Verwaltung. Die Regierung Serbiens sah in dem Vorgehen Kosovos einen Verstoß gegen die UN-Resolution 1244 und den Grundsatz der territorialen Integrität. Am 8. Oktober 2008 stimmte die UN-Generalversammlung einem Antrag Serbiens zu, die völkerrechtliche Gültigkeit der Unabhängigkeitserklärung vom Internationalen Gerichtshof (IGH) prüfen zu lassen. Im Jahr 2010 veröffentlichte der IGH sein Gutachten, wonach die Unabhängigkeit des Kosovo nicht gegen internationales Recht verstößt. Gleichzeitig vermied der IGH, den völkerrechtlichen Status des Kosovo zu bewerten und erkannte die Gültigkeit der UN-Resolution 1244 an.
Aus Protest gegen die Unabhängigkeit gründeten die Serben im Nordkosovo die Gemeinschaft der Gemeinden der Autonomen Provinz Kosovo und Metochien, die sich de facto der Kontrolle der Institutionen in Priština entzieht. Entsprechend den Bemühungen der serbischen Regierung, ihre Territorialansprüche auf dem Gebiet geltend zu machen, wird in offiziellen Dokumenten stets vom Kosovo als einem besetzten Teil Serbiens gesprochen.
Nach dem Auseinanderbrechen des ehemaligen gemeinsamen jugoslawischen Staates ist (Stand 2002) der Grenzverlauf an der Donau zwischen Kroatien und Serbien umstritten. Da die historische Donaumittellinie durch Mäandrieren heute eine andere Position hat als zur Zeit der ursprünglichen Grenzziehung, beansprucht Kroatien Teile des linksseitigen Ufers sowie einige der Flussinseln (darunter die Šarengradska Ada und die Vukovarska Ada). Die Gesamtfläche der umstrittenen Gebiete, die jetzt (2002) unter serbischer Verwaltung stehen, beträgt 115 km².
Serbien trat im April 2013 als Beobachter dem Militärbündnis OVKS bei. Dieses wird von Russland geführt.
2014 unterzeichneten Serbien und Russland einen auf 15 Jahre veranschlagten Vertrag über den Austausch von Aufklärungsinformationen und gemeinsame militärische Übungen.
Serbien begann 2019 eine Diskussion mit Nordmazedonien und Albanien über einen gemeinsamen Wirtschaftsraum. Dieser wurde am 29. Juli 2021 unter dem Namen Open Balkan gegründet.
Die Volksrepublik China hat erhebliche Summen in serbische Industrie- und Bergbau-Unternehmen investiert.
Nach dem Beginn des russischen Angriffskriegs auf die Ukraine fanden Demonstrationen mit prorussischen Äußerungen statt, und es wird eine politisch-kulturelle Nähe zu Russland behauptet. Serbien beteiligte sich (Stand Juni 2023) im Gegensatz zu den meisten anderen europäischen Staaten nicht an Sanktionen gegen Russland.

### Militär

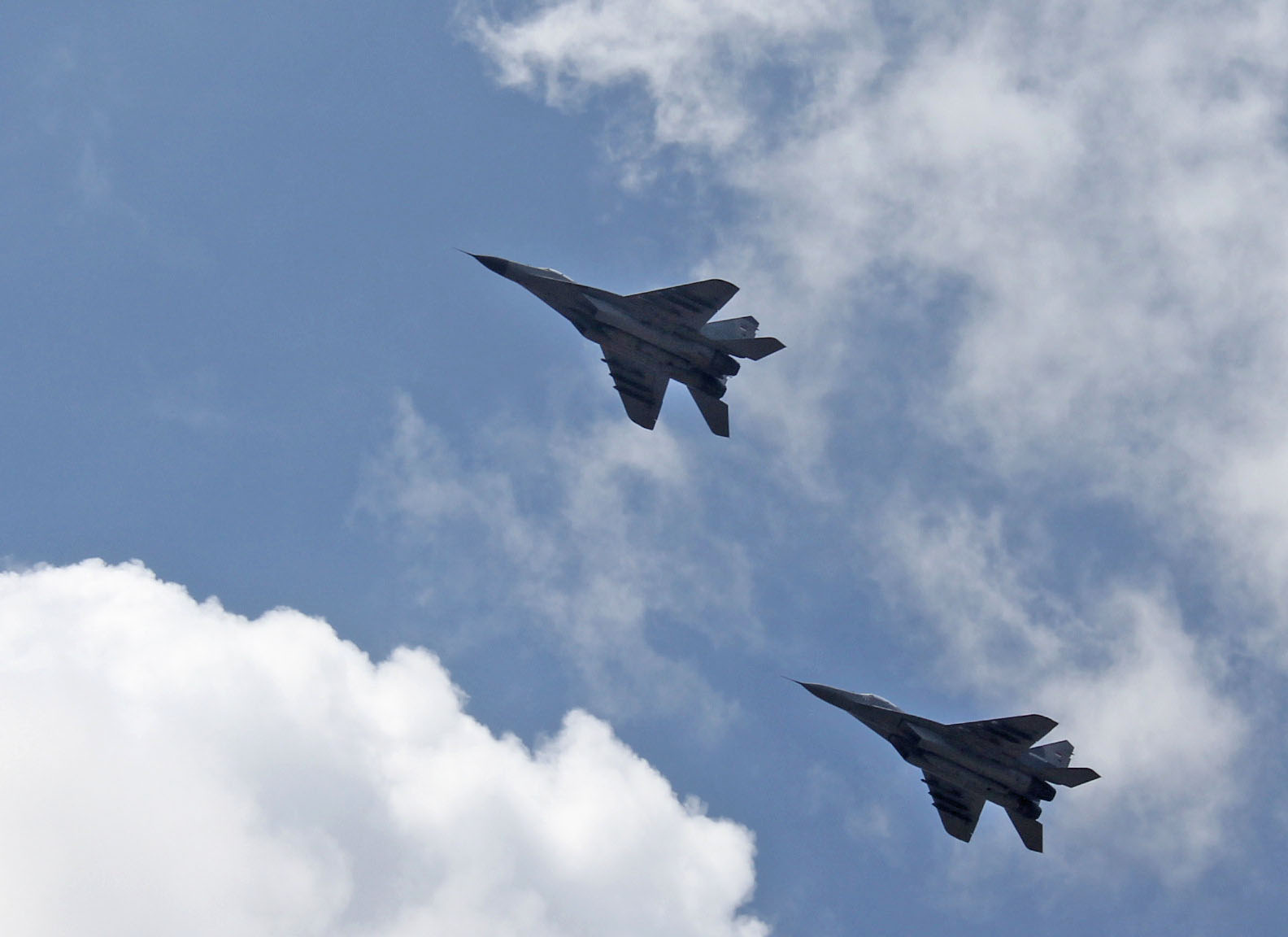
Luftstreitkräfte Serbiens

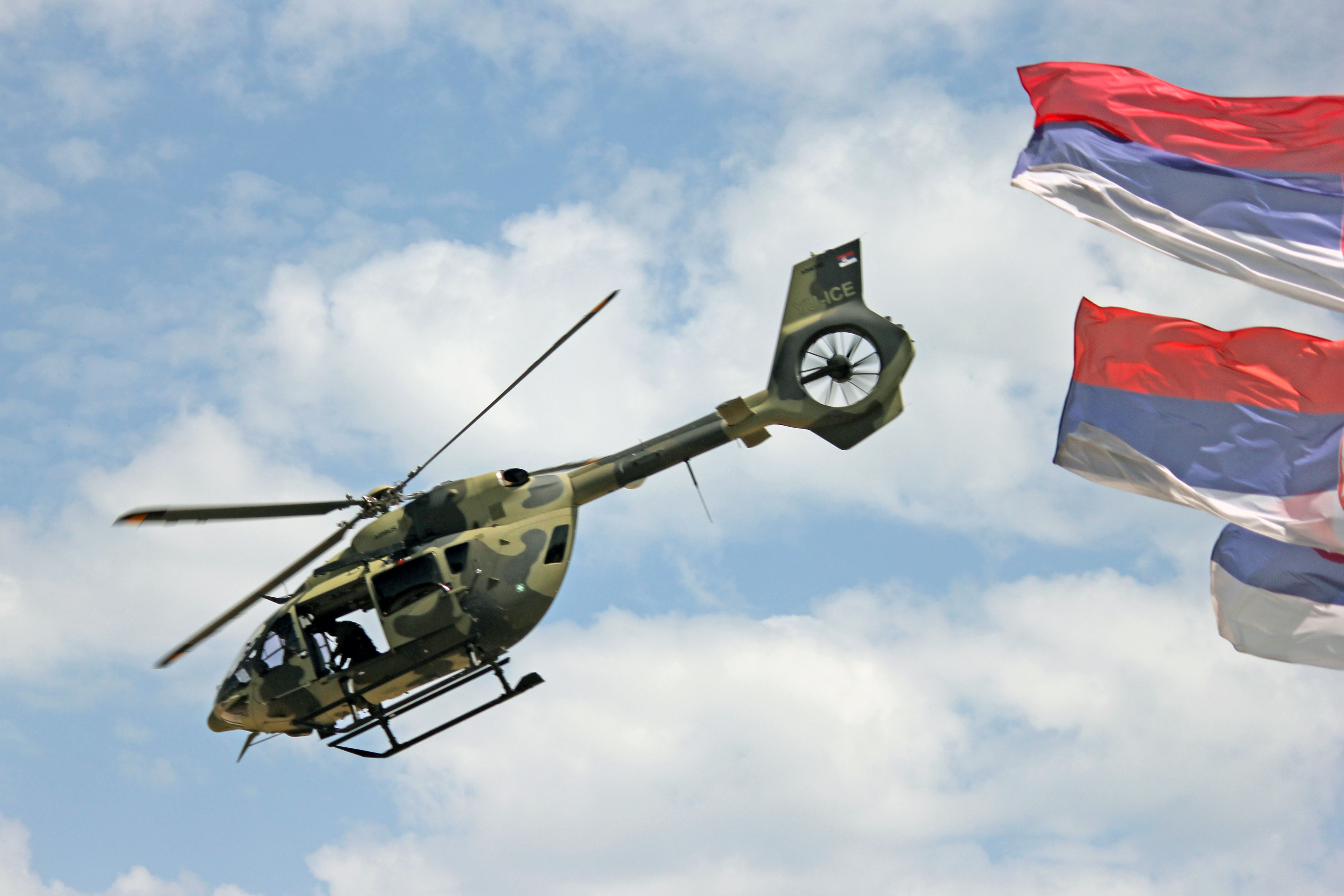
Hubschrauber H145 während einer Militärübung

Die Streitkräfte Serbiens zählen etwa 37.000 Mann (2005 75.000), wovon 6500 auf die Luftwaffe entfallen. Die Wehrpflicht wurde 2011 abgeschafft. Das Budget beträgt 2011 etwa 675 Millionen Euro, was einem Anteil von 2,08 Prozent am BIP entspricht.
Seit 2003 war in Serbien auch der Zivildienst möglich, dieser dauert jedoch 13 Monate. Nach der Auflösung der Staatenunion zwischen Serbien und Montenegro erhielt der montenegrinische Staat wieder seine eigene Armee (das Korps von Podgorica der gemeinsamen Armee wurde im Mai 2006 zur montenegrinischen Armee umfunktioniert). Die gemeinsame Marine wurde aufgelöst.
Mit einer Resolution des serbischen Parlaments im Jahr 2007 hat sich Serbien als „militärisch neutraler Staat“ deklariert. Seit 2009 wurde der Umbau der Armee zu einer Berufsarmee mit rund 10.600 Berufssoldaten betrieben. Ende 2010 war dieser Umbau abgeschlossen und die Wehrpflicht abgeschafft.
Aufgrund der Bombardierung der damaligen Bundesrepublik Jugoslawien durch die Luftstreitkräfte der NATO sind die Bemühungen um eine Verbesserung der Beziehungen vorrangiges Ziel in den militärischen Konsultationen zwischen den Führungsstäben der NATO und der Serbischen Armee. Ein enger Kontakt wird über die Partnerschaft für den Frieden, deren Mitglied Serbien ist, sowie die regelmäßigen Konsultationen zwischen dem Generalstab der Serbischen Armee sowie dem Kommandanten der KFOR gehalten. Amerikanische Soldaten weilten wie im Frühjahr 2014 im modernsten serbischen Militärgelände Jug, um die militärtechnische Kooperation weiterzuführen. Über eine Kooperation mit der Nationalgarde Ohios besteht zudem eine Ausbildungsvereinbarung für serbische Offiziere in den Vereinigten Staaten.
Russland als militärischer Hauptverbündeter Serbiens und wichtigster militärtechnischer Partner betreibt seit dem 25. April 2012 auf dem Flughafen Niš ein Zivilschutz-Zentrum mit einer Flugbereitschafts- sowie Einsatzstaffel im Falle von Naturgefahren und Ausnahmesituationen. Dieses hatten der damalige Minister für Zivilschutz und jetzige Verteidigungsminister der Russischen Föderation Sergei Kuschugetowitsch Schoigu und der jetzige serbische Außenminister und damalige Innenminister Serbiens Ivica Dačić vereinbart. Am 17. Oktober 2014 wurde hier ein Führungs- und Koordinationszentrum (Russian and Serbian Humanitarian Center) eingerichtet, das auf serbischer Seite dem Serbischen Innenministerium untersteht.
Während des Staatsbesuchs Wladimir Putins am 16. Oktober 2014 ist ein Vertrag über die militärisch-technische Zusammenarbeit zwischen Russland und Serbien unterzeichnet worden, der auch die Immunität russischer Offiziere im Russisch-Serbischen Zivilschutz-Zentrum in Niš beinhaltet.

### Menschenrechte
Laut Angaben von Amnesty International wurden Minderheiten 2011 weiterhin diskriminiert. Das Justizsystem wird als schwach bezeichnet.
Das Parlament besetzte die im Antidiskriminierungsgesetz von 2009 vorgesehene Position eines Beauftragten für Chancengleichheit im Mai 2010 mit einer von der Regierungspartei favorisierten Anwältin. Bis Ende 2010 gingen bei der Beauftragten für Chancengleichheit etwa 119 Beschwerden über Diskriminierung ein.
Homosexuelle werden in Serbien noch immer diskriminiert. Noch immer sind 67 Prozent der Bevölkerung laut Umfrage gegen die Homosexualität. 20 Prozent sind laut Umfrageergebnissen sogar bereit, Gewalt gegen Homosexuelle zu unterstützen oder diese zu rechtfertigen.
Im November 2010 äußerte sich die Europäische Kommission besorgt über die Straflosigkeit bei Folter von Gefangenen. Serbien hatte weder einen nationalen Mechanismus zur Prävention eingerichtet noch eine Durchführungsbestimmung von 2009 zur internen Aufsicht von Haftanstalten verabschiedet.
Einige Wirtschaftswissenschaftler und Institutionen sprechen von einer systematischen Korruption, da bei der Auslegung von gesetzlichen Vorschriften der große Ermessensspielraum Missbräuche begünstigt. Seit dem 1. Dezember 2013 arbeitet die deutsche Juristin Bettina Nellen, zuvor bei der Privatbank Kredietbank S.A. Luxembourgeoise (KBL) in Luxemburg als Spezialistin für Geldwäschebekämpfung und Einhaltung juristischer Normen im Bankenbereich tätig, in Belgrad als Beraterin im gleichen Schwerpunktbereich bei der Regierung des Landes. Bezahlt wird Nellen vom deutschen Bundesministerium für wirtschaftliche Zusammenarbeit – dessen damaliger Chef Dirk Niebel Serbien Unterstützung bei Reformen zugesagt hatte.
2016 gewährte Serbien 16 Flüchtlingen Asyl.

## Wirtschaft

### Wirtschaftsentwicklung
Die Jugoslawienkriege in der ersten Hälfte der 1990er Jahre hatten Serbien wirtschaftlich schwer geschädigt. Obwohl auf serbischem Boden nicht gekämpft wurde, stürzten der Wegfall des Warenaustausches mit den übrigen Teilen Jugoslawiens, die Unterstützung der serbischen Truppen in Kroatien und Bosnien sowie UN-Sanktionen das Land in eine verheerende wirtschaftliche Krise. Bereits 1992 hatten zwei Drittel der Betriebe geschlossen, bis 1995 kam die formelle Wirtschaft fast völlig zum Erliegen. Bei monatlichen Inflationsraten von 300.000.000 Prozent sank die Kaufkraft des durchschnittlichen Monatseinkommens auf den Gegenwert von 56 DM, der Durchschnittsrente auf einstellige DM-Beträge, vier Fünftel der Bevölkerung lebten unter der Armutsgrenze. Fast die gesamte wirtschaftliche Aktivität verlagerte sich in den informellen Bereich. Schmuggel, Tauschhandel, Selbstversorgung mit Nahrungsmitteln durch Nebenerwerbslandwirtschaft, das Aufbrauchen von Devisenersparnissen und die Unterstützung durch im Ausland lebende Serben ermöglichten der Bevölkerung das Überleben.
Seit 2000 streben die Regierungen Serbiens an, eine westlich orientierte Wirtschaft zu etablieren. In kurzer Zeit verzeichnete Serbien Erfolge bei der makroökonomischen Stabilisierung und bei Strukturreformen, etwa im Finanz- oder Energiesektor. Die Preise wurden liberalisiert, das Steuerwesen und der Zoll reformiert.
Von 2000 bis einschließlich 2008 war die von Krieg und Embargo gezeichnete Wirtschaft Serbiens, vor allem wegen erhöhter ausländischer Investitionen, mit einer jährlichen Wachstumsrate von über 5 Prozent eine der am schnellsten wachsenden in Europa. Von 2001 bis 2009 wurden 12,2 Milliarden Euro direkt in Serbien investiert, was dazu führte, dass 2010 rund 800 Unternehmen mit ausländischer Beteiligung in Serbien registriert waren.
Hauptexportprodukte von Serbien sind Eisen, Stahl, Textilien, Gummiprodukte, Weizen, Obst, Gemüse und Nichteisen-Metalle. Hauptimporte sind Erdöl und Erdölderivate, Kraftfahrzeuge, Gas, Elektrogeräte und Industriemaschinen. Importiert wird am meisten aus Russland, gefolgt von Deutschland, Italien, China und Ungarn. Exportiert wird hauptsächlich nach Deutschland, Italien, Bosnien und Herzegowina, Montenegro und Rumänien.
Im Global Competitiveness Index, der die Wettbewerbsfähigkeit eines Landes misst, belegt Serbien Platz 78 von 137 Ländern (Stand 2017–2018). Der Index für wirtschaftliche Freiheit 2024 des Landes war der 60 höchste von 176 Ländern.
Das Land führt eine Wertpapierbörse mit dem Namen Beogradska Berza und ihrem Leitindex, dem BELEX15.
| Jahr                                    | 2010   | 2015   | 2016   | 2017   | 2018   | 2019   | 2020   | 2021   | 2022   | 2023   |
| --------------------------------------- | ------ | ------ | ------ | ------ | ------ | ------ | ------ | ------ | ------ | ------ |
| BIP in Mrd. USD (Kaufkraftparität)      | 94,8   | 107,6  | 112,2  | 116,6  | 123,7  | 136,7  | 138,4  | 154,3  | 169,5  | 180,0  |
| BIP pro Kopf in USD (Kaufkraftparität)  | 13.006 | 15.160 | 15.898 | 16.611 | 17.718 | 19.689 | 20.066 | 22.575 | 25.434 | 27.183 |
| BIP-Wachstum (real)                     | 0,7 %  | 1,8 %  | 3,3 %  | 2,1 %  | 4,5 %  | 4,3 %  | −0,9 % | 7,7 %  | 2,6 %  | 2,5 %  |
| Inflation (in Prozent)                  | 6,1 %  | 1,4 %  | 1,1 %  | 3,1 %  | 2,0 %  | 1,8 %  | 1,6 %  | 4,1 %  | 12,0 % | 12,4 % |
| Staatsverschuldung (in Prozent des BIP) | 40 %   | 70 %   | 67 %   | 58 %   | 53 %   | 52 %   | 57 %   | 56 %   | 53 %   | 49 %   |

### Wirtschaftskooperationen
Serbien ist Mitglied der Schwarzmeer-Wirtschaftskooperation und des Mitteleuropäischen Freihandelsabkommens (CEFTA). Zudem gibt es ein Abkommen der besonderen Beziehungen mit der Republika Srpska.
Serbien ist das einzige europäische Land, außerhalb der GUS, welches ein Freihandelsabkommen mit Russland abgeschlossen hat. Am 7. Dezember 2009 wurde von der EU ein Wirtschaftsabkommen mit Serbien freigegeben, das bislang von den Niederlanden verhindert worden war.
Gegenwärtig sind mehrere weitere Freihandelsabkommen mit den Staaten Kasachstan, Belarus und der Türkei sowie der europäischen Freihandelsassoziation in Kraft. Damit stehen der serbischen Wirtschaft Märkte, zu weitgehend liberalisierten Bedingungen, mit insgesamt etwa 800 Mio. Einwohnern offen.

#### Europäische Union
Die Europäische Union (EU) ist Stand 2023 Serbiens größter Handelspartner. Nach Angaben der Friedrich-Ebert-Stiftung mit Bezug auf journalistische Quellen gehen zwei Drittel aller serbischen Exporte in die EU. Mehr als jeder siebte Serbe arbeitet für ein Unternehmen, das am Handel mit der EU beteiligt ist. Seit dem Start der Beitrittsverhandlungen Serbiens mit der Europäischen Union erhielt Serbien zwischen 2014 und 2020 insgesamt 1,5 Milliarden Euro Fördergelder von der EU.

#### China
Im Rahmen der chinesischen Wirtschaftsförderung in einem spezialisierten Entwicklungs-Fonds für Mittel und Osteuropa, werden unter den 15 beteiligten Ost-Mitteleuropäischen Staaten zurzeit die meisten Projekte in Serbien ausgeführt.
Im Jahr 2007 betrug das Auftragsvolumen für chinesische Firmen in Serbien 10,26 Milliarden US.-Dollar und damit in der Höhe etwa 1/4 des BIP Serbiens (41,4 Milliarden US-Dollar).
Zentrales Projekt ist neben einer schon ausgeführten Donaubrücke bei Zemun und Teilstrecken der Autobahntransversale zur Adriaküste, die Schnellfahrstrecke Budapest – Belgrad. Dieses Projekt wurde von den Ministerpräsidenten Chinas, Ungarns und Serbiens am 26. November 2013 auf dem zweiten China-Mittel-Ost-Europa-Gipfel in Bukarest bekannt gegeben. Die dafür benötigten Mittel stellt China im CEE-Fonds (Central-East European countries) bereit. Neben einem Infrastrukturkredit ist im Bau- und Betrieb chinesisches Know-how vorgesehen.
Während des im Dezember 2014 in Belgrad stattgefundenen dritten China-CEE Treffens wurden die Verträge zur Planung und am 24. November 2015 in Suzhou auf dem vierten China-CEE Gipfel die Ausführung der Schnellfahrstrecke in Beisein von Li Keqiang beschlossen. Die in Europa erstmals von einem Konsortium chinesischer Firmen, China Railways sowie der China Railway Group auf Ungarischer und der China Communications Construction Company auf Serbischer Seite, zu errichtenden Eisenbahntrasse, gilt als Aushängeschild für die Expertise Chinesischer Eisenbahntechnologie, die in der Bahninitiative „China speed“ weltweit werbewirksam in Szene gesetzt wird. So waren während einer Promotionsfahrt des mit 486 km/h einem der weltweit schnellsten Regelzüge CRH380A am 25. November 2015 die Premiers von Ungarn und Serbien auch Ehrengäste Li Keqiangs.
Daneben gilt dem transitären Gütertransport Südosteuropas ein strategisches Augenmerk. Über eine intermodale Vernetzung im Containerhafen von Piräus, den das chinesische Staatsunternehmen China Ocean Shipping (Group) Company (kurz: COSCO) zu 100 % für die Dauer von 35 Jahren als Umschlagszentrum Südosteuropas für in die EU bestimmte Güter gepachtet hat, wird in der Relation China-EU die Balkanroute aufgewertet. Eine sogenannte „China-Europe Land-Sea Express Line“, in dessen Rahmen die China-CEEC Gesellschaft den Wahrenverkehr koordinieren wird, soll über das Pilotprojekt im Ausbau der Strecke Budapest – Belgrad mittelfristig verwirklicht werden. Nach Aussagen des Präsidenten der Wirtschaftskammer Serbiens Marko Čadež werden die Investitionen in die Eisenbahninfrastruktur auf der Balkan-Hauptachse neben einem schnelleren Güterumschlag auch gesamtwirtschaftlich bedeutend sein.
In weiteren bilateralen Gesprächen zwischen dem Präsidenten Chinas Xi Jinping und dem Premier Serbiens in Peking am 26. Nov. 2015 wurde das Interesse der Chinesischen Regierung am Verkauf des einzigen serbischen Stahlwerks Smederevo (Železara Smederevo), das zehn Jahre dem Konsortium US Steel angehörte, an den weltweit zweitgrößten Stahlproduzenten – HBIS Group – Hesteel (HBIS Group core company—Han-Steel) – bekundet. Ein Memorandum of Understanding zwischen HBIS und der serbischen Regierung hierzu wurde noch am 26. November 2015 in Peking unterzeichnet. Die formale Vertragsunterzeichnung fand am 18. April 2016 zwischen der Serbischen Regierung und Vertretern von Hesteel in Smederevo statt. Es ist damit die erste strategische Investition Chinas in ein serbisches Unternehmen. Aufgrund der Präsenz chinesischer Zivilisten in Serbien gingen im Jahr 2019 im Rahmen der bilateralen Kooperation erstmals chinesische Polizeibeamte in Serbien, genauer Belgrad, auf Streife.

#### Russland
Russland ist für Serbien wirtschaftlich gesehen insbesondere ein Öl- und Gaslieferant und Serbien von diesen Lieferungen aus Russland abhängig. Russland, das bis 2014 drei Milliarden Dollar in Serbien investiert hatte, war im 2010er Jahrzehnt Hauptinvestor in der Energie- (2 Milliarden Dollar) und Eisenbahninfrastruktur Serbiens (800 Millionen Dollar). Russland ist zusätzlich ein wichtiger Waffenlieferant für Serbien.
Während des Staatsbesuches von Wladimir Putin am 16. Oktober 2014 wurden in Beisein des Russischen Staatspräsidenten die offenen Anekse zur Modernisierung der Železnice Srbije durch die Russischen Staatsbahnen ratifiziert. Damit erneuert RŽD-International wesentliche Komponenten der serbischen Hauptstrecken. Die Russischen Eisenbahnen und die Železnice Srbije haben dafür zusätzlich zum 27. Oktober 2015 ein Memorandum der strategischen Zusammenarbeit der beiden Staatsbahnen unterzeichnet, indem an die Russischen Eisenbahnen Projekte über die Planung eines Eisenbahnbetriebszentrums als Dispatcher, als auch solche über die Verbesserung der Ausbildung im Schienenverkehrswesen Serbiens übergeben wurden.

### Wirtschaftsstruktur

#### Landwirtschaft

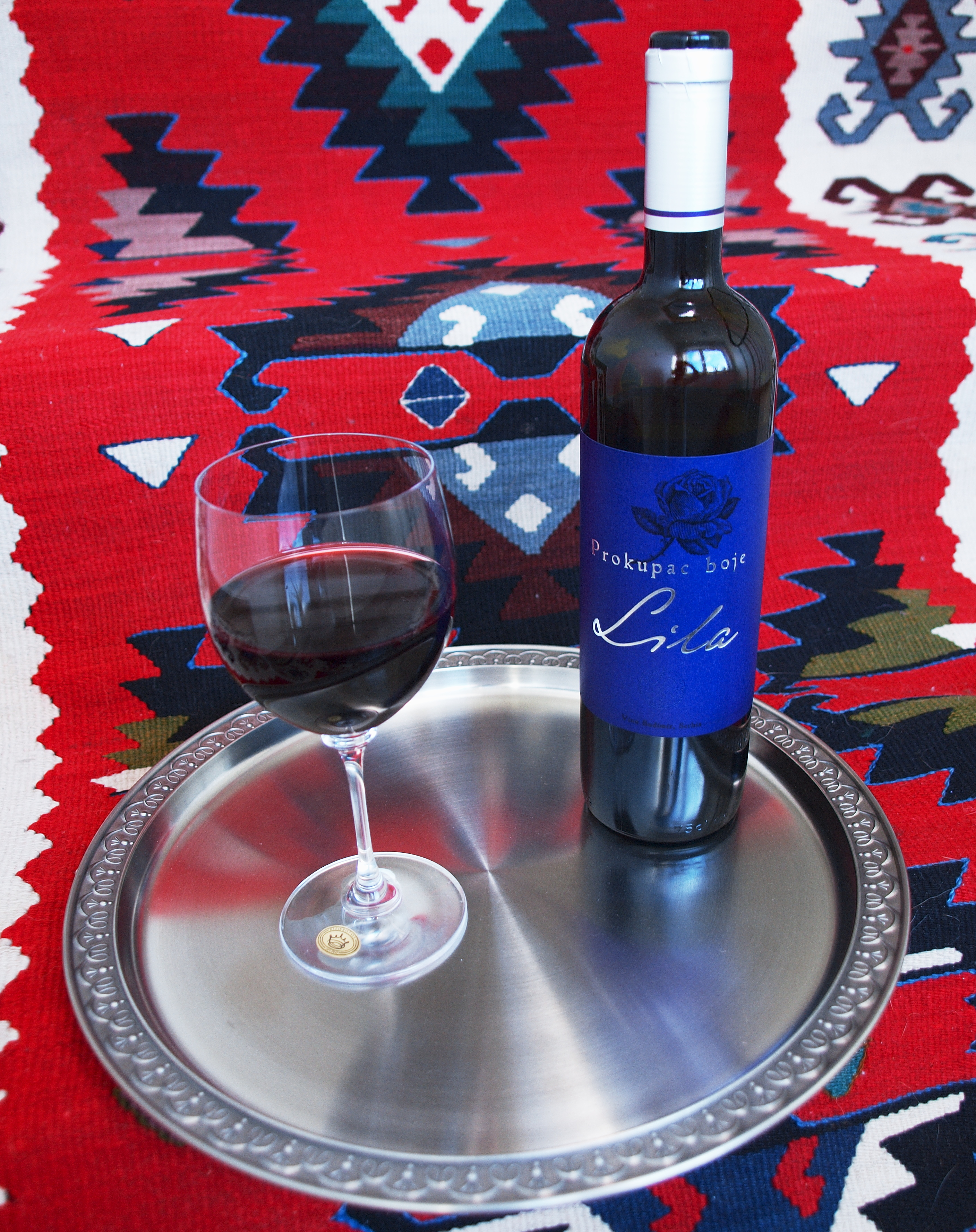
Aus Reben des Prokupac wird der meistverbreitete autochthone Rotwein Serbiens gekeltert.

Etwa 65 Prozent der gesamten Fläche Serbiens sind landwirtschaftlich nutzbar. Das für eine intensive landwirtschaftliche Nutzung vorteilhafte Flachrelief der pannonischen Tiefebene hat die Provinz Vojvodina auch zur Kornkammer des Landes gemacht. Unter den sich auf die Erntemenge positiv auswirkenden klimatischen und ökologischen Bedingungen sind insbesondere die fruchtbaren Böden, die in der Vojvodina häufig aus ertragreichen Optimalböden der Steppen-Schwarzerden bestehen, hervorzuheben. Industrielle Intensivkulturen auf Grossschlägen nehmen daher im Norden auch bedeutende Flächen ein. Hier sind Ölsaaten, Zuckerrüben, Mais, Kartoffeln und Weizen vorherrschende Feldfrüchte.
Die hügeligen bis bergigen Regionen Zentralserbiens sind dann oft von Obstplantagen geprägt. Serbien ist insbesondere ein auch im globalen Maßstab bedeutender Produzent von Pflaumen, Himbeeren und Äpfeln. Das Gebiet ist daneben schon seit Jahrhunderten Weinbauregion.
Unter den 68.000 ha Rebflächen sind die syrmische Fruška Gora, die Vršačke gore im Banat, die Timočka krajina in Ostserbien, der Toplički okrug um Kruševac und allgemein die Landschaften der Großen und Südlichen Morava (mit Zentren in Smederevo und Vranje) bedeutende Weinproduzenten, das älteste serbische Weingebiet in Metochien produzierte einstmals den Amselfelder als meistimportierten Rotwein der BRD. Regionale Sorten wie der dominierende Prokupac sowie Kadarka, Tamjanika, Smederevka, Vranac und Krstač werden für sortenreine autochthone Weine oder Verschnitte mit Riesling, Spätburgunder, Gamay, Merlot oder Cabernet Sauvignon gekeltert. Für die Tierhaltung sind Schweinemast, Rinderzucht und in den gebirgigen Regionen im Südwesten und Osten Schafhaltung typisch.

#### Industrie
Der industrielle Sektor des Landes befindet sich seit einigen Jahren in stetigem Wachstum. Die meisten Firmen in Serbien waren staatliche Unternehmen. Der Industriesektor in Serbien wird durch eine hohe Anzahl von kleinen und mittelständischen Unternehmen geprägt. Wichtigste Wirtschaftszweige sind die verarbeitende Industrie und die Bauindustrie.
Produziert werden schwerpunktmäßig Nahrungsmittel, Textilprodukte, Metallprodukte, Glas, Zement, Maschinen und vereinzelt auch Technologie- und Telekommunikationsprodukte.
Mit der Unterzeichnung des Abkommens im Januar 2008 in Moskau über den Bau der South Stream Gaspipeline, die etwa 400 Kilometer durch Serbien verlaufen soll, der Übernahme von 51 Prozent des Stammkapitals der serbischen Ölgesellschaft NIS (Нафтна Индустрија Србије/Naftna industrija Srbije) durch Gazprom Neft, dessen Mehrheitseigner der russische Energiekonzern Gazprom ist und der Inbetriebnahme eines Erdgasdepots mit mindestens 300 Millionen Kubikmetern Speichervermögen im ausgeschöpften Gasfeld Banatski Dvor etwa 60 Kilometer nordöstlich der Stadt Novi Sad entsteht in Serbien in nächster Zukunft einer der wichtigsten Transitknoten für Gas in Südosteuropa.

#### Dienstleistungen
Der Dienstleistungssektor dominiert seit 2001 die Wirtschaft in Serbien und macht weit über die Hälfte des Bruttoinlandsprodukts aus. Die Verlagerung vom Primär- und dem niedergehenden Sekundärsektor, der zumeist aus Staatsbetrieben bestand, zum Dienstleistungssektor begann mit einer Reihe grundlegender Reformen, die schon in der postsozialistischen Ära des Milošević-Regimes eingeleitet wurden. Seitdem „boomte“ die Wirtschaft in diesem Bereich.
Das größte Dienstleistungszentrum ist die Finanzmetropole und Hauptstadt Belgrad, wo die meisten Unternehmen aus dem tertiären Sektor ihren Sitz haben. Auch die anderen großen Städte Novi Sad und Niš sind wichtige Dienstleistungsstandorte. An zentraler Stelle stehen hierbei die Banken, die Versicherungsbranche, der Handel und der Verkehr.

#### Energie

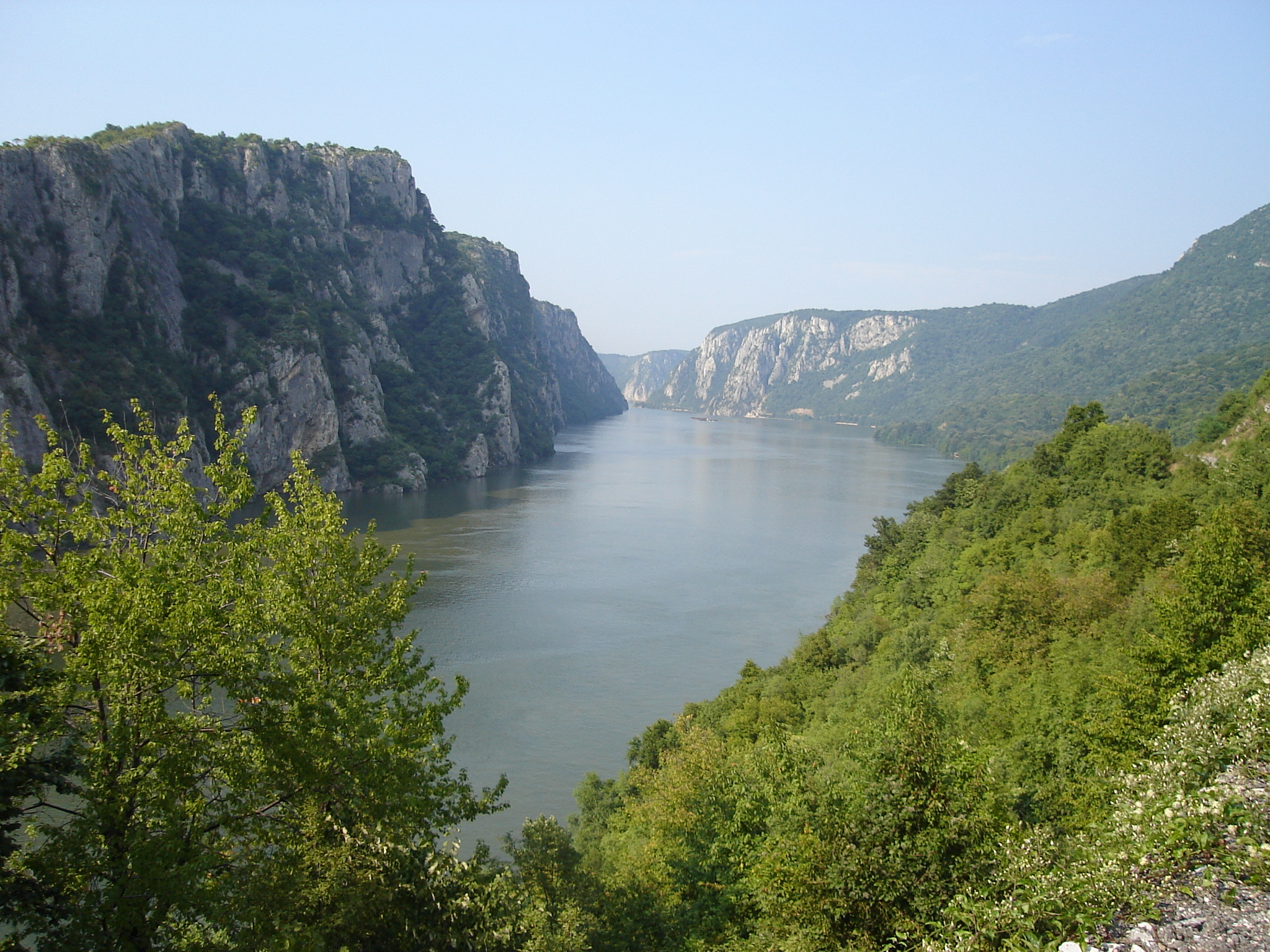
Serbiens größter See, der Đerdapsee, ist ein Stausee am Eisernen Tor

Primäre Energieträger sind Kohle und Wasserkraft, daneben auch Öl. Wichtigste Kraftwerke sind die Braunkohlekraftwerke in Kostolac sowie das Hydroenergiesystem der Donau mit den beiden Wasserkraftwerken Đerdap I + II. Daneben ist das wenig besiedelte Einzugsgebiet der Drina wasserwirtschaftlich bedeutend (Wasserkraftwerke bei Zvornik, Bajnina Bašta wie an Uvac und Lim).
Serbien importiert Erdgas aus Russland. Sein zehnjähriger Liefervertrag läuft am 31. Mai 2022 aus. Das Präsidialamt in Moskau teilte am 29. Mai 2022 mit, der russische Präsident Putin und sein serbischer Amtskollege Aleksandar Vučić hätten miteinander telefoniert; Russland werde Serbien weiter Erdgas liefern.

### Tourismus
Durch verstärkte Investitionen in touristische Bereiche, in die Infrastruktur und mehr Werbung stiegen die ausländischen Besucherzahlen 2007 auf 700.000. Die Einnahmen durch Tourismus betrugen 2008 rund 944 Millionen Dollar.
Die touristischen Hauptziele in Serbien sind die Großstädte Belgrad und Novi Sad, zahlreiche Kurorte, die Gebirge Kopaonik, Zlatibor und die Donau. Des Weiteren bietet Serbien zahlreiche Festungen und Klosteranlagen sowie eine Vielzahl von Seen und Schluchten, von denen das Eiserne Tor die größte ist. Viele dieser geographischen Besonderheiten sind als Nationalpark bzw. Naturschutzgebiet unter Schutz gestellt. Das Haus der Blumen, Titos Mausoleum im Museum der Geschichte Jugoslawiens, zieht insbesondere an Titos Todestag, dem 4. Mai, zahlreiche Besucher aus ganz Ex-Jugoslawien an.

### Hochtechnologie
Der IT-Sektor in Serbien boomt seit einigen Jahren: Der Export lag 2022 bei etwa 2,5 Mrd. Euro. Im Land sind etwa 55.000 Programmierer tätig. Besonders gut stellen sich hierbei der Gaming-Bereich und die Blockchainprogrammierung dar. Programmieren ist ab der fünften Klasse Schulfach. Als viertes Land weltweit wurde Künstliche Intelligenz in die Schulpläne aufgenommen, als erstes Land Südosteuropas hat Serbien eine staatliche Strategie zur Künstlichen Intelligenz festgelegt und es hat ein staatliches Institut für Künstliche Intelligenz gegründet. Weiterhin treibt der Staat Biotechnologie voran und investiert 250 Mio. Euro in den BIO4 Campus in Belgrad.

### Staatshaushalt
Der Staatshaushalt für 2011, verabschiedet am 29. Dezember 2010, umfasst Ausgaben von 844,9 Milliarden Dinar und geplante Einnahmen von 724,4 Mrd. Dinar. Daraus ergibt sich ein Haushaltsdefizit in Höhe von 4,1 Prozent des BIP.
Die Staatsverschuldung betrug 2011 13,79 Milliarden Euro oder 41,7 Prozent des BIP.
Die größten Ausgabeposten im Budget 2011:
- Sozialausgaben: 274,3 Mrd. Dinar – 21,8 %
- Pensionen: 230,9 Mrd. Dinar – 18,6 %
- Gehälter öffentlicher Dienst: 156,7 Mrd. Dinar – 12,4 %

## Infrastruktur

### Energiesektor
Energie wird in Serbien hauptsächlich durch Kohle- und Wasserkraftwerke erzeugt, wovon etwa ein Drittel der Jahresproduktion – etwa 10 bis 12 Milliarden Kilowattstunden – auf Wasserkraftwerke entfällt. 2009 wurde ein Überschuss von 2,6 Mrd. kWh erzeugt.
Nach dem Ende des Milošević-Regimes befand sich der serbische Energiesektor durch das UN-Embargo, Kriegsschäden und Liquiditätsengpässe des staatlichen Stromversorgers EPS in einem desolaten Zustand. Nur über ein internationales Nothilfeprogramm konnte die Stromversorgung so weit stabilisiert werden, dass seit 2002 keine planmäßigen Stromabschaltungen mehr auftreten. In den Jahren bis etwa 2017 waren weitere Investitionen in Höhe von 14 Mrd. Euro geplant, um die serbischen Erzeugungs- und Übertragungssysteme den westeuropäischen Standards näherzubringen.
Serbien verfügt nach Einschätzung von Fachleuten über ein bedeutendes Potenzial für die bessere Nutzung alternativer Energiequellen, welches auf mehr als 3,83 Millionen Tonnen Öläquivalent pro Jahr geschätzt wird. Laut der serbischen Wirtschaftskammer entfallen rund 2,68 Millionen Tonnen Öläquivalent auf Biomasse, weitere 640.000 Tonnen auf Solarenergie, 440.000 Tonnen auf kleine Wasserkraftwerke, 185.000 Tonnen auf Geothermal- und 160.000 Tonnen auf Windenergie. Das große Biomassepotenzial ergibt sich aus der 24.000 km² großen bewaldeten sowie der 45.000 km² großen landwirtschaftlich genutzten Fläche und soll nach Einschätzungen rund 20 Prozent des Energiebedarfs Serbiens befriedigen können. Die Nutzung der Biomasse in Serbien findet ihre häufigste Anwendung im Beheizen privater Haushalte in Form von Brikett- und Pelletnutzung.
Um Investitionen im Bereich erneuerbare Energiequellen attraktiver zu machen, hat die serbische Regierung Ende 2009 die Höhe der Einspeisevergütung für so erzeugten Strom festgelegt. Die Vergütungsordnung sieht garantierte Abnahmepreise für elektrische Energie vor, die von kleinen Wasserkraftwerken, von Wind- und Solarparks und ebenso von Anlagen, die Biomasse, Deponie- oder Kanalisationsgas für die Stromproduktion nutzen, erzeugt werden. Mit Hilfe dieser Regelung erhofft sich die serbische Regierung, die Stromerzeugung aus erneuerbaren Energiequellen bis 2012 um 7,4 Prozent gegenüber dem Stand von 2007 zu steigern.
1968 wurde in der Nähe der Kleinstadt Bajina Bašta das größte Wasserkraftwerk des Landes gebaut. Mit einer Leistung von 340 Megawatt erzeugt es bis heute einen großen Teil der in Serbien verbrauchten Elektrizität.
Mitte Februar 2011 haben in Belgrad der serbische Stromversorger Elektroprivreda Srbije (EPS) (Електропривреда Србије/Elektroprivreda Srbije) und das italienische Unternehmen Seci Energia einen Vorvertrag zur Errichtung einer Reihe von Wasserkraftwerken am Lauf der mittleren Drina unterschrieben. Die geplanten Wasserkraftwerke werden eine Leistung von 300 MW haben und die Baukosten werden auf rund 820 Millionen Euro geschätzt. Der Baubeginn ist für 2012 geplant. EPRS, der Stromkonzern der Republika Srpska, wird aufgrund eines im September 2010 von EPS und EPRS unterzeichneten Abkommens für den Bau von Wasserkraftwerken an der mittleren Drina an diesem Vorhaben beteiligt sein. Ein Teil des in Serbien erzeugten Stroms soll über Montenegro und dann per Unterseekabel nach Italien exportiert werden. Derzeit arbeiten EPS und Seci Energia an der Realisierung eines weiteren Projekts. das im Sommer 2010 vereinbart wurde. Dabei ist die Errichtung von zehn Wasserkraftwerken mit einer Leistung von insgesamt 103 MW und einer erwarteten jährlichen Stromproduktion von 420 Mio. kWh am Fluss Ibar geplant. Die Kosten werden auf rund 300 Mio. Euro beziffert. Das Projekt soll vom Gemeinschaftsunternehmen Ibarske hidroelekrane realisiert werden, an dem EPS 49 Prozent und Seci 51 Prozent der Anteile halten werden.
Zudem plant der serbische staatliche Stromerzeuger EPS mit den Stromerzeugern der betreffenden Nachbarländer beginnend im Jahr 2012 die Errichtung eines dritten Wasserkraftwerks an der Donau namens Đerdap III (Ђердап III) mit etwa 2,4 Gigawatt Leistung (rund 7,6 Mrd. kWh jährlich) und einem Investitionsvolumen von etwa drei Milliarden Euro. Das Projekt wurde schon 1973 als Möglichkeit in Erwägung gezogen.

### Feuerwehr
In der Feuerwehr in Serbien waren im Jahr 2019 landesweit 3169 Berufs- und 1245 freiwillige Feuerwehrleute organisiert, die in 186 Feuerwachen und Feuerwehrhäusern, in denen 886 Löschfahrzeuge und 40 Drehleitern bzw. Teleskopmasten bereitstehen, tätig sind. Der Frauenanteil beträgt zwei Prozent. Die Feuerwehren sind 20 Feuerwehrbezirken zugeordnet. Der nationale Feuerwehrverband Vatrogasni Savez Srbije (Ватрогасни савез Србије) repräsentiert die serbische Feuerwehr im Weltfeuerwehrverband CTIF.

### Verkehr
Serbien ist ein wichtiges Transitland im Verkehr von Ungarn bzw. Ostmitteleuropa nach Griechenland, Bulgarien, Nordmazedonien, Albanien und der Türkei.
Die serbische Regierung will in den kommenden zwei Jahrzehnten rund 22 Mrd. Euro in die Erneuerung und Erweiterung der Verkehrswege investieren. Der größte Teil soll in den Bau von Straßen und Autobahnen fließen, aber auch der Ausbau von Schienenwegen, Häfen und Flughäfen ist geplant.

#### Straßenverkehr
Das Straßennetz ist insgesamt 45.290 Kilometer lang. Serbien besitzt 633 mautpflichtige Autobahnkilometer. Das Straßennetz beinhaltet 2638 Brücken und 78 Tunnel, von denen jedoch nur sehr wenige beleuchtet sind. Die Infrastruktur wird sukzessive ausgebaut. Viele Autobahnen und Schnellstraßen befinden sich in Planung und Bau. In Zukunft sollen sieben Autobahnen Belgrad mit dem serbischen Kernland verbinden. Dabei sollen zwei neue Autobahnen entstehen, welche Belgrad mit Montenegro (Südwesten) und Rumänien (Nordosten) verbinden. Der Ausbau der 106 km langen Strecke von Horgoš bis Novi Sad zum Autoput A1 erfolgte von 2009 bis 2011. Die Modernisierung der bestehenden 68 km langen Strecke zwischen Novi Sad und Belgrad ist in Planung, der Autoput A2 von Belgrad bis Požega in einer Länge von 148 Kilometer (vgl. Autobahnen in Serbien) befindet sich seit 2010 in Bau.
In absehbarer Zukunft soll auch die Trasse ab Požega Richtung Montenegro fortgesetzt werden. Davon erhoffen sich vor allem der Tourismus und die Wirtschaft generell einen Aufschwung für ganz Südosteuropa und auch für den Adriahafen Bar. Ziel ist, die geplante neue Autobahn von Belgrad an die Südadria als Teil des transeuropäischen Verkehrskorridors 10 anerkannt zu bekommen.
Der heutige Abschnitt des Autoput A1 von Belgrad bis Preševo ist die wichtigste Autobahnstrecke in Serbien. Er verläuft von Belgrad in südöstlicher Richtung Leskovac. Im Jahr 2006 wurde zusammen mit der griechischen Regierung eine Vereinbarung getroffen, um den Bau der Autobahn bis zur mazedonischen Grenze abzuschließen. Die Kosten für die ungefähr 96 Kilometer lange Strecke sollen etwa 380 Millionen Euro betragen, wobei die griechische Regierung davon 100 Millionen Euro investiert. Der Baubeginn erfolgte im Sommer 2008. 2008 wurde ein Teilstück der Belgrader Ringautobahn fertiggestellt, welche jedoch nur eine Halbautobahn ist. Die Fertigstellung der gesamten Ringautobahn um Belgrad stand 2021 noch aus.
Weitere Investitionen werden am Autoput A4 ausgeführt, eine wichtige Strecke vor allem für den Transport aus Mitteleuropa in Richtung Türkei und den Nahen Osten. Zudem wurde 2010 eine Vignettenpflicht auf serbischen Autobahnen eingeführt.

#### Schienenverkehr

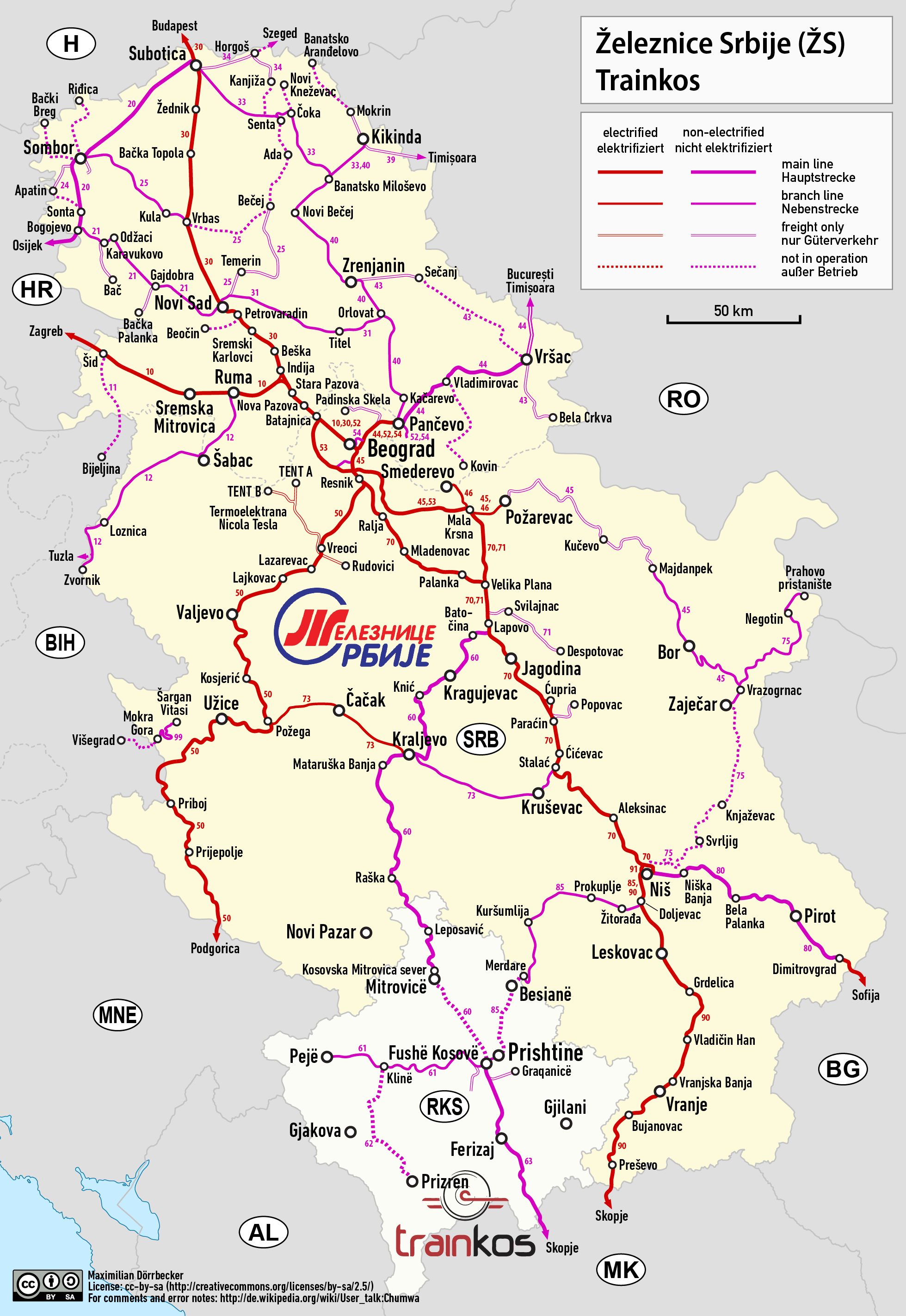
Streckennetz der serbischen Eisenbahnen

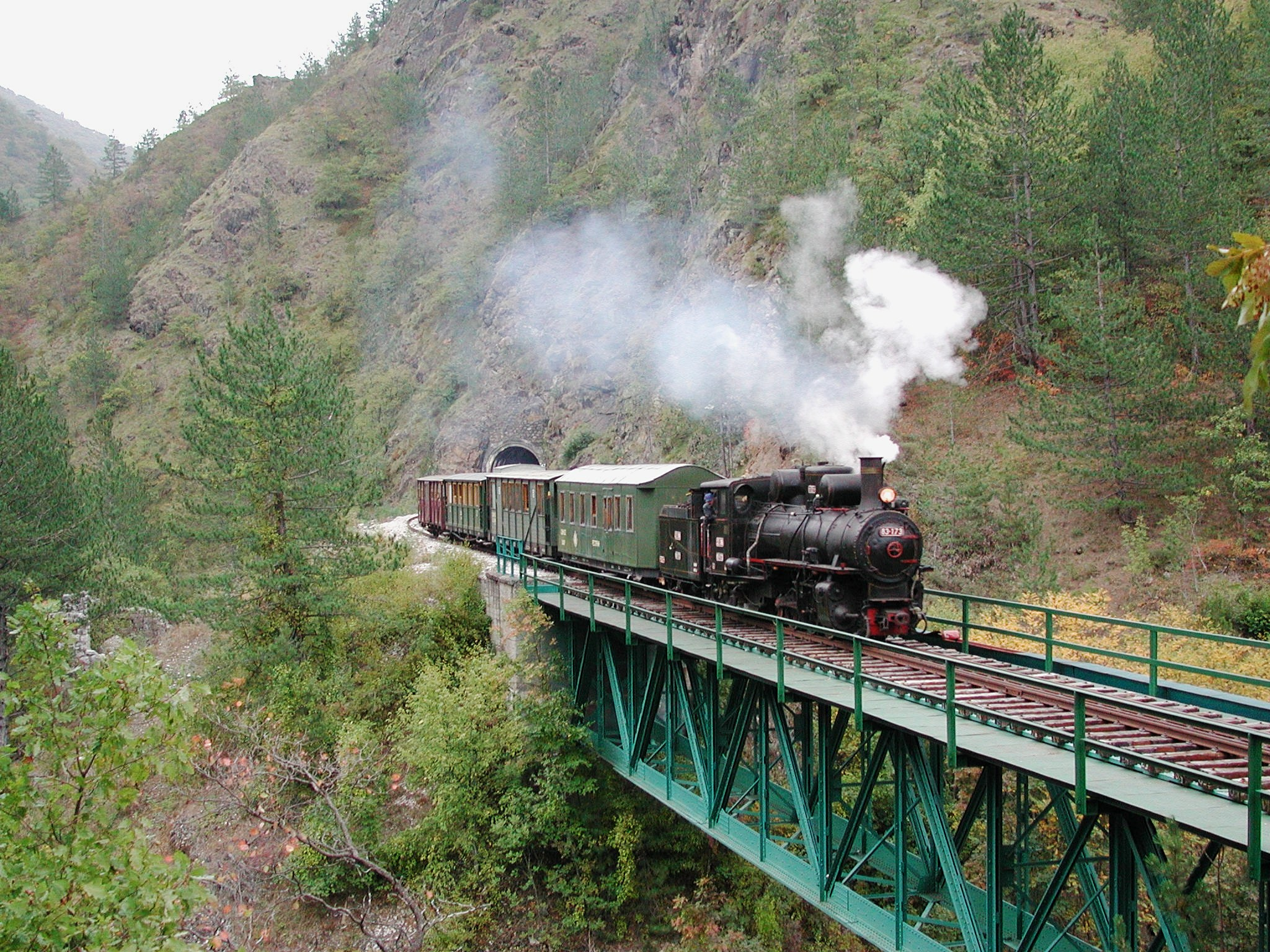
Museumsbahn in Bosnischer Spurweite auf der Šarganska osmica

Serbien besitzt 3809 Kilometer Eisenbahnstrecken. 1364 Kilometer davon sind elektrifiziert. Ein Großteil des Eisenbahnnetzes genügt jedoch nicht mehr dem technischen Eisenbahnstandard entwickelter Industrieländer. Für die erste, als moderne Schnellfahrstrecke zu errichtende Relation wurden die Verträge für die Strecke Belgrad-Budapest am 25. November 2015 in Suzhou auf dem vierten China-CEE-Gipfel von den Premierministern Chinas, Ungarns und Serbiens unterzeichnet. Bei geplanter zweijähriger Realisation ist der Baubeginn Ende 2015 angesetzt worden. Dem strategischen Projekt steht bei Finanzierung, Bau und im technischen Betrieb als Träger die Regierung Chinas vor. Mittelfristig wird die für die Exportwirtschaft Chinas interessante Relation vom Hafen Piräus, der als Eisenbahn-Hub für Warentransporte über die Balkanrelation einen zentralen schienenverkehrsgebundenen Güterumschlagshafen zwischen China und Europa bilden soll, die gesamte serbische Hauptstrecke Richtung Makedonien und weiter zu den griechischen Häfen ausgebaut werden.
Wichtigste Fernverkehrsbahnhöfe im paneuropäischen Eisenbahnkorridor X sind Belgrad (Hauptbahnhof, Prokop sowie Novi Beograd), Novi Sad, Niš und Subotica. Die gesamte Verbindung Budapest-Belgrad wird seit 2017 zur Schnellfahrstrecke ausgebaut. Neben den Inlandslinien betreiben die Eisenbahnen Serbiens Verbindungen nach Montenegro, die Türkei und in mehrere EU-Länder, u. a. nach Bulgarien sowie Ungarn und Österreich.
Aufgrund der heterogenen historischen Herkunft seiner Eisenbahnstrecken, die erst allmählich zu einem zusammenhängenden Netz gewachsen sind, war das serbisch-bosnische Eisenbahnsystem mit 760 mm Spurweite ehemals das größte Schmalspureisenbahnnetz Europas. Der landschaftlich reizvollste Teil dieses anfangs als Provisorium gedachten bosnisch-altserbischen Schmalspurnetzes war die 400 km lange Trasse Belgrad–Sarajevo, die bis 1974 in Verbindung mit der ehemaligen Bosnischen Ostbahn im Teilstück der Šarganska osmica eine in Europa einmalige doppelte Bahnschleife besaß und als eine der spektakulärsten je gebauten Linienführungen gilt. Der als Museumsbahn wiederhergestellte Abschnitt zwischen Višegrad und Kremna ist eine der wenigen noch existenten internationalen Schmalspurstrecken in Europa.

#### Flugverkehr
Für den Flugverkehr spielt der internationale Flughafen „Nikola Tesla“ am westlichen Stadtrand von Belgrad die wichtigste Rolle. Daneben gibt es noch den internationalen Flughafen „Konstantin Veliki“ in Niš. Ein weiterer ziviler Flughafen entsteht seit Sommer 2006 durch den Umbau eines ehemaligen Militärflugplatzes bei Užice. Air Serbia ist die staatliche Fluggesellschaft. Der 2006 unternommene Versuch, mit der Centavia eine Billigfluggesellschaft im Land zu etablieren, scheiterte nach wenigen Monaten.

#### Binnenschifffahrt
An der Donau, Save und Theiß gibt es viele Flusshäfen, die auch neuerdings eine touristische Route bedienen. Über die Donau gibt es eine Wasserverbindung zum Schwarzen Meer.

#### ÖPNV
Seit 2025 ist der öffentliche Nahverkehr sowohl in Belgrad als auch in Niš kostenlos für alle Nutzer.

## Gesellschaft

### Medien
In Serbien gibt es 18 Tageszeitungen, darunter Politika, Blic und Večernje novosti. Unter den wöchentlich erscheinenden politischen Magazinen sind NIN und Vreme die bedeutendsten. Die tägliche Zeitungsauflage liegt bei 106 Zeitungen pro 1000 Einwohner. Des Weiteren gibt es den staatlichen Fernsehsender RTS mit zwei Kanälen, der sich im Übergang in ein öffentlich-rechtliches System befindet, sowie mehrere private Fernsehkanäle, von denen RTV Pink die höchste Einschaltquote im Land erreicht. Neben drei staatlichen gibt es eine Vielzahl privater Hörfunksender. Hier wurde in den 1990er Jahren insbesondere der Sender B92 international bekannt, als dieser aktiv die serbische Opposition gegen die Milošević-Regierung unterstützte.
Das Internationale Radio Serbien sendet ein Programm in zwölf Sprachen, darunter auch in Deutsch, und kann auf Kurzwelle, via Satellit und im Internet als Podcast gehört werden.
Bis Anfang 2011 sendete die britische BBC ein serbischsprachiges Programm. Dieses wurde im Februar 2011 jedoch eingestellt.
Bei der Rangliste der Pressefreiheit 2022, welche von Reporter ohne Grenzen herausgegeben wird, belegte Serbien Platz 79 von 180 Ländern. Die Nichtregierungsorganisation sieht die starke Konzentration des Medienmarktes und die Kontrolle, die der Staatsapparat unter Präsident Aleksandar Vučić als größter Geldgeber und Werbekunde ausübt, als problematisch. Die Medien in Serbien sind bis auf wenige verbliebene Ausnahmen ganz auf Vučić ausgerichtet. Als einer der wenigen verbliebenen unabhängigen Zeitungen sind das liberale Belgrader Blatt „Danas“ und die Wochenzeitung „Vreme“ zu nennen. Im Fernsehen sind das serbische Programm der „Deutschen Welle“ und „N1“ die wenigen Medien, die auch kritisch berichten und zudem Vučićs Gegner zu Wort kommen lassen. Die sieben größten Tageszeitungen Serbiens erschienen zum Abschluss der Wahlkampagne Vučićs mit identischer Titelseite – den Initialen „A“ und „V“ sowie dem Wahlkampfslogan: „Schneller. Stärker. Besser. Serbien. Wählt Vucic!“ Insbesondere die unter Vučić stehenden Medien verbreiten Propaganda im Sinne der Russischen Föderation. So wird in vielen serbischen Medien massiv Stimmung gegen die Europäische Union und pro Russland gemacht. Zudem würden Journalisten unzureichend vor Anschlägen und Bedrohungen geschützt.
Mitte der 2010er Jahre begann die Russische Föderation mit dem Auslandssender Sputnik Srbija (Sputnik zugehörig) sein politisches Narrativ in Serbien zu verbreiten. Seit November 2022 sendet Russland in Serbien mit seinem Auslandssender RT Balkan in serbischer Sprache.

### Feiertage
| Datum                   | Bezeichnung        | Serbischer Name             | Anmerkung                                                           |
| ----------------------- | ------------------ | --------------------------- | ------------------------------------------------------------------- |
| 1. Januar & 2. Januar   | Neujahr            | (Kalendarska) Nova Godina   | Neujahr nach dem Gregorianischen Kalender                           |
| 7. Januar               | Weihnachten        | Božić                       | Orthodoxes Weihnachten; 25. Dezember nach dem Julianischen Kalender |
| 13. Januar & 14. Januar | Serbisches Neujahr | Srpska Nova Godina          | Neujahr nach dem Julianischen Kalender                              |
| 15. Februar             | Nationalfeiertag   | Dan državnosti Srbije       | 1835: erste Verfassung Serbiens                                     |
| Beweglicher Feiertag    | Ostern             | Uskrs (kirchlich: Vaskrs)   | Ostern nach dem Julianischen Kalender                               |
| 1. Mai                  | Tag der Arbeit     | Praznik rada                |                                                                     |
| 9. Mai                  | Tag des Sieges     | Dan pobede                  | Ende des Zweiten Weltkrieges 1945                                   |
| 28. Juni                | Vidovdan           | Dan Srba palih za Otadžbinu | Tag der für das Vaterland gefallenen Serben                         |

### Sport

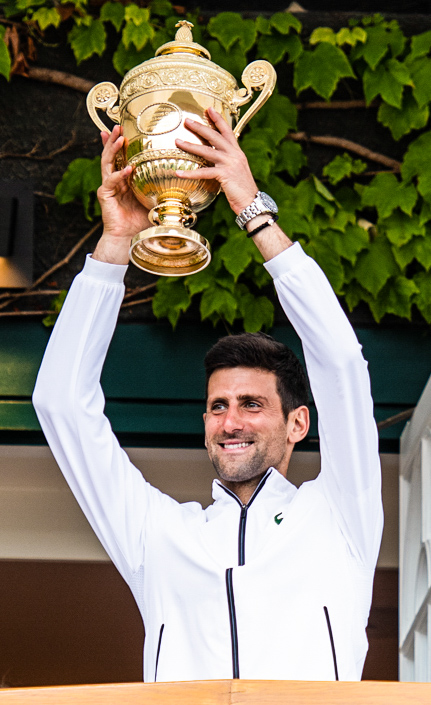
Novak Đoković

Die beliebtesten Sportarten in Serbien sind Basketball, Fußball, Handball, Wasserball, Volleyball und Tennis. Einige serbische Basketballspieler spielen in der amerikanischen Basketballliga (NBA). Im Tennis gewann Serbien 2010 den Davis Cup.
Nach dem Zerfall der Sozialistischen Föderativen Republik Jugoslawien gründeten die beiden Teilrepubliken Serbien und Montenegro 1992 die Bundesrepublik Jugoslawien („Restjugoslawien“), welche die Basketballerfolgsserie des alten Jugoslawiens fortführte und zweimal Weltmeister (1998 und 2002) sowie dreimal Europameister (1995, 1997 und 2001) wurde.
Serbien war zusammen mit Montenegro Gastgeber der Basketball-Europameisterschaft 2005.
Auch im Volleyball verzeichneten Serbien und Montenegro bisher große Erfolge. 2000 holte die Nationalmannschaft bei den Olympischen Spielen in Sydney die Goldmedaille. 1998 wurde Serbien-Montenegro Vizeweltmeister. Bei Europameisterschaften wurde das Team bisher dreimal Dritter (1995, 1999 und 2005) einmal Zweiter (1997) und zweimal Erster (2001 und 2011).
Serbien und Montenegro war zusammen mit Italien Gastgeber der Volleyball-Europameisterschaft 2005.
Die Wasserballnationalmannschaft gewann die Weltmeisterschaften 2005 und 2009, 2001 wurde sie Zweiter, 1998 und 2003 Dritter. 1991, 2001, 2003 und 2006 wurde Serbien Europameister und 1997 Vizeeuropameister.
Bei den Olympischen Spielen holte das Team dreimal Gold, viermal Silber und dreimal Bronze (zuletzt Bronze 2008 in Peking).
Die Wasserball-Europameisterschaft 2006 wurde in Belgrad ausgetragen.
Der erfolgreichste serbische Tennisspieler ist Novak Đoković. Nach seinem Sieg bei den Wimbledon Championships 2011 stand er von Juli 2011 bis Juli 2012 auf Rang eins der Tennisweltrangliste. 2010 konnte die Tennisnationalmannschaft der Herren den Davis Cup erringen.
Ana Ivanović und Jelena Janković, die im Jahr 2008 jeweils für einige Wochen an der Spitze der Tennisweltrangliste standen, waren auch sehr erfolgreich.
Ein Halbfinale und das Endspiel der Fußball-Europameisterschaft 1976 wurden in der Hauptstadt Belgrad ausgetragen. Das Finale ging als die Nacht von Belgrad in die Geschichte ein.
Der größte Erfolg des serbischen Fußballs war der Sieg der U-20-Fußball-Weltmeisterschaft 2015 in Neuseeland, wo sie 2:1 n. V. gegen Brasilien gewonnen haben. Die Nationalmannschaft konnte sich für die Fußball-Weltmeisterschaften 1998 (noch als jugoslawische Fußballnationalmannschaft), 2006 (noch als serbisch-montenegrinische Fußballnationalmannschaft) und 2010 sowie für die Fußball-Europameisterschaft 2000 qualifizieren.
Die serbische U-21-Nationalmannschaft erreichte 2007 das Finale der Europameisterschaft. Die serbische U-19-Nationalmannschaft holte 2013 den Titel des Europameisters. Im Juni 2015 gewann die männliche U-20-Fußballnationalmannschaft den Weltmeistertitel bei der Weltmeisterschaft in Neuseeland. Dies gilt als größter Erfolg im serbischen Fußball, innerhalb des 21. Jahrhunderts und als einer der größten Erfolge überhaupt in dieser Sportart.
Special Olympics Serbien wurde 2002 gegründet und nahm mehrmals an Special Olympics Weltspielen teil.

## Kultur

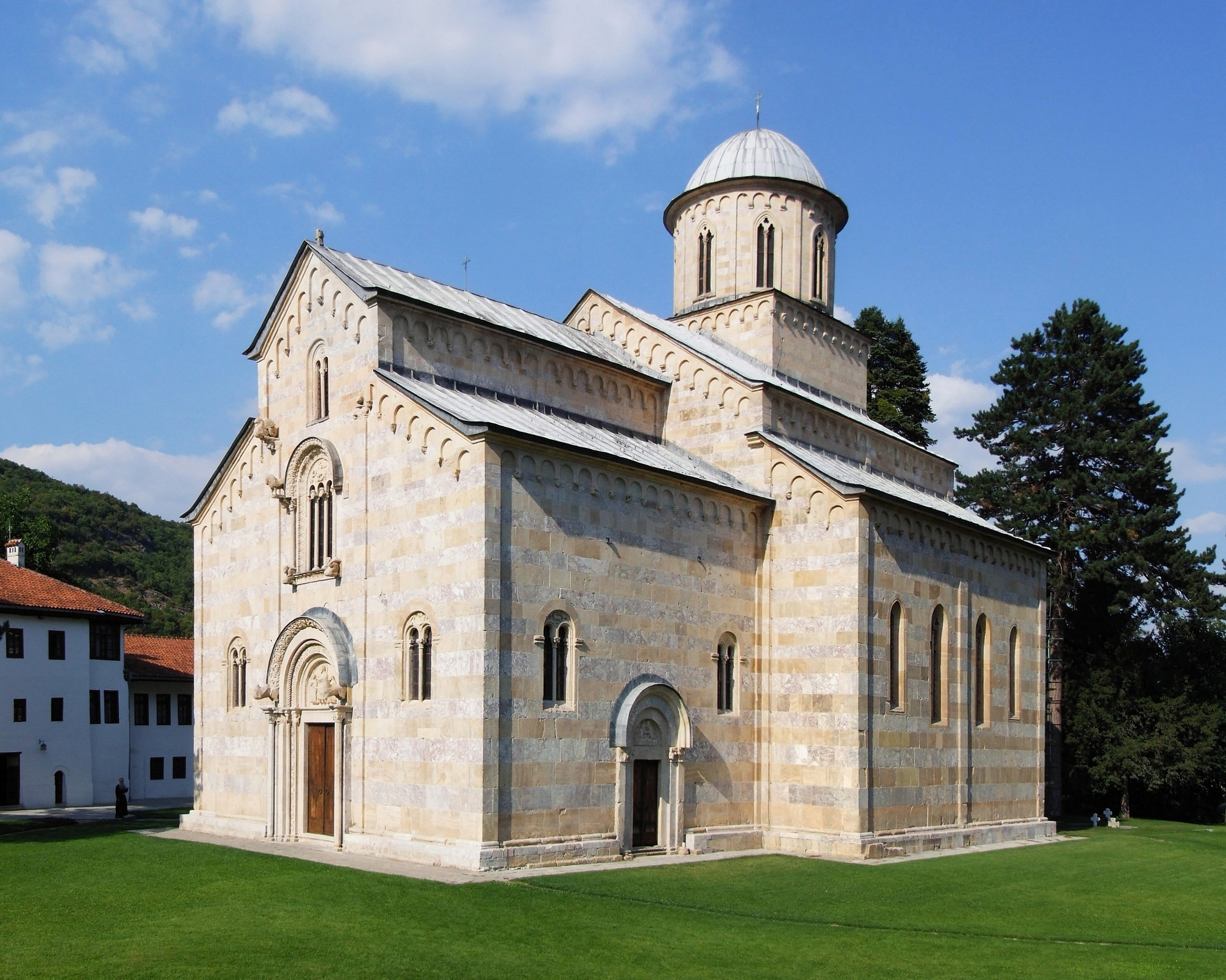
Die Architektur des Katholikons im Kloster Visoki Dečani zeigt die Verschmelzung gotisch-romanischer wie byzantinischer Stilelemente in der Architektur. (um 1335)

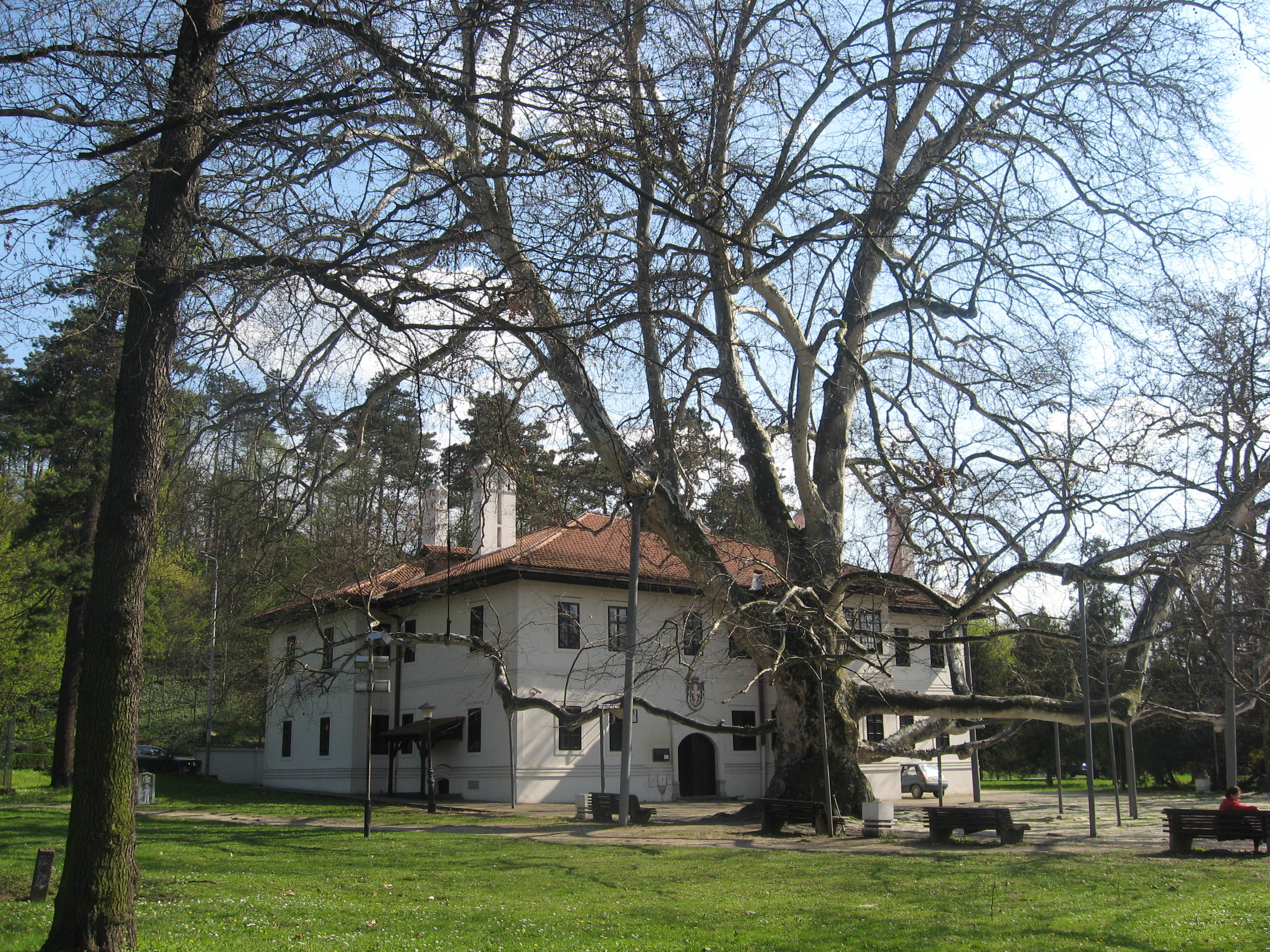
Osmanischer Konak des Fürsten Miloš in Topčider, erste Hälfte des 19. Jahrhunderts

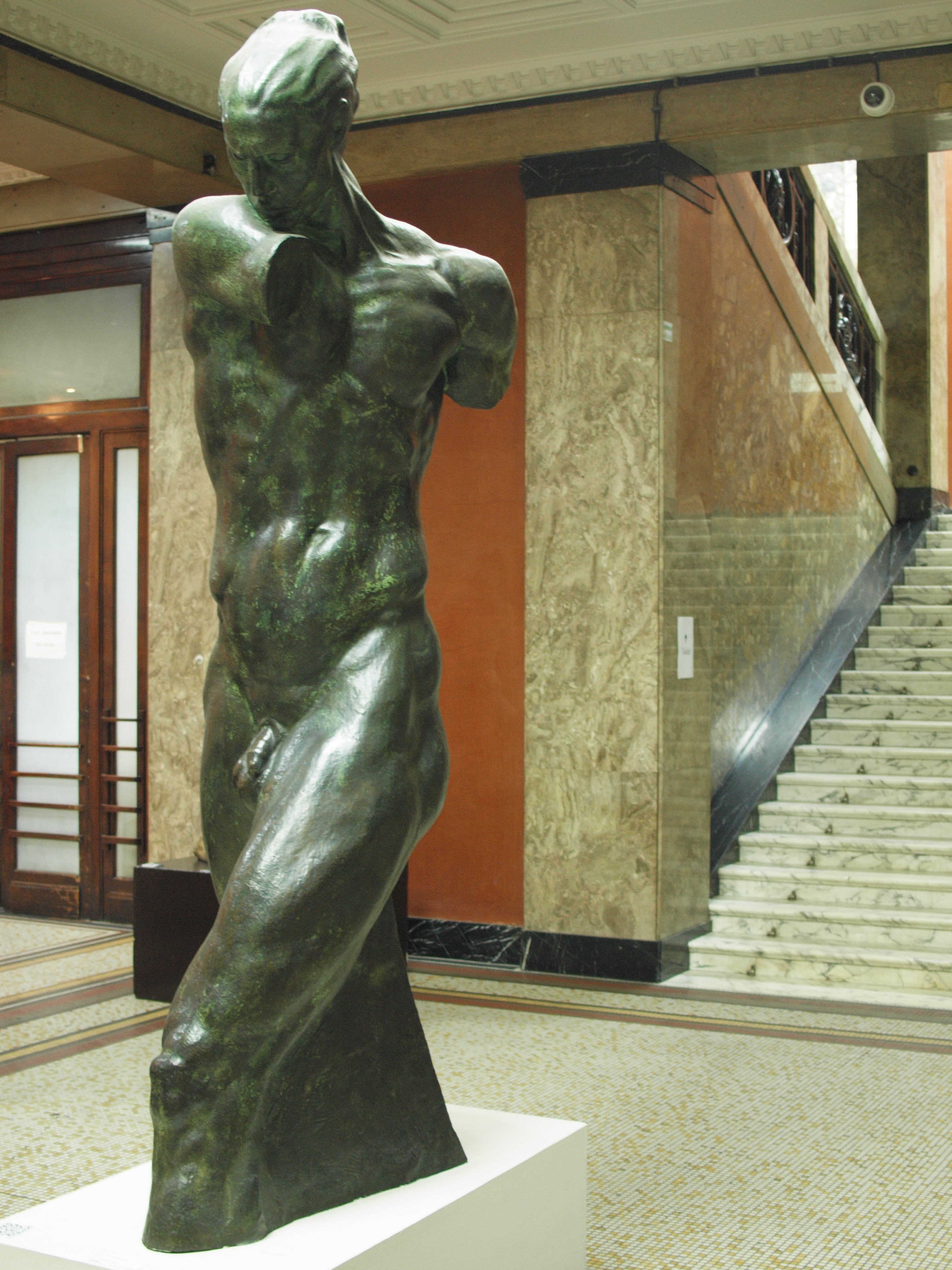
Die monumentale Bronze Miloš Obilićs eines der mythischen Helden vom Amselfeld, vom kroatischen Bildhauer Ivan Meštrović geschaffen, zeigt die Auseinandersetzung der serbischen Kunst mit der historischen Vergangenheit. Nationalmuseum Belgrad, 1908.

Bereits in der Frühzeit war das Gebiet des heutigen Serbien besiedelt. Hierbei spielte insbesondere die Vinča-Kultur, die eines der ältesten bekannten Schriftsysteme hervorbrachte, eine wichtige Rolle. Am archäologischen Fundort Lepenski Vir an der Donau wird die bislang älteste bekannte sesshafte Population von Ackerbauern und Viehzüchtern in Europa vermutet.
In der Vergangenheit war Serbien häufig Grenzland wichtiger Imperien. So verlief einst die Grenze zwischen Westrom und Ostrom an der Drina entlang durch serbische Gebiete. An Save, Donau und entlang der Via militaris lagen mehrere bedeutende römische Legionslager (Singidunum), Großstädte (Sirmium, Viminatium) und Kaiserresidenzen (Sirmium, Naissus, Mediana, Felix Romuliana) der Spätantike. In byzantinischer Zeit gründete Justinian I. hier eine Bischofsstadt (Justiniana Prima), die letzte bedeutende antike Stadtgründung und zugleich erste rein christliche urbane Stiftung der Balkanhalbinsel. An der Donau verlief seit der zweiten Wiener Türkenbelagerung ebenfalls die Grenze zwischen dem Osmanischen Reich und Österreich-Ungarn. Dies hat seine Spuren hinterlassen. Der Norden Serbiens ist mitteleuropäischer als der Süden des Landes geprägt.
Den größten Einfluss auf die serbische Kultur hatte das Byzantinische Reich über die Vermittlung des Christentums, die Einführung des byzantinischen Ritus und der kyrillischen Schrift sowie über die Prägung von Hofzeremoniell, Literatur, Malerei und Architektur. Daher bekennen sich die Serben bis heute zum größten Teil zur orthodoxen Kirche. Einen besonderen Stellenwert in der serbischen Kultur haben auch die vielen Klöster, von denen ein großer Teil bereits als Stiftungen der Herrscherdynastien im Mittelalter erbaut wurde. In den von den Königen in entlegenen Tälern jeweils eigens errichteten Grabklöstern, in denen ihre Memorialkulte kontinuierlich – auch über die Türkenzeit hinweg – gepflegt wurden, bewahrten sich zudem die mittelalterlichen Chroniken (letopisi) sowie insbesondere die für die Staatsideologie der serbischen Herrscher und des serbischen Mönchstums eigens geschaffene serbische Sonderform der Heiligengeschichten und Lebensbeschreibungen (žitije) der Könige in den Klosterbibliotheken, die das historische Wissen und Weltbild des serbischen Mittelalters bewahrt haben und damit auch dessen Hauptquellen sind.
Dabei sind die Klosterkirchen oftmals aus einer Synthese sowohl romanischer als auch byzantinischer Architekturstile errichtet worden und wie in den großen Klostergründungen (Studenica, Hilandar, Erzengelkloster, Ravanica, Resava) auch Abbilder einer ideellen spirituellen Stadtarchitektur, die als irdisches Jerusalem gedacht wurden und als Wehrklöster auch über große Turmreiche Mauern verfügten. Berühmt sind die zahlreichen Fresken serbischer Klöster, von denen beispielsweise der antikisierende „Weiße Engel“ im Kloster Mileševa sowie die großformatigen, mit ausgesprochen nuancierter Farbgebung ausgeführten Fresken in Sopoćani zu den bedeutendsten Malereien des Hochmittelalters gehören. Ein halbes Jahrhundert vor ähnlich bedeutenden Werken im italienischen Trecento entstanden, weisen sie durch ihren humanistischen Geist und Realismus weit in die Renaissance vorweg (Palaiologische Renaissance). Der byzantinischen Kunst kommt damit insgesamt auch die zentrale Position im originären Kunstschaffen Serbiens zu. Serbien selbst hatte sich allgemein auch zu einem der großen Zentren byzantinischer Kunst entwickelt. In vielfachen Bezügen hat sich diese Tradition hier bis in die Moderne erhalten, was besonders prominent für die Errichtung sakraler Bauwerke wie beispielhaft im Tempel des Heiligen Sava gilt.
Die osmanische Eroberung Serbiens zwischen 1371 und 1459 bildete die zentrale Zäsur im Kulturschaffen des Landes. Das Zentrum der serbischen Kultur verlagerte sich sukzessive in den Süden des Königreichs Ungarn nach Syrmien an die Hänge der Fruška Gora. Als Nachblüte der großen mittelalterlichen serbischen Architektur entstanden die Klöster der Fruška Gora seit dem 15. Jahrhundert und waren neben dem Athos-Kloster Hilandar wichtigste Bewahrer serbischer Tradition und Kultur. In den altserbischen Ländern dominierte dagegen über die folgenden Jahrhunderte durch die veränderten politischen, kulturellen und ethnischen Verhältnisse das Kunstschaffen der islamischen Welt. Die islamische Kunst, die sich auf dem Gebiet Serbiens verbreitete, war insbesondere durch die klassische osmanische Kultur und Kunst vertreten. Moscheen, Hamams, Türben, Konaks und insbesondere osmanische Bogenbrücken sind beredtes Zeugnis des jahrhundertelangen Erbes osmanischer Kultur. Das reiche osmanische Handwerk hatte sich insbesondere im Stil der Innendekoration, Gartengestaltung, Kleidung und allgemein der Angewandten Kunst niedergeschlagen. Piroter Kelime standen im 19. Jahrhundert in besonderer Blüte und genossen sogar in den Zentren des Osmanischen Reiches einen exzeptionellen Status.
Mit den serbischen Epischen Gesängen bildete sich seit dem 15. Jahrhundert eine eigenständige serbische Volksdichtung, die, oral tradiert und durch die Gusle begleitet, Erinnerung an die Amselfeldschlacht sowie die Haiduken wachhielt.
Die Serbischen Aufstände zu Beginn des 19. Jahrhunderts brachten Serbien schrittweise seine Eigenständigkeit zurück. Damit fasste die europäische Moderne sukzessive über Wien (Dositej Obradović, Vuk Karadžić) in Serbien Fuß.

### Literatur

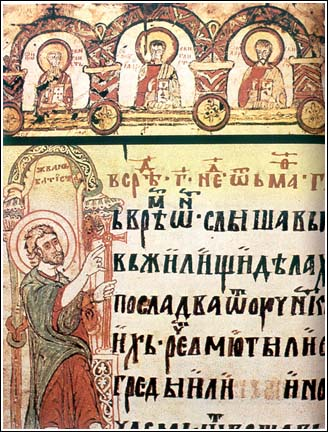
Miroslav-Evangelium, zweite Hälfte des 12. Jahrhunderts, Serbisches Nationalmuseum in Belgrad

#### Mittelalter

##### Religiöse Literatur
Die Anfänge der serbischen Literatur hängen aufs Engste mit der byzantinischen theologischen Literatur und der byzantinischen Zivilisation zusammen. Dabei bildete die Neuplatonische Schule die bestimmende Dominante für das philosophische Grundgerüst der christlichen Orthodoxie. Die Bildung wurde durch die Vermittlung religiöser Inhalte geprägt, in der Heiligenlegenden, Geschichte, Mythologie sowie Grammatik und Philosophie Bestandteile stellten. Klöster fungierten als Zentren des Literaturschaffens, insbesondere Visoki Dečani, Manasija sowie Hilandar. Aus der unter den serbischen Klöstern führenden Stellung Hilandars diente dieses auch als Zentrum der monastischen Ausbildung des serbischen Klerus und war gleichzeitig die Ausbildungsstätte aller großen serbischen mittelalterlichen Literaten, unter anderen Domentijan, Teodosije Hilandarac und Danilo II.
Ältestes in kyrillischer Schrift und auf kirchenslawisch verfasstes Buch ist die nationale Reliquie Serbiens, das Miroslav-Evangelium von 1180. Es wurde 2005 in die UNESCO-Liste des Gedächtnisses der Menschheit aufgenommen. Die serbisch-orthodoxen Evangelien des Spätmittelalters wurden wie im serbischen Psalter und Radoslav-Evangelium insbesondere zur Zeit der Morava-Schule mit humanistischen Miniaturen ausgeschmückt.

##### Altserbische Herrscherbiographien

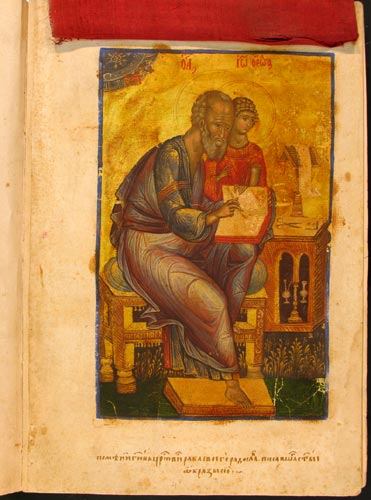
Radoslav-Evangelium mit der Miniatur des Evangelisten Johannes, erste Hälfte des 15. Jahrhunderts. Russische Nationalbibliothek St. Petersburg.

Der Ursprung der Altserbischen Herrscherbiographien und der eigentliche Beginn der Serbischen Literatur ist die vom Heiligen Sava von Serbien zwischen 1208 und 1217 im Kloster Studenica verfasste, kurz gehaltene, stichpunktartige Erzählung zum Leben seines Vaters Stefan Nemanja, in der insbesondere das monastische Leben Nemanjas erzählt wird:

„So zog er denn aus seinem Vaterlande in diese heiligen Gefilde, genannt heiliger Berg, und fand hier ein ehemaliges Kloster, genannt Mileje, (geweiht) der Darstellung der heiligen und ruhmreichen Muttergottes, ganz und gar von gottlosen Kriegern zerstört.“

Den literarischen Höhepunkt der Viten des 13. Jh. wurde vom letzten Schüler Savas, dem Hilandarmönch Domentijan (Hilandarac) in der Žitije Svetog Save (Vita des Heiligen Sava, 1243) und der Žitije svetog Simeona (Vita des Heiligen Simeon) erreicht. Im Unterschied zu Savas kurzer Vita Simeons, sind Dometijans Werke umfangreiche hagiographische Darstellung mit einer Vielzahl biographischer Details und chronologischer Daten, die dokumentarisch historische Ereignisse beschreiben. Durch die Tiefe seiner theologischen Gedanken, ethischen Reflexionen und Apotheosen zum spirituellen Leben, tragen die Werke die kirchlichen und politischen Ideologien des Mittelalters. Herkunft und Geburt Domentijans wurden nicht überliefert, er erlangte aber durch die wahrscheinliche Begleitung Savas auf seiner zweiten Palästinafahrt bald große Kenntnisse der Theologie und Staatsideologie.
Diese Herrscherbiographien Savas und Domentijans wurden in der mittelalterlichen Literatur Serbiens als ideales Maß der Herrschaftsordnung genommen und fanden in den Herrscherbiographien des 14. Jh. durch Danilo II., Danilo III. und Grigorij Camblak eine konsequente Weiterentwicklung. Alle diese Viten bezeugen das Selbstverständnis der serbischen Königsherrschaft und beweisen die Kontinuität dieser Selbstinterpretation in einem unauflösbar engen Miteinander von weltlicher und geistlicher Gewalt.
Die serbische Lyrik trat erstmals durch Jefimija in Erscheinung. Als Literat betätigte sich selbst der Despot Stefan Lazarević, eine der eminenten Erscheinungen unter den slawischen Orthodoxen im 15. Jahrhundert, von dem u. a. der Text der Marmorsäule auf dem Amselfeld stammte.
Am Hofe Stefan Lazarevićs entstand auch das bei weitem bedeutendste Werk seines Genres in der mittelalterlichen slawischen Literatur Südosteuropas, die Vita des Despoten Stefan Lazarević (Житија деспота Стефана Лазаревића) des bulgarischen Emigranten und Neuplatonikers Konstantin Kostenezki, die in fast moderner Form die Biographie des Despoten schildert, und gleichzeitig zu den wichtigsten historischen Quellwerken des slawischen Südens zählt. Damit erfolgte auch eine gewisse Wende von der monastischen zur höfischen Geschichtsschreibung, in der auch eine Bezugnahme von Autoren der klassischen Antike eine Neuerung bildete. In der Vita des Despoten Stefan Lazarević wird insbesondere auch ausführlich über die Schlacht auf dem Amselfeld, wie auch erstmals die im späteren Volkslied heroische Figur des „serbischen Herkules“ Marko Kraljević berichtet, aber auch die Ereignisse im osmanischen Reich, die Verheiratung Olivera Despinas in den Sultans-Harem nach Bursa, und das Auftauchen des Welteneroberers Tamerlan, wie die Teilnahme Stefan Lazarevićs in der Schlacht von Angora unter Sultan Bayezid I. gegen die Mongolen ausführlich behandelt. Auf Konstantin Kostenezki, als herausragenden Historiographen und Schriftreformer der drei aktiven serbischen Schreibschulen (Belgrad, Manasija und Hilandar) in der ersten Hälfte des 15. Jahrhunderts ging eine Redigierung der kirchenslawischen Schrift serbischer Redaktion im Zentrum der serbischen Schreibschule im Kloster Manasija (Resava) (Resava Schreibschule, rezavski pravopis dt. Resava Rechtschreibung), die auf den grammatischen Regeln des byzantinischen Philologen Manuel Moschopulos basierte, sowie u. a. die Übersetzung von Werken des Universalgelehrten Michael Psellos ins Serbische, zurück. Daneben wirkte auch Grigorij Camblak im serbischen Despotat, der im Kloster Visoki Dečani die Vita des Stefan Dečanski verfasste sowie über seinen Lebensweg von Bulgarien, der Wallachai, Serbien und Russland, wo er Metropolit von Kiew wurde, und seiner Teilnahme am Konzil von Konstanz, sowohl im Byzantinischen „Commonwealth“, als auch im deutschen Sprachraum, als herausragende Persönlichkeit der Orthodoxie wie der Palaiologischen Renaissance wahrgenommen wird.
In der Tradierung klassischer Werke stellte die Weitervermittlung der, für die damalige Epoche revolutionären Erkenntnisse der antiken Naturwissenschaft, wie beispielsweise das Wissen über die Idee der Kugelform der Erde in der Psellos-Übersetzung Konstantins im Kapitel O zemli supsanii o klubnom videni obraza jeje (dt. Beschreibung der sphärischen Form der Erde), eine wesentliche Leistung der paläologischen Renaissance für die Wiedergeburt antiken Wissens in Europa dar.
Im Spätwerk der Resava-Schule unter vollendeter osmanischer Herrschaft fand sich in der Synthese der slawo-byzantinischen Literatur unter Demetrios Kantakuzenos (Wladislaw Gramatik und andere anonymen Autoren) im letzten serbischen mittelalterlichen literarischen Zentrum Novo Brdo noch Ende des 15. Jahrhunderts die letzte Anknüpfung an die byzantinische Literaturtradition (u. a. Abschriften von Pindars Olympischer Oden sowie Prometheus und Sieben gegen Theben von Aischylos).

##### Feudale Bugarštice und serbische Volksepik
Mit dem Niedergang der serbischen Eigenstaatlichkeit erlag diese gebildete literarische Tradition der osmanischen Eroberung. Die feudalen serbischen Balladen und Epen im Genre der Bugarštice wurden aber mit der Emigration des serbischen Adels im 15. Jahrhundert durch serbische Barden in die dalmatinischen Küstenstädte sowie die südungarischen Länder nördlich der Save in anderen Umgebungen weitergepflegt. Diese auf die feudale serbische Gesellschaft zurückgehende Dichtung überlebte so eine Zeitlang den Zerfall des serbischen Staates. Unter den Bugarštice konnten sich aber keine aus der Zeit des serbischen mittelalterlichen Reiches erhalten, da keine Aufzeichnungen vor dem Ende des 15. Jahrhunderts überliefert wurden. Alle Niederschriften der Bugarštice, die in den dalmatinischen Städten in Dubrovnik, Hvar, Perast und Kotor durch kroatische, slowenische, ungarische, italienische und deutsche Literaten gemacht wurden, waren zu dem Zeitpunkt schon so durch die sprachliche Blüte der zehnsilbigen serbo-kroatischen Epik in den Schatten gestellt worden, so dass die Bugarštice in der überlieferten anachronistischen sprachlichen Form nicht mehr die epische, imaginative und narrative Kraft der Oral Poetry besaßen.
Die Volksdichtung übernahm ihre Geschichten, dutzende der Motive, ihre narrativen und stilistischen Muster und hunderte ihrer formelhaften Sprachmittel aus den epischen Vorgängern der Bugarštice-Barden. Über Jahrhunderte entwickelte sich daraus in der bäuerlichen patriarchalen Gesellschaft des einfachen serbischen und kroatischen Landvolkes eine überaus reiche epische Gattung, die von Mitte des 15. Jahrhunderts bis ins 19. Jahrhundert eine ungewöhnlich lange Zeit als eigenständige Dichtung andauerte. Damit stellt sie alle anderen europäischen Volkslieddichtungen in ihrer historischen Konstanz und der Bedeutung für die nationale Literatur in den Schatten und stellt das weitaus bedeutendste poetische Erbe des serbischen Volkes.
Die Epen reichen bis in die Zeit vor Ankunft der osmanischen Eroberer auf dem Balkan und enthalten noch heidnische Überreste alter mythologischer Vorstellungen wie denen von Naturgeistern (u. a. die Vila, im Volksglauben ein übernatürliches Wesen mit Pferdebeinen und dem Körper einer jungen schönen Frau, die aus einer Pflanze oder Tau geboren wurde und in Bergen, Bäumen, Seen oder den Wolken lebt).
Der Hauptteil stammt aber aus der Periode, als Edirne Residenz der Osmanen in Europa wurde, und schildert den Kampf der christlichen Balkanvölker gegen das Vordringen der osmanischen Eroberer. Thematisch finden sind daher häufig Heldenlieder, insbesondere die des „serbischen Herkules“ Marko Kraljević, für die sowohl Anachronismen wie Anatopismen charakteristisch sind. Die Epen des Kraljević Marko folgten zeitlich denen zur Amselfeldschlacht, dem historischen Fixpunkt des serbischen Volksliedschaffens als „Heroischem Zeitalter“ der Heldenlieddichtung. Die Gesänge dieses Kosovo-Zyklus (nach dem Austragungsort der Schlacht auf dem 'Kosovo-Polje') besitzen hingegen auch eine bedeutende historische Dimension, da sich in ihnen vielfältige Bezüge zum eigentlichen historischen Kontext finden. Nicht epischer Natur sind die lyrische Liebes- und Frauenlieder, welche meist von Frauen gedichtet und beim Reigentanz (Kolo) gesungen werden. Während die Heldenlieder vorwiegend zehnsilbiges trochäisches Versmaß (Deseterac) besitzen, wird in den Tanzliedern trochäische und daktylische Metrik in achtsilbigen Versen (Osmerac) genutzt. Allgemeinkennzeichen der serbo-kroatischen epischen Dichtung eine Reimung grundsätzlich fehlt.

#### Romantik

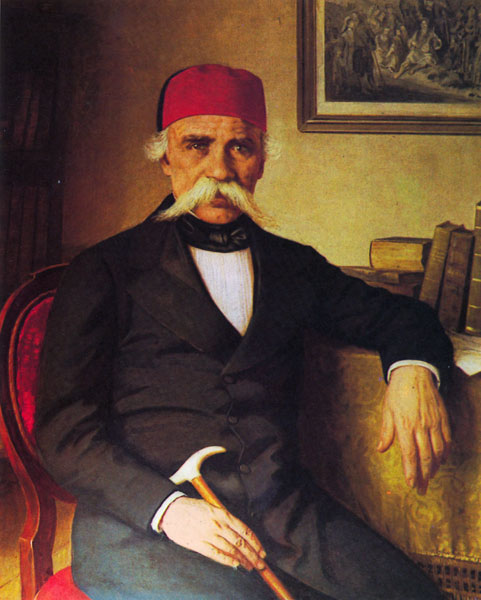
Vuk Stevanović Karadžić

##### Geburt der Literatursprache aus der Volkssprache
Aus der deutschen Übersetzung der von Alberto Fortis 1774 in Dalmatien aufgezeichneten Volksdichtung „Asan-Aginice“ durch Johann Wolfgang von Goethe 1775 und der Veröffentlichung in Johann Gottfried Herders Volkslieder wurden die im zehnsilbigen Versmaß des Deseterac verfassten serbokroatischen Lieder und Epen erstmals in Europa bekannt. Die Goethesche Übersetzung wurde bald von Walter Scott ins Englische, Prosper Mérimée ins Französische und Alexander Puschkin ins Russische übertragen.
Eine intensive europäische Rezeption erfuhren die Volkslieder aber erst aus den Aufzeichnungen und Veröffentlichungen des Volksliedsammlers Vuk Karadžić (ab 1814). Dieser hatte den Hauptteil der serbischen Heldenlieder zwischen 1814 und 1815 in Syrmien von entweder blinden Frauen, die am Rande der Gesellschaft ihre Existenz fristeten (Blinde Živana aus Zemun, Blinde Jeca aus Zemun, Blinde Stepanija aus Jadar, Blinde aus Grgurevci), oder von aus dem Herzland der Epischen Dichtung in patriarchalischen Bergregionen der Dinariden im heutigen Montenegro sowie Bosnien und Herzegowinas vertriebenen Outlaws aufgezeichnet (Karadžić bester „Singer“, in diesem Fall Rezitator, Tešan Podrugović war ein herzegowinischer Outlaw der 1813 nach Niederschlagung des serbischen Aufstandes nach Syrmien geflohen war und 1815 neuerlich dem Ruf zum Freiheitskampf folgend, nach vielen tödlichen Scharmützeln mit den Osmanen zwischen Bosnien und Serbien letztlich ums Leben kam; ebenfalls aus der Alten Herzegowina im heutigen Montenegro stammte der Starac Milija („Weise“ Milija), durch Kämpfe mit Osmanen am ganzen Kopf entstellt, wurden zwei von Milijas Epen ohne Bezugnahme zum Autor kurz nach der Veröffentlichung in Leipzig von Goethe ausführlicher rezipiert).
Die erste volksliedkundliche Sammlung Vuk Karadžićs (1814) begleitete seine linguistischen Reformen, die die Volkssprache zur Literatursprache heben sollten. In seiner Sprachreform wurde die Orthographie weitgehend vereinfacht, dessen Hauptleistung ein Phonetischer Charakter ist. Im sozio-politischen Kontext unterstütze seine Reform das serbische Nationalprojekt und wenn auch nicht programmatisch das jugoslawische, da Karadžić seine Reform auf den literarischen Standard eines Dialektes der Herzegowina – Štokawisch – der sowohl von Serben als auch Kroaten verstanden wurde, basierte. Karadžićs Suche nach der serbische Volkspoesie und Gebräuchen mit deren späteren Kodifizierung zur Nationalkultur war anfangs durch seinen Wunsch die Volkssprache gegen das „künstliche“ Slawenoserbische Idiom der Kirche und Kaufleute durchzusetzen verbunden. In den Ethnogeographischen Literaturquellen der Volksepik ersann und legitimierte er eine politische Entität auf der Grundlage ethnokultureller Marker. Mit diesen Sprachreformen und der Kodifizierung des volksliedsprachlichen Erbes für die Staatenbildung wurde Karadžić in einem weiten europäischen Kontext zum Vorbild und die Schlüsselfigur der Serbischen Romantik, die einen großen Einfluss auf die Europäische Romantik in der Entdeckung der Poesie der archaischen Volksliedkultur hatte.
Die Entdeckung der in einer illiteraten Gesellschaft nur mündlich überlieferten serbischen Epen im 19. Jahrhundert bildete das eigentliche Rätsel in der Literatur des 19. Jahrhunderts, und schon 1816 wurden diese daher von Kopitar in Beziehung zu Homers Ilias und Odyssee und der Entstehung der Griechischen Epik gestellt. Bis ins 20. Jahrhundert blieben die Anschauungen zur stilistischen Methodik und formelhaften Sprachtechnik der mündlich überlieferten Serbischen Epik grundlegend zur literaturgeschichtlichen Forschung in der Homerischen Frage. Insbesondere Milman Parry und Albert Lord sammelten dafür in den 1930er Jahren die letzten verbliebenen authentischen Belege in illiteraten Gemeinschaften Jugoslawiens. Aus den Tonaufnahmen dieser Forschungsreisen entstand in der Harvard University das „Millman Parry Archiv“ die wichtigste Tonaufnahmen-Sammlung Südslawischer Heldenlieder, die dort von Béla Bartók 1940–1942 auch überhaupt erstmals musikalisch transkribiert wurden.
Durch die Unterstützung und Übersetzung von Karadžićs Veröffentlichung durch Jernej Kopitar, Jacob Grimm, Clemens Brentano und insbesondere Talvj (Therese von Jacob) erlebten die Epen bei der europäischen Leserschaft der ersten Hälfte des 19. Jahrhunderts eine teilweise so überschwängliche Rezeption, dass die Talvj-Ausgabe der Volkslieder der Serben für einige Jahre den kleineren klassischen Status im Kurzgeschichten-Kanon erreichte (es fand sich beispielsweise auch in der Hausbibliothek von Karl Marx Tochter Eleanor). Goethe, der insbesondere von der Einfachheit und Kraft der poetischen Bilder der serbischen lyrischen Lieder berührt war, veröffentlichte in seinem späteren Schaffen 1827 lange nach seiner Jugendübersetzung der Asan-Aginice eine neue eigenständige Version (Klaggesang von den edlen Frauen des Asan Aga).
Auch zeitgenössische Autoren erkennen die literarische Qualität dieser Dichtung an, wie der Pulitzer-Preisträger und amerikanische Poeta laureatus Charles Simic:

„Jeder im Westen der diese Dichtung kennen gelernt hat, hat sie zu Literatur der höchsten Ordnung erklärt, die viel besser bekannt sein sollte.“

sowie der Dichter, Literaturhistoriker, Kritiker und ehemalige Professor für Dichtkunst an der Universität Oxford Peter Levi:

„Sie sind eine der mächtigsten und unerkannten Vers-Flüsse in Europa. Sie tragen den eigenen Geschmack ihrer heimatlichen Gebirge, die Kraft ihrer unruhigen Zeiten und die moralische Größe einer oral vermittelten Art der Poesie, die berechtigt heroisch genannt wird.“

Levi beantwortete auch die Frage, was in seiner professionellen Arbeit seiner Einschätzung nach die wertvollste und vergnüglichste Arbeit war, damit, dass dies die Übersetzung der Lieder des Kraljević Marko gewesen ist.

##### Petar II Petrović Njegoš

Petar II. Petrović Njegoš

1847 erschienen gleichzeitig drei Werke, die den Sieg von Karadžićs Reformen begründeten: Karadžićs zweite Auflage seines Serbischen Wörterbuchs (Srbski rječnik), Đuro Daničić, der Kodifikation der serbischen Literatursprache, Rat za srpski jezik i pravopis, sowie das im Deseterac (das eigentliche Versmaß der Heldenlieder der Guslaren) verfasste Nationalepos von Fürstbischof Petar II. Petrović Njegoš – Der Bergkranz.
Letzteres wurde programmatisch wesentliche Inspirationsquelle der Nationalprojekte Serbiens und Montenegros sowie in der Konstruktion der Einheit Jugoslawiens und Schaffung einer gemeinsamen Identität. Im Bergkranz setzt sich Njegoš im Sinne eines kosmischen Themas mit der eigenen Volksgeschichte im montenegrinischen Freiheitskampf auseinander, das durch die Legenden der Amselfeldschlacht inspiriert ist und die mythische Dimension der Legende mit der geschichtlichen Situation seiner Zeit verband.
1846 hatte Njegoš auch das lyrische Hauptwerk in der serbischen Volkssprache verfasst: Der Strahl des Mikrokosmos (Luča Mikrokosmosa). Ebenfalls im Versmaß des Desterac, stellt das kosmogonisch-religiöse Epos Njegoš Sicht auf Religion und Philosophie und die Mission des Menschen auf der Welt dar. Die religiös poetischen Gedanken in Der Strahl des Mikrokosmos in der sich Ideen der Kabbalah und anderer Inspirationen finden sind aber insbesondere durch Dante Alighieris Divina Comedia und John Miltons Paradise Lost angeregt und werden mit diesen daher oft verglichen.
Njegoš verfasste auch Liebeslyrik, die aufgrund seiner Stellung als Bischof erst ein halbes Jahrhundert nach seinem Tode veröffentlicht werden durfte. Sein Poem Noć skuplja vijeka (engl. A night worthier than a century) ist eines der anerkannten Hauptwerke erotischer und sensueller Dichtung serbischer Sprache der Romantik.

#### Moderne

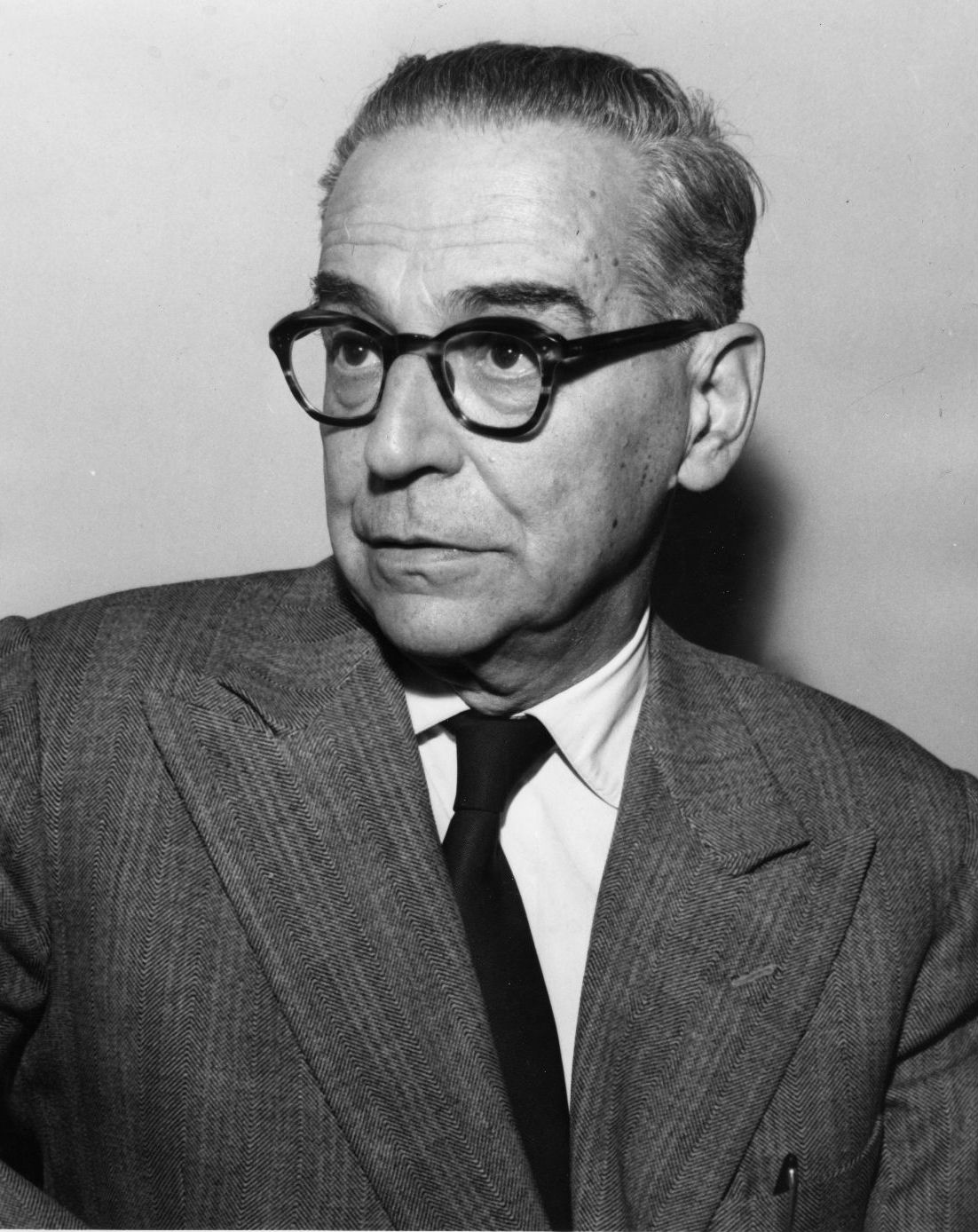
Ivo Andrić

Im 18. Jahrhundert erfolgte durch den Schriftsteller und Philosophen Dositej Obradović ein entscheidender Umbruch in der serbischen Literatur: Er forderte die Verwendung der Volkssprache in der Literatur. Dieses Ziel verfolgte auch der Philologe Vuk Stefanović Karadžić, der zu den wichtigsten Vertretern der serbischen Sprachreform des 19. Jahrhunderts gehört.
Jovan Sterija Popović (1806–1856) verfasste seine Dramen im Stil des Klassizismus. Nach 1860 orientierte sich die serbische Literatur an russischen und französischen Vorbildern und vollzog eine Hinwendung zum Realismus. Vertreter der realistischen Prosa im 19. Jahrhundert waren unter anderem Milovan Đ. Glišić und Simo Matavulj. Als literarischer Kritiker des Obrigkeitsstaats und Begründer der modernen serbischen Satire wurde Radoje Domanovič (1873–1906) bekannt. Bis zum Ersten Weltkrieg war die serbische Literatur wie die vieler anderer kleiner Staaten jedoch durch eine gewisse zeitliche Verzögerung gegenüber der internationalen Entwicklung gekennzeichnet.
Anfang des 20. Jahrhunderts entwickelten sich mit Autoren wie Marko Ristić, Moni de Buli und Dušan Matić insbesondere in Belgrad experimentelle und surrealistische Strömungen. Für die Generation nach dem Ersten Weltkrieg war zudem der Expressionismus prägend, wie dies bei Miloš Crnjanski 1920 beispielhaft im Poem Sumatra, in dem menschliche Erfahrung des Krieges in einem theoretisch programmatischen Stil thematisiert wurden, geschehen ist. Mit der Veröffentlichung der eigentlichen Lesart dieses als Manifest der serbischen expressionistischen Poesie erachteten Gedichts durch Crnjanski selbst, wurde die weitere expressionistische serbische Lyrik mit dem Begriff Sumatraismus belegt (Crnjanski nutzte im Titel des Gedichts die durch Silbentrennung offensichtliche Lesart S-Uma-Tras dt. Vom Sinn heruntergestiegen). Vom Surrealismus beeinflusst war auch der Lyriker Oskar Davičo, der wie andere Autoren auch nach 1941 aktiv am Partisanenkrieg gegen die deutschen Besatzer teilnahm. Ivo Andrić schrieb einige seiner Romane im besetzten Belgrad und konnte sie erst nach 1945 veröffentlichen.
Nach 1945 war die serbische Literatur überwiegend vom sozialistischen Realismus geprägt – eine Thematisierung der politischen Umwälzungen in Serbien während des Zweiten Weltkriegs fand erst Jahre später statt. Neben Crnjanski (Roman o Londonu) entwickelten sich Ivo Andrić (Die Brücke über die Drina) und Meša Selimović (Der Derwisch und der Tod) zu den Hauptvertretern des klassisch erachteten serbischen Romans.
Mit den historischen Ereignissen und Ergebnissen des Zweiten Weltkrieges setzte sich insbesondere Dobrica Ćosić auseinander, der daneben in umfangreichen Prosa-Zyklen soziale Veränderungen der Gesellschaft während der neueren serbischen Geschichte beschrieben hat. Ćosić der auch als einflussreicher politischer Essayist zur gesellschaftlichen Situation Serbiens und der Serben im Nachgang des Zusammenbruchs Jugoslawiens und der historischen Dimension der Kosovo-Problematik hervorgetreten ist, nahm durch seine politische Dissidentenrolle innerhalb der ehemaligen jugoslawischen Kommunisten und aus dem thematisch breiten schriftstellerisches Schaffen zum historischen Schicksal der Serben über Jahrzehnte die Rolle des führenden serbischen intellektuellen und politischen Vordenkers ein.
Die jüngere Nachkriegsgeneration nahm moderne Romantendenzen des Westens auf. Bora Ćosić (Die Rolle meiner Familie in der Weltrevolution) und Milorad Pavić (Das Chasarische Wörterbuch) wurden international viel beachtet. Das Oevre Danilo Kišs (Ein Grabmal für Boris Dawidowitsch, Anatomiestunde, Enzyklopädie der Toten) wird allgemein als das bedeutendste der modernen serbischen Nachkriegsliteratur angesehen. Daneben thematisierte Aleksandar Tišma in einem als sogenannten Pentateuch genannten Zyklus Holocaust und das Schicksal der Nachkriegsgeneration. Einen kritischen Blick auf Belgrad in den 1940er Jahren bietet zum Beispiel die Autorin Svetlana Velmar-Janković in ihrem Roman „Lagum“, der 1990 in Serbien veröffentlicht wurde. Themen aus der jüngeren Geschichte behandelt auch der groteske Erzähler und Romanautor David Albahari, der 1994 nach Kanada übersiedelte. – Heute werden in Serbien etwa 100 bis 150 Romane im Jahr geschrieben.
In der Lyrik finden sich auch nach dem Zweiten Weltkrieg weiterhin surrealistische Tendenzen, unter anderem in den Werken des Schriftstellers Vasko Popa (1922–1991), der in seinen Gedichten mit Soziolekten und Dialekten der Vojvodina spielt. Duško Novaković (* 1948) veröffentlichte etwa 15 Lyrikbände; er machte auch durch seine Übersetzungen auch die mazedonische Literatur breiteren Kreisen zugänglich.
Zu den wichtigen Dramatikern, Filmautoren und Regisseuren zählt Dušan Kovačević (* 1948), dessen Komödien auch ins Englische übersetzt wurden. Zu den bekannten Essayisten gehört Radoslav Petković (1953–2024).
Bis heute sind die Neigung zum Historischen und zur Chronik wichtige Merkmale der serbischen Prosaliteratur geblieben; doch fand sie ihren Niederschlag auch in der Lyrik und im Drama.

### Musik

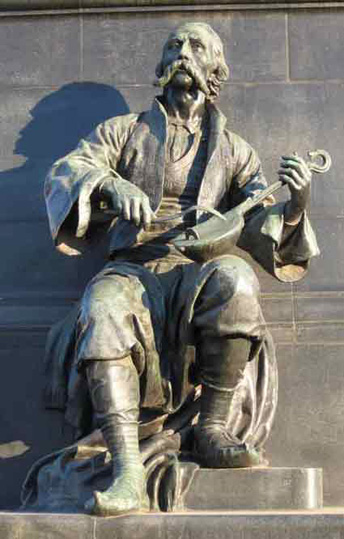
Bronze des Guslars Filip Višnjić

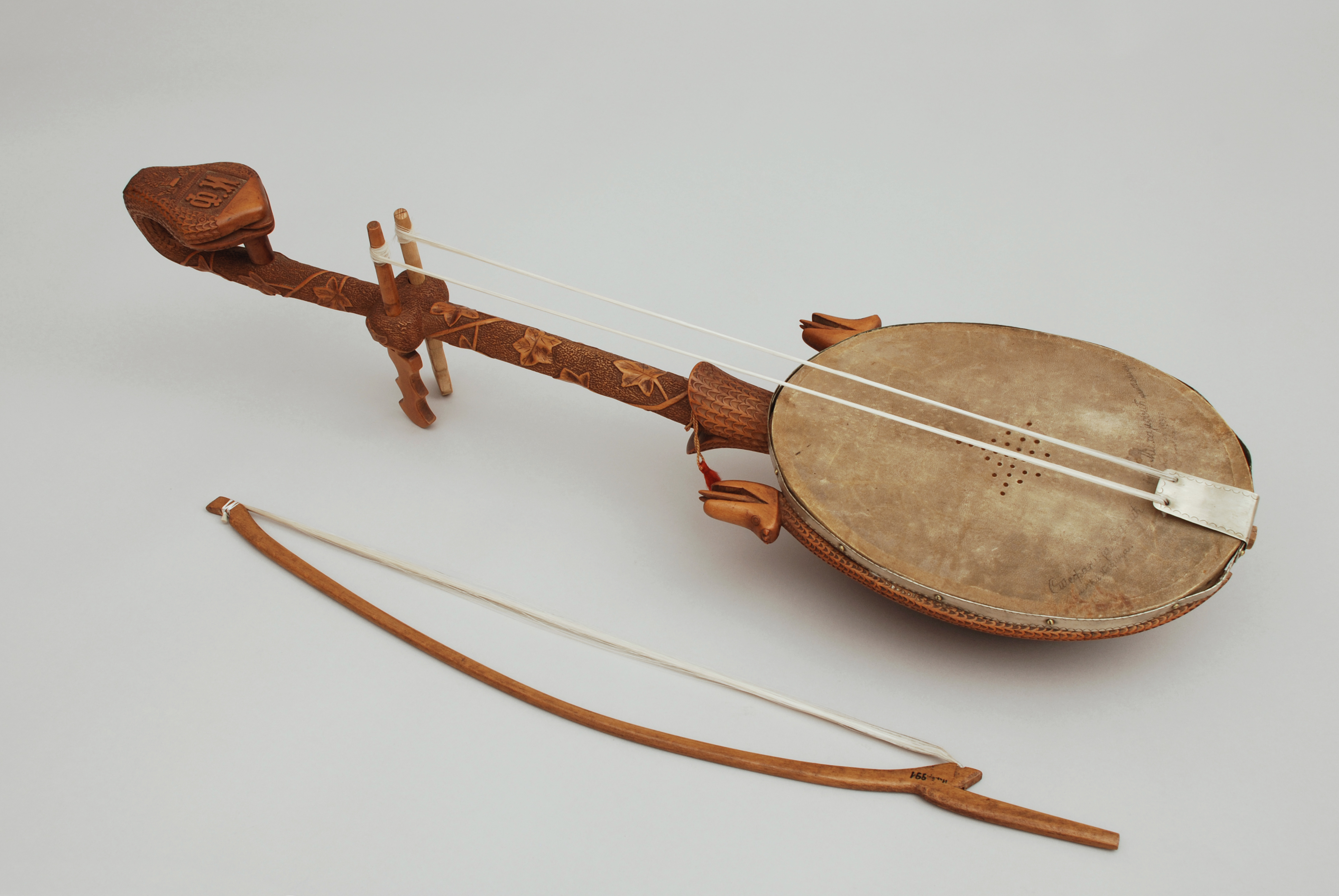
Die Gusle

Die älteste bekannte Aufzeichnung über die Verwendung von Musikinstrumenten unter den Slawen der Balkanhalbinsel datieren aus einer byzantinischen Chronik aus der ersten Hälfte des 7. Jahrhunderts. Die Nutzung der Gusle wurde später im 10. Jahrhundert von arabischen Reisenden vermerkt. Bis ins 12. Jahrhundert wurden selbst in Ungarn professionelle Musikanten mit dem slawischen Ausdruck ‚igici‘ benannt. Damit ist, bevor überhaupt Gesänge bei den Slawen und Serben aufgezeichnet worden wurden, deren Beschäftigung mit Musik schon über mehrere Jahrhunderte belegt.
Von Domentijan wurden im 13. Jahrhundert erstmals auch epische Gesänge zum Leben des Heiligen Sava beschrieben. In der Regierungszeit Stefan Uroš III. Milutins berichtete Teodosije über epische Gesänge klassischer antiker Stoffe. Dazu schrieb er über die instrumentale Nutzung von Trommeln und Guslen am Hofe. Die epischen Volksgesänge entfalteten sich auch in den nachfolgenden Jahrhunderten und integrierten in ihrem Kern die Erzählungen zur Kosovoschlacht zu einem zusammenhängenden Volksepos. Die serbischen Barden verbreiteten sich mit diesem Genre über die zentraldinarischen Länder bis nach Ungarn und Polen aus. Serbische Guslenspieler wurden selbst namentlich bekannt und der ungarische Lautenspieler Tinódi berichtet darüber, dass Dimitrije Karaman der beste unter ihnen war. Diese Form des Instrumentenspiels wurde auch als „Serbischer Stil“ bekannt (im 17. Jahrhundert wurde dieser noch als modi et styli Sarbaci referenziert). Die Gusle blieb bis ins 19. Jahrhundert das bekannteste Musikinstrument der Serben; Vuk Karadžić schrieb 1814–1815, dass jedes Haus in Bosnien und der Herzegowina, Montenegro und dem gebirgigen Westserbien eine Gusle besaß. Als bedeutendster Guslenspieler galt der blinde Seher Filip Višnjić, einer der zentralen Sänger zur Niederschrift serbischer Volkslieder in Karadžićs Volksliedsammlung. Die Guslen-Spieler im Zeitalter der serbischen Befreiungskämpfe fanden sich großteils unter den Aufständischen und viele darunter waren selbst Outlaws.
Die Folkloretradition, die besonders im Balkan Brass deutliche Einflüsse der jahrhundertelangen Zugehörigkeit zum Osmanischen Reich zeigt, ist in Serbien noch sehr lebendig. Einflüsse sind auch im Genre des Turbo-Folk hörbar, der in Serbien und anderen Gebieten des ehemaligen Jugoslawien die Populärmusik mitbestimmt. Auch im Frühwerk des bedeutendsten serbischen Jazz Musikers, Dusko Goykovich (Dušan „Duško“ Gojković), wurden Elemente der balkanischen Volksliedtradition in den Jazz eingebunden (u. a. Swinging Macedonia). Auch der Multiinstrumentalist Slobodan Trkulja verbindet Jazzrock mit Elementen und Instrumenten der balkanischen Volksmusik, byzantinische Kirchenchoräle und allgemein der byzantinischen Vokalstimmtradition. In den von christlicher Spiritualität geprägten musikalischen Arrangements Trkuljas werden Big Band, Fusion und moderne, klassische und traditionelle Instrumente mit vokalen Elementen der Volkslyrik gekonnt verbunden. Zu den verbreiteten traditionellen Instrumenten zählen Regional unterschieden Akkordeon, die Gusle, Gajde oder Hirten-Flöten. Nationaltanz ist der „Kolo“ (Reigen), ein Gruppentanz, der von Region zu Region unterschiedlich aufgeführt wird. Am bekanntesten ist der „Užičko kolo“ (Užicer Kolo).
Mit der Tradition der südosteuropäischen Iso-polyphonen Volksliedtradition, den zweistimmigen Gesängen pevanje na glas und pevanje na bas sowie den Genres ganga, kavalj, ojkalica, groktalica und potresalica wurde die Sängerin Svetlana Spajić und ihre Gruppe Pjevačka družina Svetlane Spajić in der internationalen Kunstszene bekannt, in der sie in Arbeiten unter anderen mit Marina Abramović und Robert Wilson archaische polyphone Gesänge unter anderen in der Abschlussveranstaltung von Abramovićs Performance „The Artist is Present“ im MoMA in New York vortrug. Als Vorgängerin in der „Wiederaufführung“ gilt Svetlana Stević.
Neben Pavle Aksentijević als Erforscher und Interpret auch vergessener alter byzantinischer Vokal- und Kirchenmusik ist Divna Ljubojević die international bedeutendste serbische Vertreterin einer subtilen Affirmation des geistlichen byzantinischen musikalischen Erbes, die auch in der pädagogischen Arbeit innerhalb der Ostkirchen eine herausgestellte Funktion einnimmt. Im säkularen Volkslied ist Biljana Krstić, die aus einem von der Popmusik geprägten Frühwerk zur traditionellen Volksmusik gefunden hat, als Interpretin am ursprünglichen Interpretationsstil interessiert. Die Melodien vieler Volkslieder beruhen dabei auf Tonleitern die direkt konstantinopoler Abstammung sind und kirchlichen Gesängen der orthodoxen Kirchenliturgie nahestehen. Griechischer Musiktradition direkt verwandt sind Volkslieder wie beispielsweise Gusta mi magla padnala, obwohl dafür oftmals fälschlich eine osmanisch-orientalische Herkunft, wie dies auch bei Simbil cveće, das auch von Stars der Turbo-Folk-Szene wie Lepa Brena oder Ceca eingespielt wurde, vermutet wird. Die Byzantinische Musik, die ausschließlich im Oktoechos komponiert wird, und der Byzantinische Gesang kennen dabei sowohl eine eigene Notation – Neume, als auch eigene Tonskalen: Ison, Oligon und Apostrophos. Der charakteristische Ison ist hierbei ein tragender dröhnender Ton, der die streng monophone Melodie begleitet. Als international am stärksten rezipierte Volkslied Serbiens kann Ajde Jano gelten, das beispielsweise von Kroke zusammen mit dem englischen Geigenvirtuosen Nigel Kennedy und der belgischen Sängerin Natacha Atlas in Klezmer, Kayah oder auch der US-amerikanischen Sängerin Talitha MacKenzie eingespielt wurde. Dem historischen Volks- und Kunstliedschaffen des Balkans hatte sich zuletzt auch einer der prominentesten Vertreter der Historischen Aufführungspraxis und Alten Musik Jordi Savall zugewandt und die Alben „Bal-Kan – Honig und Blut“ sowie „Esprit des Balkans“ der historischen Musiktradition und dem religiösen Dialog der Balkanvölker gewidmet, was in den Ouverture spirituelle bei den Salzburger Festspielen 2014 eines der Hauptereignisse bildete.
Das traditionsreiche Orchester von Radio Belgrad, das Narodni Orkester Radio Beograda (heute Narodni Orkester RTS-a) wurde 1934 gegründet. Insbesondere in seiner goldenen Zeit von den 1930er bis in die 1960er Jahre hatte es unter der Leitung von Vlastimir Pavlović Carevac das Genre der Starogradska muzika als Musik der Bohème weiter etabliert. Als Interpret der Volksmusik sowie durch seinen Violinen-Spielstil wurde Carevac prägend. Seine weit geläufigen Musikthemen – Svilen konac und Bojarka – bilden bis heute die Erkennungsmelodien der Volksmusik-Sendungen Radio Belgrads. Auch im Genre der Sevdalinka wurde er mit Interpretinnen wie Velinka Grgurević, Saveta Sudar, Vuka Šeherović und Anđelija Milić stilbildend. Das Orchester ist heute die nationale Institution Serbiens zur Pflege serbischer und balkanischer Volksmusik.
Ein Pendant zur literarischen Volksliedsammlung Vuk Stevanović Karadžićs erstellte der klassische Komponist Stevan Stojanović Mokranjac, der sich mit dem musikalischen Erbe des serbischen Volksliedes als Sammler und Komponist beschäftigte. Daneben gipfelte das liturgische Schaffen Mokrajnac in der für die Ostkirchen bedeutenden Göttlichen Liturgie des Johannes Chrysostomos (Liturgija svetog jovana zlatoustog) in der die chorale Vertonung von Mokrajnac neben denen von Sergei Rachmaninoff (Liturgie des Hl. Johannes Chrysostomus op. 31) und Peter Iljitsch Tschaikowski (Die Liturgie des Hl. Johannes Chrysostomus op. 41) die bekannteste ist. Unter dem Namen Die Tage Mokranjac (Mokranjčevi dani) findet in seinem Geburtsort in Negotin seit 1966 jedes Jahr im September ein Festival, das dem Schaffen des Komponisten verpflichtet ist, statt.
Als heimliche Hymne Serbiens gilt ein Stück Militärmusik von Stanislav Binički zu Ehren des ersten Entente-Sieges in den Schlachten des Ersten Weltkrieges, der Drina-Marsch (Marš na Drinu). Dieser hatte über ein Verbot nach dem Bironi-Plenum (1966), oder dem ausdrücklichen Wunsch Ivo Andrićs, das der Drina-Marsch während der an ihm verliehenen Auszeichnung des Nobelpreises 1961 in Stockholm, im Wesentlichen für seinen bekanntesten Roman „Die Brücke über die Drina“, gespielt wird, eine weiterhin wechselvolle Rezeption. Auch 2013 sorgte er bei einer öffentlichen Aufführung des Chors „Viva Vox“ in der Generalversammlung der Vereinten Nationen für nachhaltige Irritationen.
In Serbien selbst ist der Drina-Marsch auch heute weithin populär und wird häufig in Fußballchören der beiden großen Belgrader Fußballclubs, oder von den serbischen Fans während Länderspielen gegeben. Auch das Soldatenlied Tamo daleko gehört zu den besonderen identitätsstiftenden Musiken der Serben. In diesem findet die Erinnerung an den katastrophalen Rückzug der serbischen Armee über die winterlich verschneiten Hochgebirge Albaniens 1915/1916 und den daraus resultierenden Heimatverlust einen programmatischen Ausdruck.
Außerdem besteht in Serbien eine reichhaltige „Independent“-Musikszene, die an die Jugendszenen im ehemaligen Jugoslawien anknüpfen kann, die zur Zeit des Milošević-Regimes zurückgedrängt worden waren. Darunter befinden sich Electronica-Acts wie Darkwood Dub oder Indie-Rock-Combos wie die Partibrejkers. Bekannte populäre serbische Sänger verschiedener Genres sind Đorđe Balašević, Lepa Brena, Neda Ukraden, Željko Joksimović, Mile Kitić, Aca Lukas, Marija Šerifović, Zdravko Čolić und Ceca.
2007 belegte Serbien den ersten Platz beim Eurovision Song Contest mit dem Lied Molitva von Marija Šerifović. Erfolgreich war Serbien und Montenegro auch im Jahr 2004 durch das Erreichen des zweiten Platzes in diesem Wettbewerb mit dem Lied Lane Moje von Željko Joksimović.
Die größten jährlich stattfindenden Musikfestivals in Serbien sind das Trompeten-Festival „Dragačevski sabor trubača“ in Guča und das Pop-Festival Exit in Novi Sad.

### Tanz

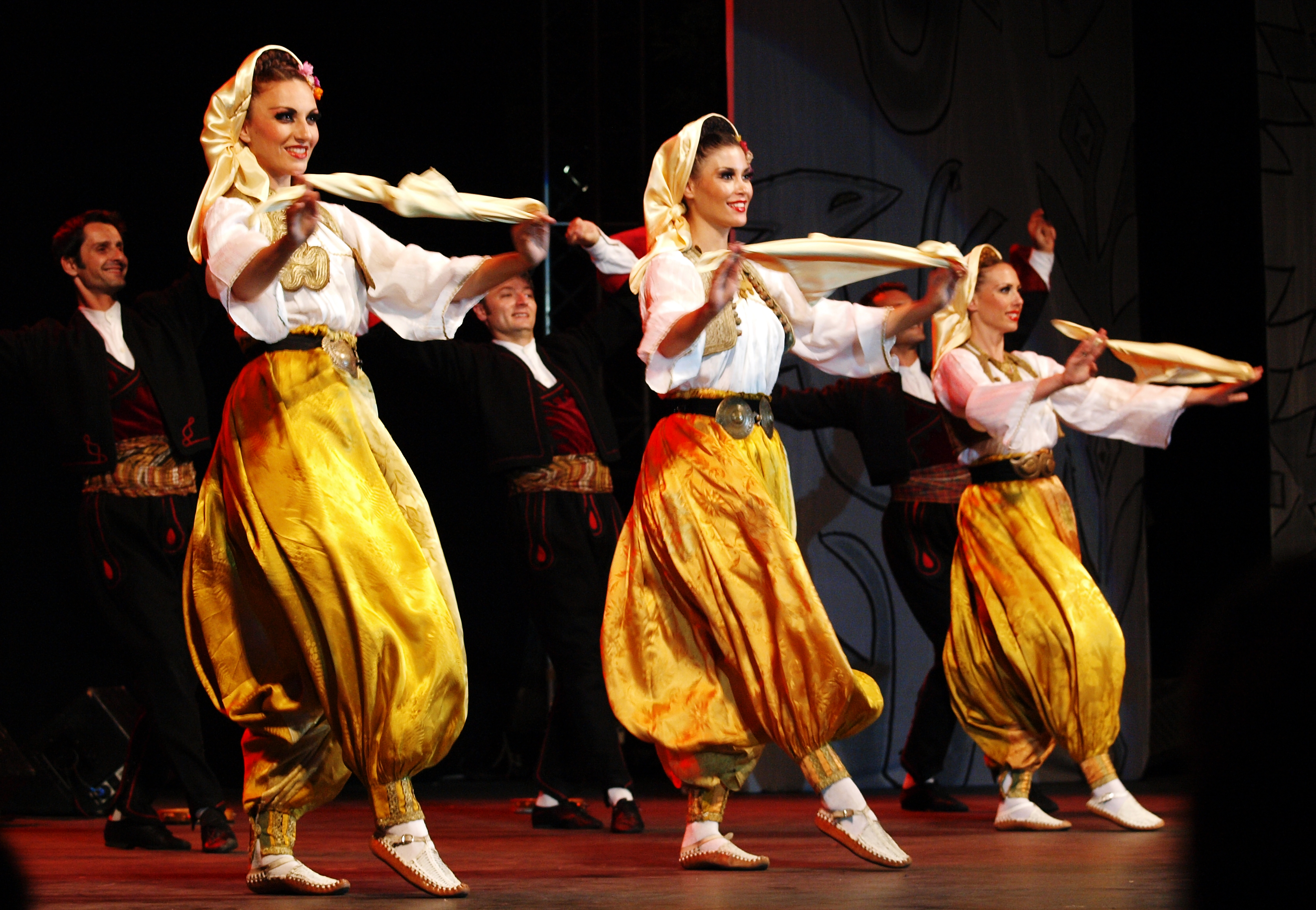
Tänzer im Serbischen Nationalensemble „KOLO“ in einer Darbietung der „Vranjanska svita“

Nationaltanz Serbiens, wie anderer südslawischer Völker, ist der Kolo, ein Reigentanz im 3/4-Takt mit einer Herkunft aus dem ländlichen Raum. Seit 1948 pflegt das Serbische Nationalensemble KOLO („Nacionalni Ansambl Kolo“) die Tradition der zahlreichen regionalen Varianten in einer professionellen Ausbildung.
Der Kunsttanz in Serbien geht auf das Wirken der russischen Emigration nach dem Ersten Weltkrieg zurück. Im Belgrader Nationalballett wurde die Bolshoi-Elevin und Solistin der Ballett-Truppe Anna Pawlowas, Nina Kirsanova (1898–1989), 1924 Primaballerina und etablierte mit weiteren russischen Emigranten das klassische Repertoire des Französischen und Russischen Balletts. Als Ballett-Pädagogin wirkte sie in der weiteren Ausbildung des Nationaltheaters. Die Generation um Jovanka Bjegojević (1931–2015) prägte in Serbien nach dem Zweiten Weltkrieg das „goldene Ballett-Zeitalter“ der 1950er und 1960er. Belgrad ist seit 2003 auch ein Festival-Treffpunkt internationaler Ensembles, die zeitgenössische Choreographien präsentieren (Beogradski Festival igre).

### Architektur

Kloster Gračanica – sakrales Meisterwerk der spätbyzantinischen Renaissance, erste Hälfte 14. Jahrhunderts

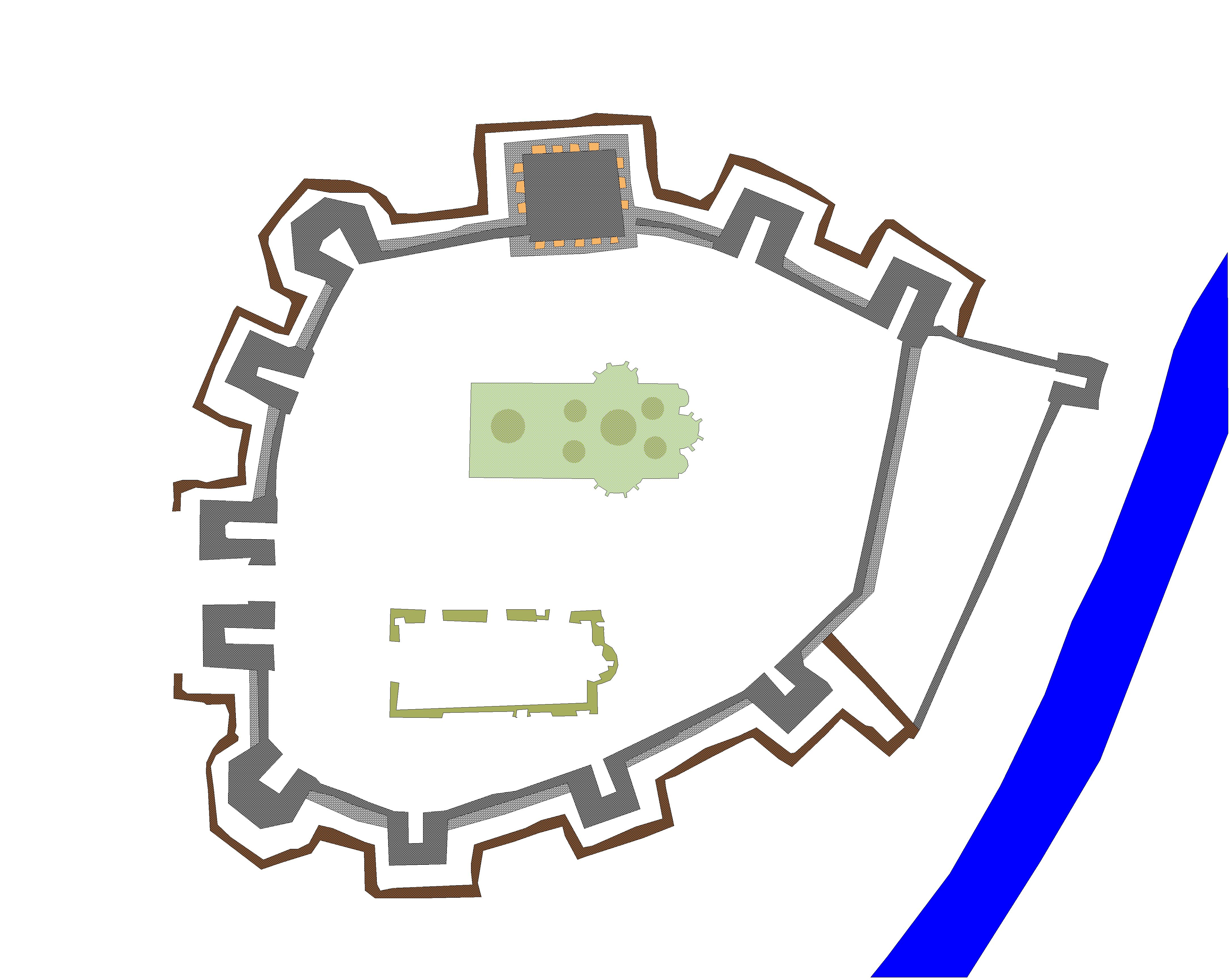
Plan des Wehrklosters und Grablage des Despoten Stefan Lazarević, Manasija

Burg von Golubac, erste Hälfte des 14. Jahrhunderts

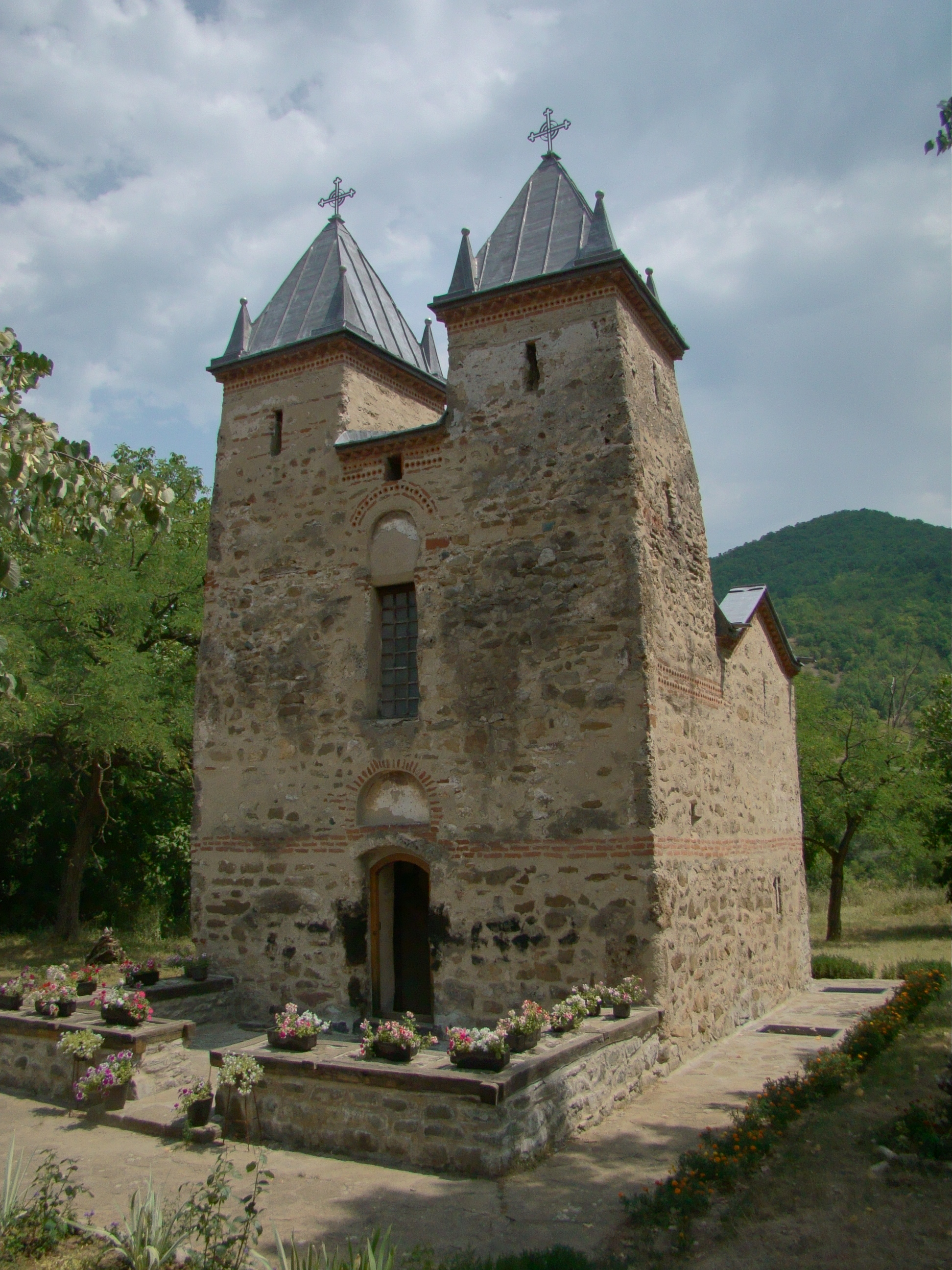
Ein Kleinod der bulgarischen sakralen Architektur, Muttergotteskirche Donja Kamenica bei Knjaževac, Anfang des 14. Jahrhunderts

Die Architektur in Serbien ist genauso vielfältig wie die Geschichte des Landes. Bedeutend ist die byzantinische Baukunst, vor allem in den zahlreichen serbischen Klöstern, von denen einige in die Weltkulturerbeliste der UNESCO aufgenommen wurden.
Als wichtigste Mäzene der Architektur traten insbesondere die Mitglieder der Nemanjiden-Herrscherdynastie auf. Seit der Errichtung der Grabeskirche des dynastischen Gründers Stefan Nemanja im Kloster Studenica wirkten alle weiteren serbischen Könige als Förderer der Künste und insbesondere der religiösen Architektur. Einen Gipfelpunkt erreichte dieses Mäzenatentum unter Stefan Uroš II. Milutin. Nicht nur entwickelte sich unter Milution der Serbisch-byzantinische Stil im Hauptwerk im Kloster Gračanica zu einer ausgewogenen Synthese des Zentralbaus einer byzantinischen Kreuzkuppelkirche und vertikaler Akzentuierung und Dynamik, wie sie bis dato in der byzantinischen Kunst unbekannt war, sondern auch eine räumlich ausgreifende Bautätigkeit, in der der serbische mittelalterliche Staat die künstlerische Vorreiterschaft im byzantinischen Kulturkreis übernahm. In rascher Folge wurden neue Klosterkirchen (Staro Nagoričane, Banjska, Königskirche Kloster Studenica, Katholikon des Klosters Hilandar sowie die Stadtkathedralen Bogorodica Ljeviška, Exonarthex der Kirche der Heiligen Sofia in Ohrid u. a.) errichtet, die mit entsprechenden Malereien aufwendig ausgestattet wurden. Die bedeutendsten Bauwerke waren insbesondere den Grabkirchen der Herrscher vorbehalten, Dazu gehören das größte spätmittelalterliche religiöse Gebäude Serbiens, das Kloster Visoki Dečani oder das Kaisergrab Stefan Dušans, das Erzengelkloster.
Mit der höfischen Kunst der Lazarevići etablierte sich ein durch die aufwendige Fassadengestaltung auffälliger neuer Stil innerhalb dieser Stilrichtung, die Morava-Schule, die als Epilog der serbischen mittelalterlichen Architektur im Kloster Kalenić zur Vollendung reifte.
Für die serbische Architektur des Mittelalters bis ins 18. Jahrhundert ist daneben auch die Wehrarchitektur augenfällig. Diese umfasst Burgen, Wehrklöster, Festungen und auch befestigte Ortschaften. Frühe Burganlagen wurden zumeist an strategischen Wegabschnitten und Flussengen (u. a. Burg Maglić, Burg Zvečan, Golubac), später auch als Kerne von Ortschaften und Residenzen der Herrscher und Befestigung von Ortschaften gebaut (Burg Kalaja Prizren, Burg Kruševac, Burg von Novo Brdo, Stadtmauer von Kotor). Mit dem Vordringen der Osmanen wurden auch die wichtigen Klöster mit teilweise mehrtürmigen Wällen umgeben oder als Wehrklöster konzipiert (Manasija, Ravanica, Erzengelkloster). Der Befestigungsbau wurde seit dem 14. Jahrhundert aufwendiger (Smederevo). Maßstab der spätmittelalterlichen Wehrarchitektur Serbiens wurde die Festung von Belgrad, die aus drei ineinanderliegenden Verteidigungsringen aufgebaut war und als einzige dem ersten großen osmanischen Ansturm standhielten. Typisch für die serbischen Wehrbauten des Mittelalters waren ein Donjon als Kern der Verteidigungsanlage (bekanntester war der Donjon Nebojša im Schloss von Belgrad, 1688 zerstört) sowie die auf der Innenseite offen gebauten Stockwerke der Wehrtürme.
Durch österreichische Vermittlung erreichte der Barock seit dem 17. Jahrhundert den Norden des Landes. Südlich der Save und Donau wurde der orientalische Baustil beherrschend (Sandschak und Kosovo). Vor allem in der Hauptstadt Belgrad finden sich auch zahlreiche Bauten der Zwischenkriegszeit im Stile des Historismus, der Neobyzantinischen Architektur (Dom des Heiligen Sava), Moderne und des Art déco. Nach dem Zweiten Weltkrieg wurde Novi Beograd mit seinen Blockbauten nach städtebaulicher Ideologie Le Corbusiers konzipiert. Neben dem sozialistischen Realismus als Grundschema für öffentliche Gebäude war insbesondere in der Hauptstadt auch die Monumentalarchitektur zahlreicher Bauwerke bemerkenswert (u. a. Große Halle der Belgrader Messe, Palata Srbije, Gazela-Brücke).
Die aktuelle Architektur entspricht der internationalen Stilrichtung von Bürogebäuden mit anonymen Glasfassaden (Beograđanka, Ušće) die einen Umbruch von der postsozialistischen Periode zur marktwirtschaftlich geprägten Stadtarchitektur anzeigt. In städtebaulichen Großprojekten treten in Belgrad insbesondere seit 2014 Bauträger internationaler Investitionsunternehmen hervor, deren Vorzeigeprojekte den Einzug neoliberaler Trends anzeigen. Luxusapparments und -Hotels, Shoppingmalls und Hochhausgebäude die ganze Stadtteile einnehmen (Belgrade Waterfront), wurden an kapitalstarke Investoren außerhalb der Richtlinien von gültigen städtebaulichen Masterplänen, ohne öffentliche Ausschreibung und an „anonyme“ Architekten vergeben.

### Malerei

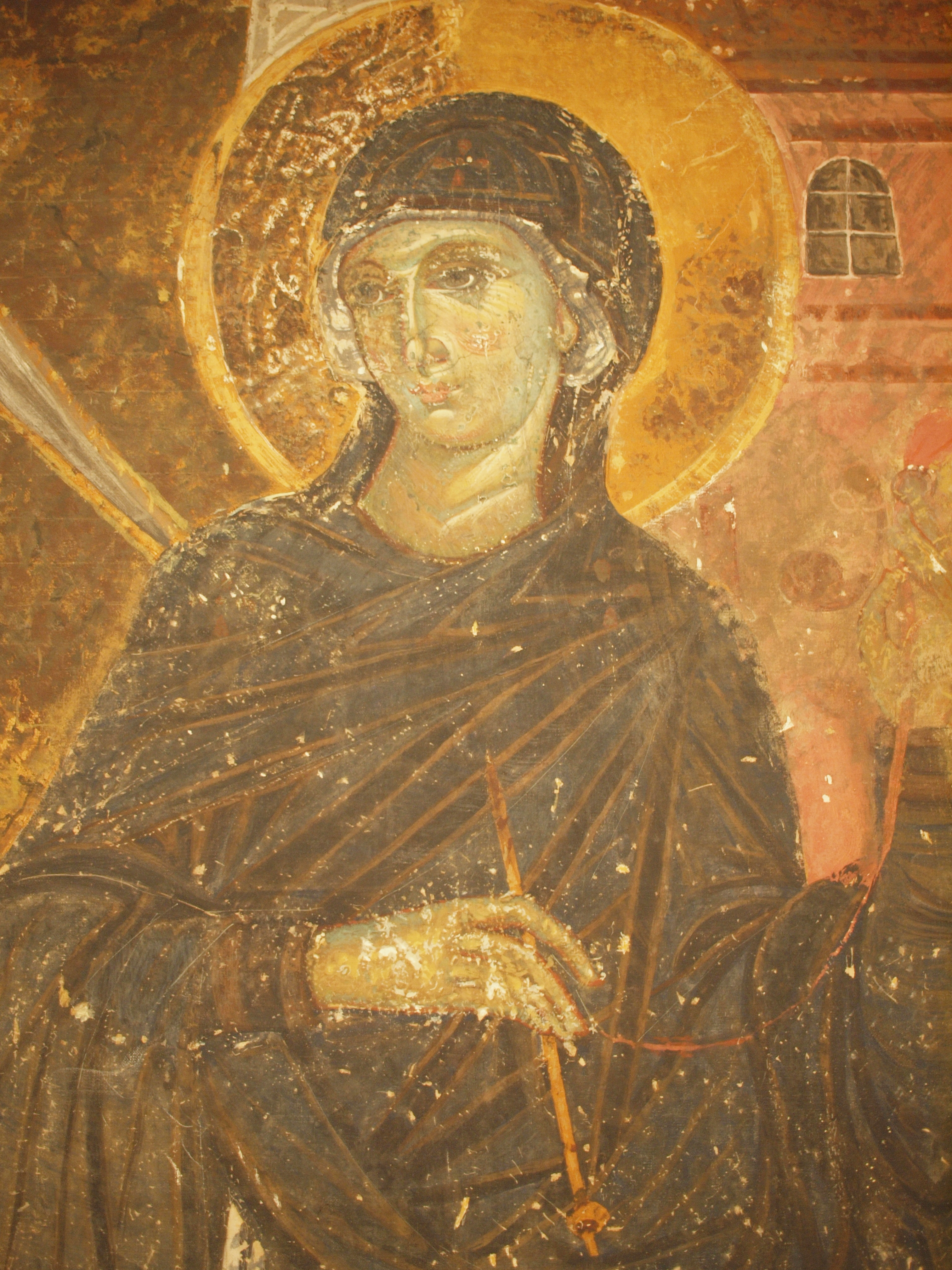
Verkündung Mariae, Fresko 1. Hälfte 13. Jahrhundert, Meister von Mileševo

#### Mittelalter

##### Fresken
Die mittelalterliche serbische Malerei entwickelte sich seit dem 12. Jahrhundert aus dem dominierenden Einfluss der byzantinischen Malerei. Die ersten Maler der monastischen Grablagen der Nemanjiden kamen aus den griechischen Kulturbereich. Die Künstler blieben durch fehlende Signaturen aber gänzlich unbekannt, erst Anfang des 14. Jahrhunderts wurden in der sogenannten Milutinschen Malerschule erstmals einige Fresken-Autoren überliefert. Die Monumentalmalerei erreichte schon Anfang des 13. Jahrhunderts in der Muttergotteskirche von Studenica (1207) einen ersten Höhepunkt. Es dominieren großformatige Fresken auf blauen Grund. Die Entwicklung gipfelte um die Mitte des 13. Jahrhunderts in den antikisierenden Fresken auf Goldgrund der Klöstern Mileševa (Beli Anđeo, dt. Der Weiße Engel) und Sopoćani. Die großfigurigen, freien und plastischen Darstellungen in der Dreifaltigkeitskirche des Klosters Sopoćani (1263–1268) gehören zu den Höhepunkten byzantinischer Kunst und greifen mit ihrer humanistischen Darstellung weit in die Renaissance voraus. Neben den antikisierenden Stil dieser höfischen Fresken wurden mehr erzählende Freskenprogramme von monastischen Künstlern ausgeführt. Sie sind am reinsten in der Apostelkirche des Patriarchats von Peć (um 1250) entwickelt.
Unter dem Patronat König Milutins wurde eine dem byzantinischen Einfluss verpflichtete Zelebrierung der Frömmigkeit für die Entwicklung der altserbischen Kunst spürbar, insbesondere da sich König Milutin in der Nemanjidendynastie auch als Fortsetzer der byzantinischen kaiserlichen Tradition verstand. Die Freskenmaler entwickelten daraus einen besonderen Stil und einen bestimmten Inhalt, der sich sowohl von der Thematik in den serbischen Kirchen des 13. Jahrhunderts als auch vom ikonographischen Gehalt jener großen Ensembles unterscheidet, die um die Mitte des 14. Jahrhunderts entstanden, sichtbar abgrenzt. In der zur sogenannten Palaiologische Renaissance gehörenden Milutinschen Malerschule arbeitete ein ganzes Heer von Malern, von denen sich die Namen der griechischen Hofmaler Michail Astrapas und Eutychios überliefert haben, an der Freskengestaltung der zahlreichen Stiftungen Milutins in Serbien, Thessaloniki, Konstantinopel, dem Heiligen Berg Athos und Jerusalem. Sie vollendeten u. a. die Fresken der Bogorodica Ljeviška (1310–1313), der Königskirche in Studenica (1314), Staro Nagoričano (1317) sowie im Kloster Gračanica (1321). Die Freskenmaler sollten darin eine sehr gelehrte Frömmigkeit, die aus Konstantinopel übernommen worden war, in die Bildprogramme der Kirchen überführen. Ein neuer Szenereichtum, farbige Vielfalt und figürliche Lebendigkeit sowie allgemeine Innovationen bei der erzählerischen Darstellung traditioneller Themen wie in den Malprogrammen der Mariä Entschlafen, im Urteil des Pilatus aber auch im Aufkommen der genealogischen Darstellung der Namnjiden-Dynastie in der Wurzel der Nemanjiden (Loza Nemanjiča) treten hervor.
Mit dem größten erhaltenen mittelalterlichen serbischen Freskenzyklus im Kloster Visoki Dečani (1335–1350) wurden dann überwiegend Künstler der dalmatinischen Küste beauftragt (wahrscheinlich der Malerschule Kotor entstammend). Es handelt sich dabei um das einzige vollständig erhaltene byzantinische Freskendekoration der Balkanhalbinsel im 14. Jahrhundert. Die weithin durch eine zunehmend überladene Szenevielfalt und kräftigen, wie statischen Malstil gekennzeichnete Ausführung der Dečani-Fresken findet sich noch bis etwa 1370. Dem Typus gehören auch noch die Fresken in Lesnovo und dem Markov Manastir (1371) bei Skopje an.
Danach begannen sich allmählich gotische Einflüsse bemerkbar zu machen, die durch langgezogene, feingliedrige Figuren, eine feinere Linienführung und größerer Intimität gekennzeichnet sind. Die Hauptwerke entstanden nun im Morava-Serbien und der Šumadija. Höhepunkt sind die Fresken von Kalenić (1407) und Resava (1421), die im Stifter-Porträt von Stefan Lazarević sowie den Darstellungen der Heiligen Krieger und der Hochzeit von Kanaa (Kalenić) durch intime Darstellung in differenzierter Charakterisierung und subtiler Farbgebung Hauptwerke der serbischen Malerei bilden.

##### Ikonen

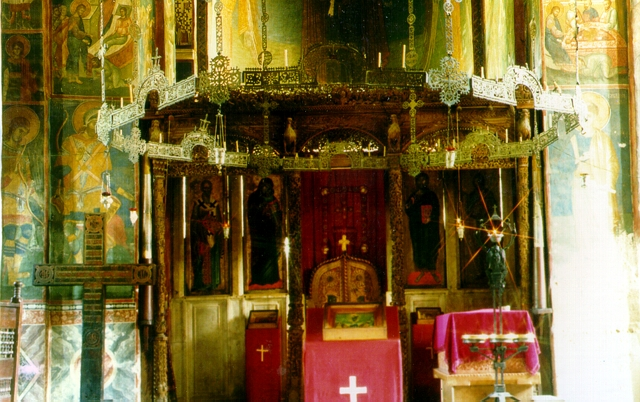
Ikonostase und Choros in Visoki Dečani, um 1350

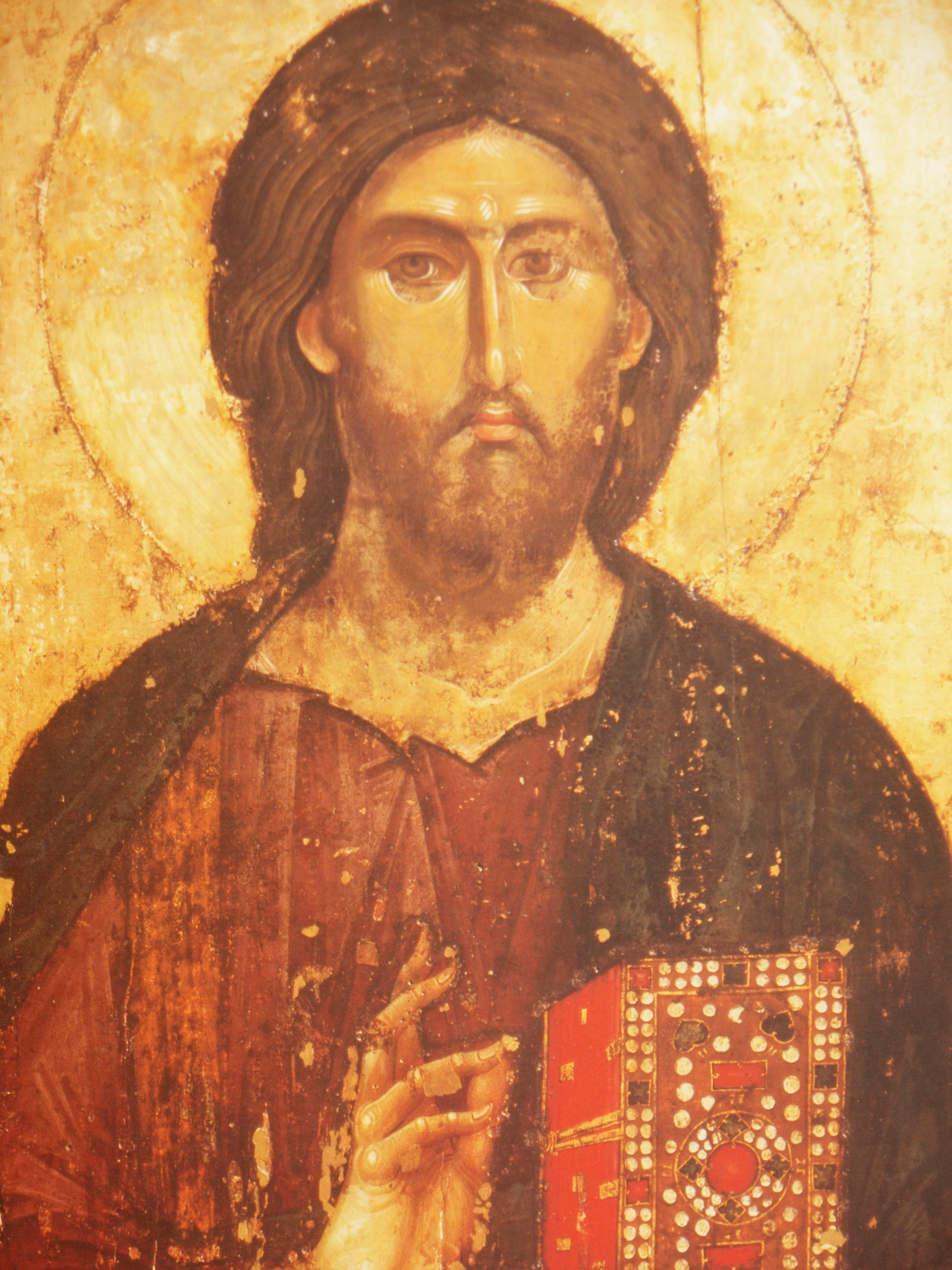
Ikone des Christus Pantokrator, Hilandar um 1260

Ähnlich wie die Freskenmalerei etabliert sich die Tafelmalerei in Form der Ikone aus dem prägenden Einfluss Byzanz. Ab dem ersten Jahrzehnt des 13. Jahrhunderts wurde im Aufbau der neuen, durch den Heiligen Sava initiierten serbischen kirchlichen Organisation auf Grundlagen der Orthodoxie auch der Import byzantinischer Ikonen und Ikonenmaler sowie allgemein der Ikonenkult etabliert. Die auf dem Gebiet des mittelalterlichen serbischen Reiches zwischen dem 13. und 17. Jahrhundert angefertigten Ikonen entstammen dabei zweier Provenienzen, den griechisch-byzantinischen als vorbildgebenden und den innerbalkanischen imitierenden und oft eigenen Idiomen folgenden Entwicklungen. Ikonen als bewegliche Kultbilder trugen dabei schon früher als dies Fresken vermochten neue darstellerische Tendenzen und Innovationen der byzantinischen Kunstzentren in die serbische Provinz.
Nach 1262, als das byzantinische Kaiserreich in Konstantinopel wiedererrichtet wurde, blühte der künstlerische Impuls in der Ikonenmalerei nachhaltig auf. Aus dieser Epoche datiert die große Christusikone im Kloster Hilandar, eines der Hauptwerke der byzantinischen Tafelmalerei. Serbien selbst war aber durch seine Lage auch stärker den Strömungen der Adriaküste ausgesetzt und die serbische Peter-und-Paul-Ikone aus dem Besitz der Königin Beloslava (Gemahlin König Vladislavs), die sich heute in der Schatzkammer des Petersdoms befindet, zeigt starke westliche Einflüsse und wurde vermutlich in Kotor gemalt. Mit dem Bedeutungszuwachs der Ikone bekam die Ikonostase eine immer größere Rolle für die Ausschmückung serbischer Kirchen. Ikonen entwickelten sich ab dem 14. Jahrhundert so zum wesentlichen Element der Kirchendekoration. Der Typus der „großen Ikonen“, die jetzt links und rechts der Altarschranke angebracht wurden, entstanden nun als Brustbilder, die mit kostbaren Geweben geschmückt wurden. Als Festikonen wurden sie zudem bei den großen Feiertagen aus den Kirchen hinausgetragen. Eine vollständig erhaltene Ikonostase aus der Mitte des 14. Jahrhunderts, die wegen ihrer authentischen Erhaltung aller ihrer stilistisch hervorragenden Ikonen auch das bedeutendste Werk der mittelalterlichen Tafelmalerei in Serbien stellt, findet sich im Kloster Dečani. Die Ikonen gehören hier schon in die Nähe des Typus der Maniera graeca, zeigen eigenständige Interpretation Konstantinopoler Vorbilder und werden durch feinste Nuancierungen der Farbgebung begleitet. Die Ikonen Dečanis wurden wohl von griechischstämmigen Künstlern aus Kotor angefertigt. Nach der osmanischen Eroberung kam es mit der Wiedererrichtung des Patriarchats von Peć (1561) zu einer kurzen Blüte der Tafelmalerei. Bedeutendster Ikonen-Maler der Epoche war Zograf Longin (u. a. Ikone Stefan Uroš IV. Dečanskis).
Die heute bedeutendste serbischen Ikonensammlung ist im Kloster Hilandar auf dem Athos erhalten, wo Ikonen vom 12. bis 19. Jahrhundert aufbewahrt werden.

#### Moderne
Ursprünglich hatte nur der Norden Serbiens im Gebiete der Vojvodina Anschluss an die künstlerischen Strömungen Europas. Seit dem 18. Jahrhundert setzte sich hier der Barock durch. In der zweiten Hälfte des 19. Jahrhunderts übernahmen Wien und München die akademische Ausbildung von Malern aus der Region der heutigen Vojvodina, in denen insbesondere Uroš Predić oder Paja Jovanović den künstlerischen Höhepunkt des Realismus in der Malerei Serbiens bestimmten. Zu Anfang des 20. Jahrhunderts und nach dem Ersten Weltkrieg wurde daneben die zeitgenössischen Strömungen in Paris für Nadežda Petrović und Peter Lubardas expressionistische- und Abstrakte Malerei stilbildend. Nach dem Zweiten Weltkrieg wurde der Sozialistische Realismus zeitweise zur Leitlinie der Malerei, von dem sich nach dem politischen Bruch Jugoslawiens mit der Sowjetunion die Bildenden Kunst mit der Einzelausstellung Petar Lubardas 1951 in der Galerie Ulus in Belgrad löste. Die moderne jugoslawische Malerei wurde insbesondere nach Lubardas Auszeichnung auf der Biennale von São Paulo 1953 international stärker rezipiert, wie auch später die Gruppe der jugoslawischen Naiven, die auf Basis einer spezifisch regionalen Richtung zu den bekanntesten Interpreten einer erkennbar jugoslawischen Malerei wurden.

### Film
Der erste Film wurde in Serbien nur sechs Monate nach der ersten öffentlichen Kinovorführung der Gebrüder Lumière (28. Dezember 1895 in Paris) am 25. Mai (6. Juni) 1896 von einem französischen Filmteam in Belgrad gezeigt. Erster in Serbien aufgenommener Film war die Krönung Peters I. Karađorđević 1904 (Krunisanje kralja Petra I. u Beogradu 1904. godine) durch den Engländer Arnold Muir Wilson, der nach den Filmaufnahmen der Krönungszeremonie auch dokumentarisches Material aus der Raška, dem Sanđak und der Adriaküste lieferte. Um 1900 wurden die ersten Kinos in Belgrad eröffnet. Nachdem zuerst dokumentarische Szenen des Alltags das Interesse der Filmemacher weckten, nahm Svezozar Božović 1911 den ersten serbischen Kunstfilm mit dramaturgischer Handlung auf (Karađorđe, 1911). Noch während des Ersten Weltkriegs wurde der serbischen Armee auf Korfu 1916 eine kinematographische Sektion zur Dokumentation des Kriegsgeschehens zugestellt. Aus dieser Sektion drehte Mihailo Mihailović anlässlich des Durchbruchs der Salonikifront 1918 die Filme Proboj solunskog fronta i napredovanje srpske vojske sowie Oslobođenja Beograda. Zwischen den Weltkriegen entstanden in Serbien etwa 10 Filmproduktionen, die Filmindustrie blieb auf bescheidenem Niveau. Zur 550-Jahr-Feier der Schlacht auf dem Amselfeld war ein dreiteiliger Film Kosta Novakovićs Proslava 550. godišnjice bitke na Kosovu bestellt worden, der jedoch bis Ausbruch des Weltkrieges nicht mehr beendet und 1994 auf Basis des bestehenden Filmmaterials rekonstruiert wurde.
Erst nach dem Zweiten Weltkrieg entwickelte sich die eigentliche serbische Filmindustrie für die mehrere Ausbildungs- als auch Archivareinrichtungen eingerichtet wurden. U.a.: Fakultet dramskih umetnosti (1948 als Akademija za pozorišnu umjetnost), Jugoslavenska kinoteka (1949) sowie Institut za film (1960).
Der bekannteste serbische Regisseur wurde der aus Bosnien stammende Emir Kusturica als Meister skurriler Komödien (Dom za vešanje). In Underground thematisierte er den Zerfall Jugoslawiens in einer fiktiven Erzählung einer von dem Weltgeschehen fern lebenden Untergrund-Gesellschaft, die zwischen dem Zweiten Weltkrieg und den Jugoslawienkriegen der 1990er Jahre die gesellschaftliche Veränderung Jugoslawiens reflektierte. Seine Filme gewannen sowohl die Goldene Palme wie den Goldenen Löwen. Weitere wichtige Regisseure, die sich auch mit den zeitgenössischen Ereignissen der Balkankriege beschäftigten, sind Goran Paskaljević (Anđeo čuvar), Ljubiša Samardžić (Jesen stiže, Dunjo moja) und Zdravko Šotra (Zona Zamfirova, Pljačka trećeg Rajha…).

### UNESCO-Weltkulturerbe

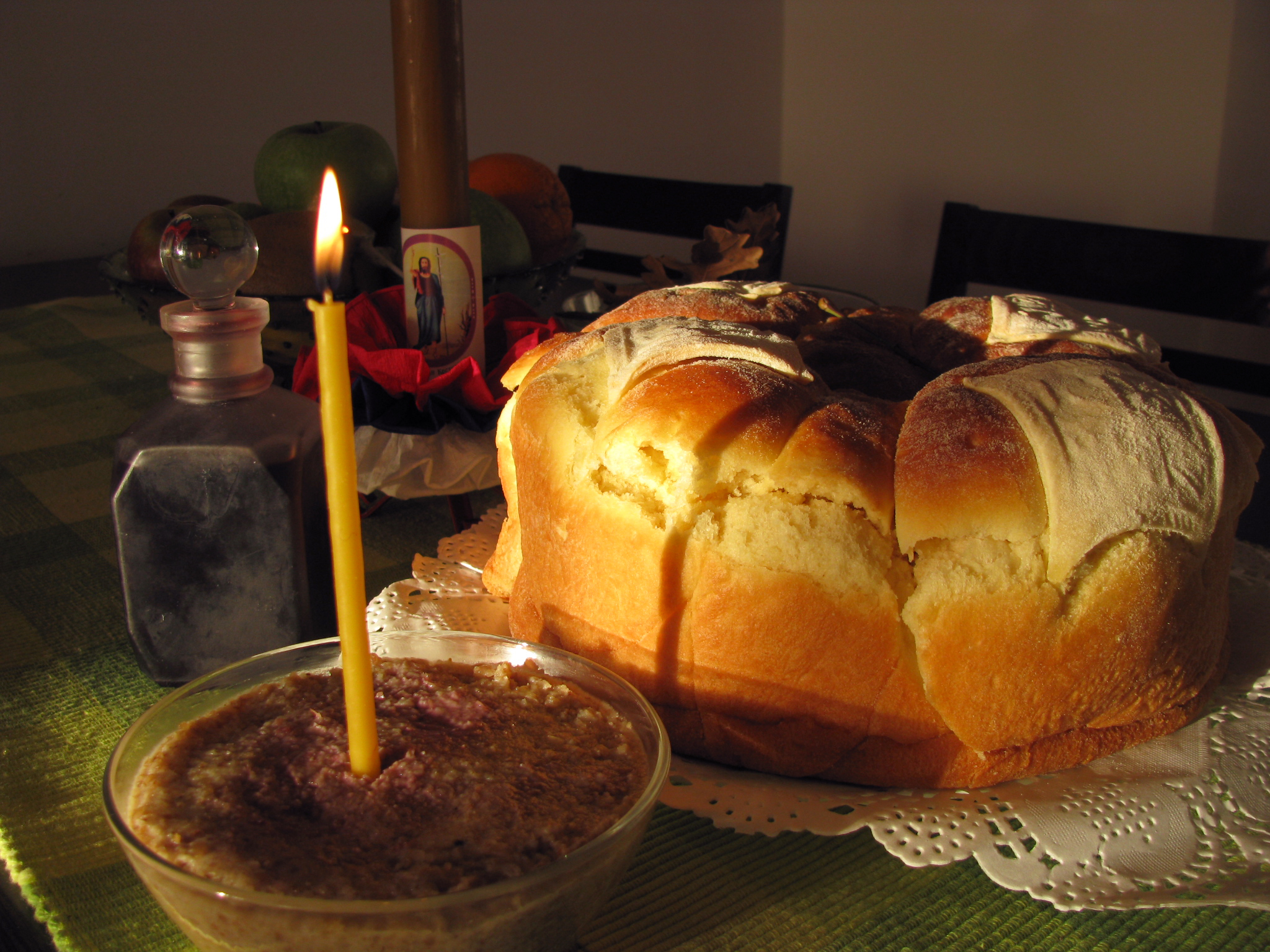
Das religiöse Familienfest der Slava begleiten besondere Rituale und spirituelle Bräuche

Vier Kultur-Stätten Serbiens sind in der UNESCO Liste des Welterbes gelistet.
- 1979: Stadt Stari Ras, Kloster Sopoćani, Petrova crkva (Peterskirche; älteste in ganz Serbien)
- 1986: Kloster Studenica („Wiege des serbischen Königreiches“ im Mittelalter)
- 2004: Mittelalterliche Klöster und Kirchen in Kosovo (Kloster Gračanica, Kloster Visoki Dečani, Patriarchenkloster Peć, Kathedrale Bogorodica Ljeviška)[320]
- 2007: Gamzigrad-Romuliana, Palast des Galerius

Zum immateriellen Kulturerbe der Menschheit gehören diese Ausdrucksweisen:
- 2014: Slava, der Feiertag des Schutzpatrons der Familie
- 2017: Der traditionelle Folkloretanz Kolo
- 2018: Der Gesang zur Begleitung der Gusle
- 2020: Zlakusa-Keramik[322]
- 2022: Die traditionelle Šljivovica-Herstellung

Daneben zählen diese drei Einträge zum Weltdokumentenerbe:
- 2003: Nikola-Tesla-Archiv (Nikola-Tesla-Museum in Belgrad)
- 2005: Miroslav-Evangelium (Serbisches Nationalmuseum in Belgrad)
- 2015: Telegramm Österreich-Ungarns mit der Kriegserklärung an Serbien vom 28. Juli 1914 (Serbisches Staatsarchiv in Belgrad)

### Bräuche

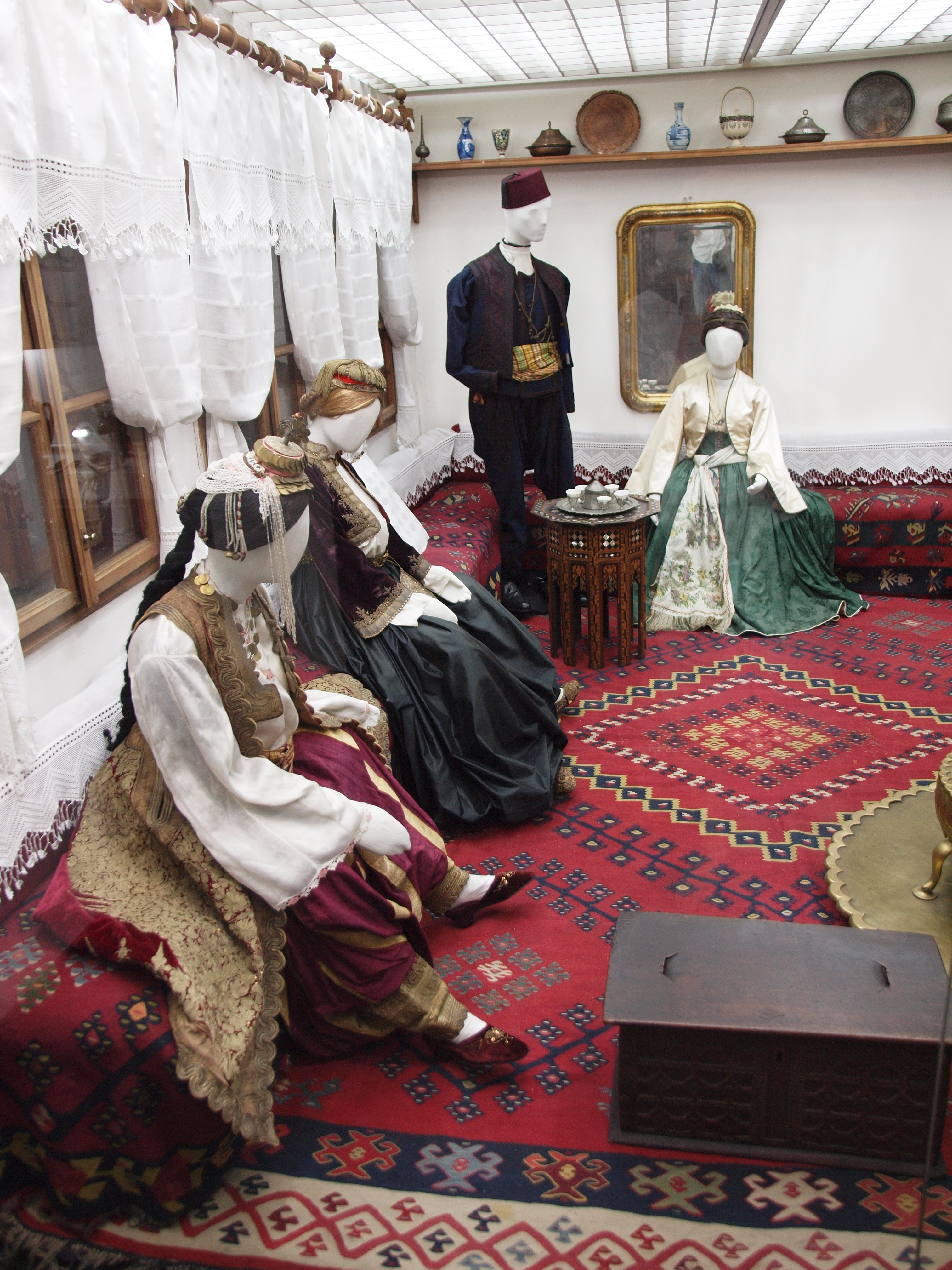
Piroter Kelime als zentraler Bestandteil traditioneller serbischer und balkanischer Wohnkultur (Ethnographisches Museum Belgrad)

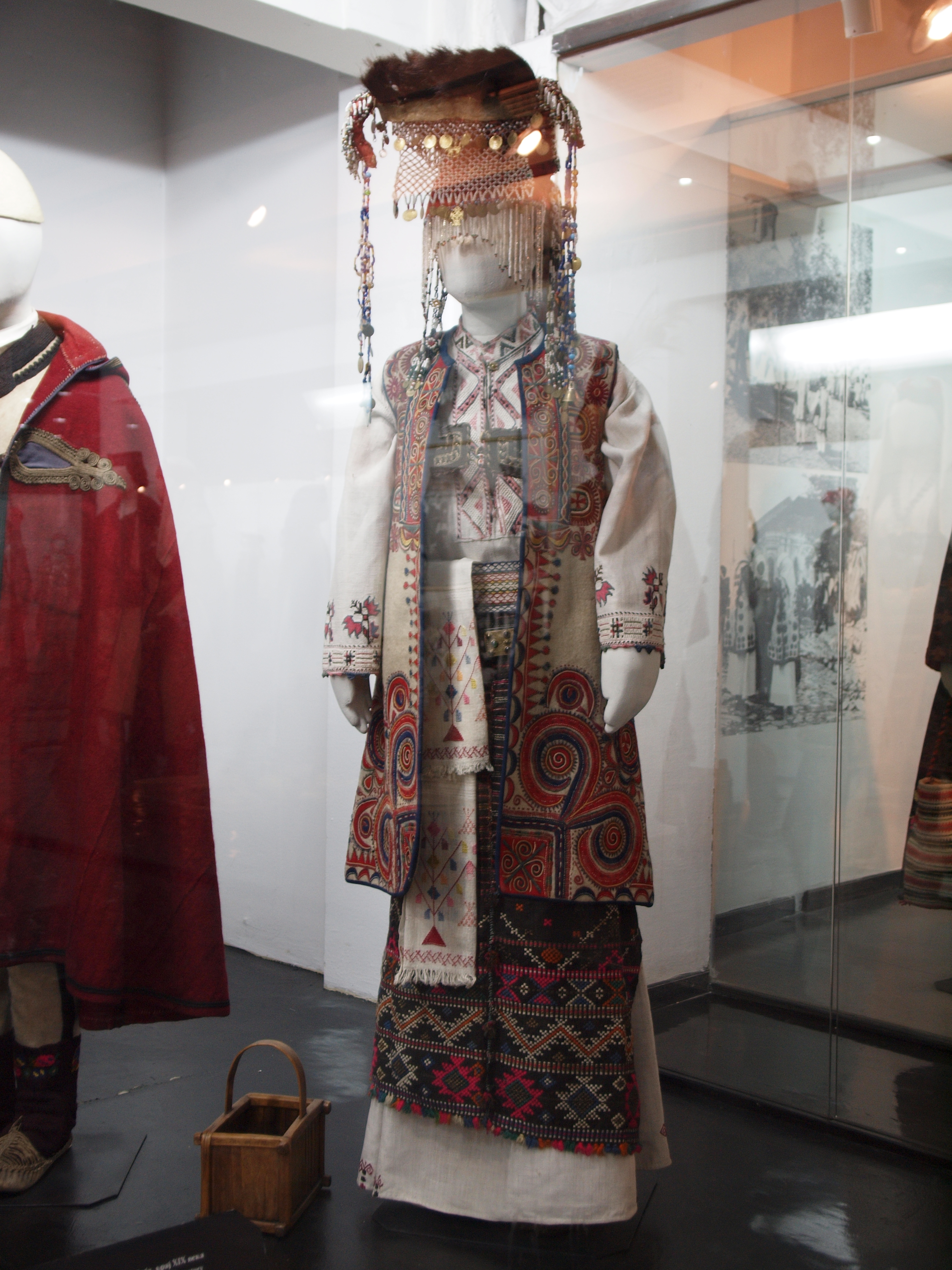
Historische Brauttracht aus Prizren, 19. Jahrhundert (Ethnographisches Museum Belgrad)

Brauchtümer sind Teil der kulturellen Vielfalt und des immateriellen Erbes Serbiens. Regionale Bräuche als Teil der Volkskultur werden von Vereinen in ganz Serbien aufrechterhalten. Zu den Bräuchen gehören verschiedene tradierte Ausdrucksformen in Musik, Tanz, Volksdichtung sowie im traditionellen Handwerk. Eine große Anzahl von lokalen Bräuchen und Riten steht in Zusammenhang mit den religiösen Festtagen.

### Handwerk

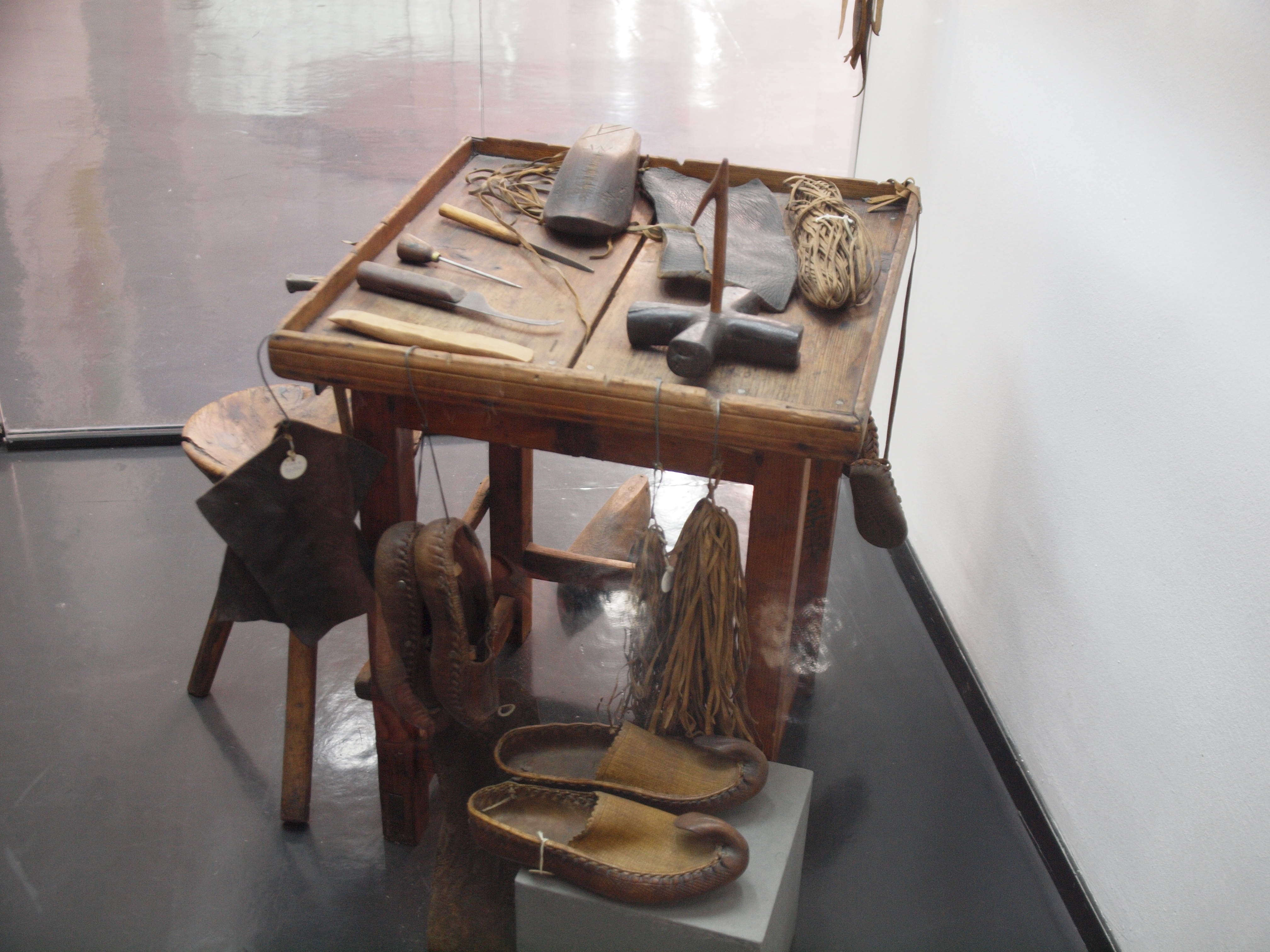
Opanken Werkstatt (Ethnographisches Museum Belgrad)

In Serbien hatte traditionelles Handwerk eine lange Tradition. Dabei gehören einzelne Handwerksformen und -produkte zum serbischen Volksbrauchtum. Zur Zeit des Osmanischen Reiches war das Handwerk in den größeren serbischen Čaršijen und Şehern auch in geschlossenen Zünften, sogenannten Esnafs organisiert. Dabei haben sich durch die weite Verbreitung der ehemaligen Handwerksberufe die türkischen Begriffe bis heute erhalten können.
Noch in den 1960er Jahren existierten in einzelnen Städten Serbiens noch bis über 60 unterschiedliche Handwerksberufe. Der in den Volkstrachten balkanischer-Frauen eingearbeiteten Filigran-Silberschmuck blieb beispielsweise für das Handwerk Prizrens im Kosovo bis heute in einer für das Stadtbild der Altstadt auffälligen Konzentration von sogenannten Filigran-Geschäften erhalten. Auch die traditionelle Teppichweberei in Pirot hatte sich nach der Befreiung von der osmanischen Herrschaft weiter entwickeln können.
Einzelne Handwerksprodukte besonderer künstlerischer Qualität erreichten auch im Enterieur der Stadtbevölkerung den Rang von Statussymbolen oder waren traditionelle Brautbeigaben. Im Falle des Piroter Kelims kam diesem auch die repräsentative Funktion als „quasi“ Staatsinsignie vergleichbar französischer Tapisserie zu.
Die handwerklichen Berufe werden dabei anhand ihrer verarbeitenden Rohstoffe unterteilt: Ton, Stein, Holz, Leder, Metall, Glas oder Textilfasern.
Zu den Handwerken – zanat – die eine größere Bedeutung in der serbischen Volkstradition erlangt haben, zählen:
- Grnčarski zanat (Töpferei, insbesondere Keramikzentren in tonreichen Berggebieten wie im Ponišavlje um Pirot – Pirotska grnčarija)[328][329]
- Opančarski zanat (Lederhandwerk für die Herstellung des traditionellen Opanken-Schuhwerks)[330]
- Kazandžijski zanat (Metallhandwerk für Haushaltsgegenstände aus Kupfer, Bronze und Zinn)[331]
- Ćilimarstvo (Kelim-Weberei aus Schafwolle an Vertikalen Rollenwebstühlen um Pirot)[332]
- Mutavdžijski zanat (Ziegenwollweberei für den Haushaltsbedarf der Landbevölkerung)[333]

Einzelne typische Gegenstände der traditionellen Volkskultur wie der čutura als Gefäß zur Aufbewahrung der Šljivovica oder der testija als Gefäß für Wasser oder Wein wurden auch aus unterschiedlichen Materialien oder einer Kombination aus Ton, Porzellan, Kupferblech oder Holz gefertigt.